# 幕末期の文化

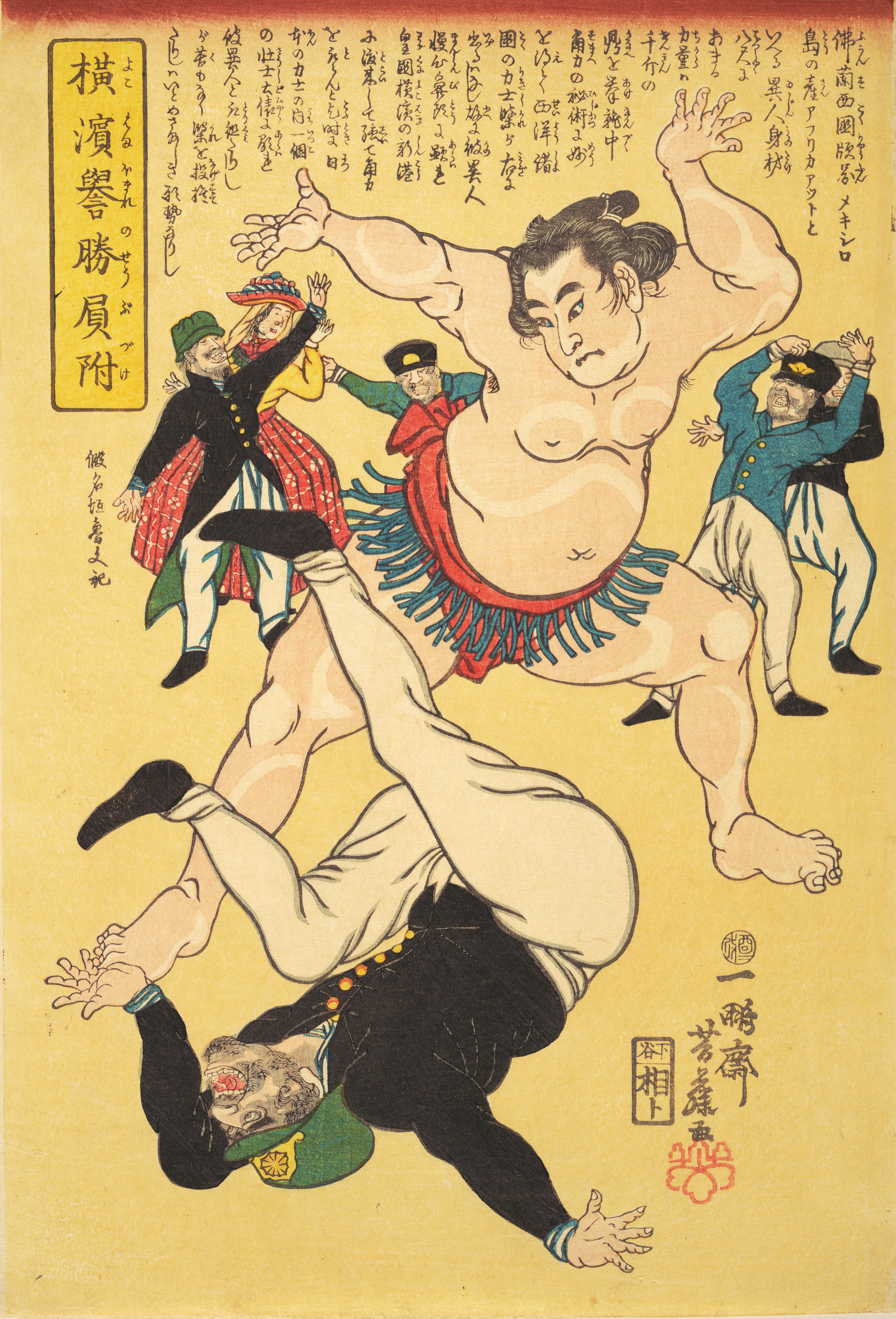
「横浜誉勝屓附」図（1861年）
----
開国当時の攘夷の気分が絵画にも現れている。

幕末期の文化（ばくまつきのぶんか）または開国期の文化（かいこくきのぶんか）とは、江戸幕府が開国に踏み切った1854年ころから大政奉還によって幕府が倒壊、明治維新をむかえる1868年ころまでの日本の文化。日本史の時代区分では江戸時代末期にあたり、当時使用された元号は旧い順に嘉永・安政・万延・文久・元治・慶応である。本格的に西洋文明との接触が始まったことで、その受容と対応のあり方が問われる一方、政治的激動の時代であり、文化の様態もまた強い政治性・軍事性を帯びている。

## 海外情報の獲得

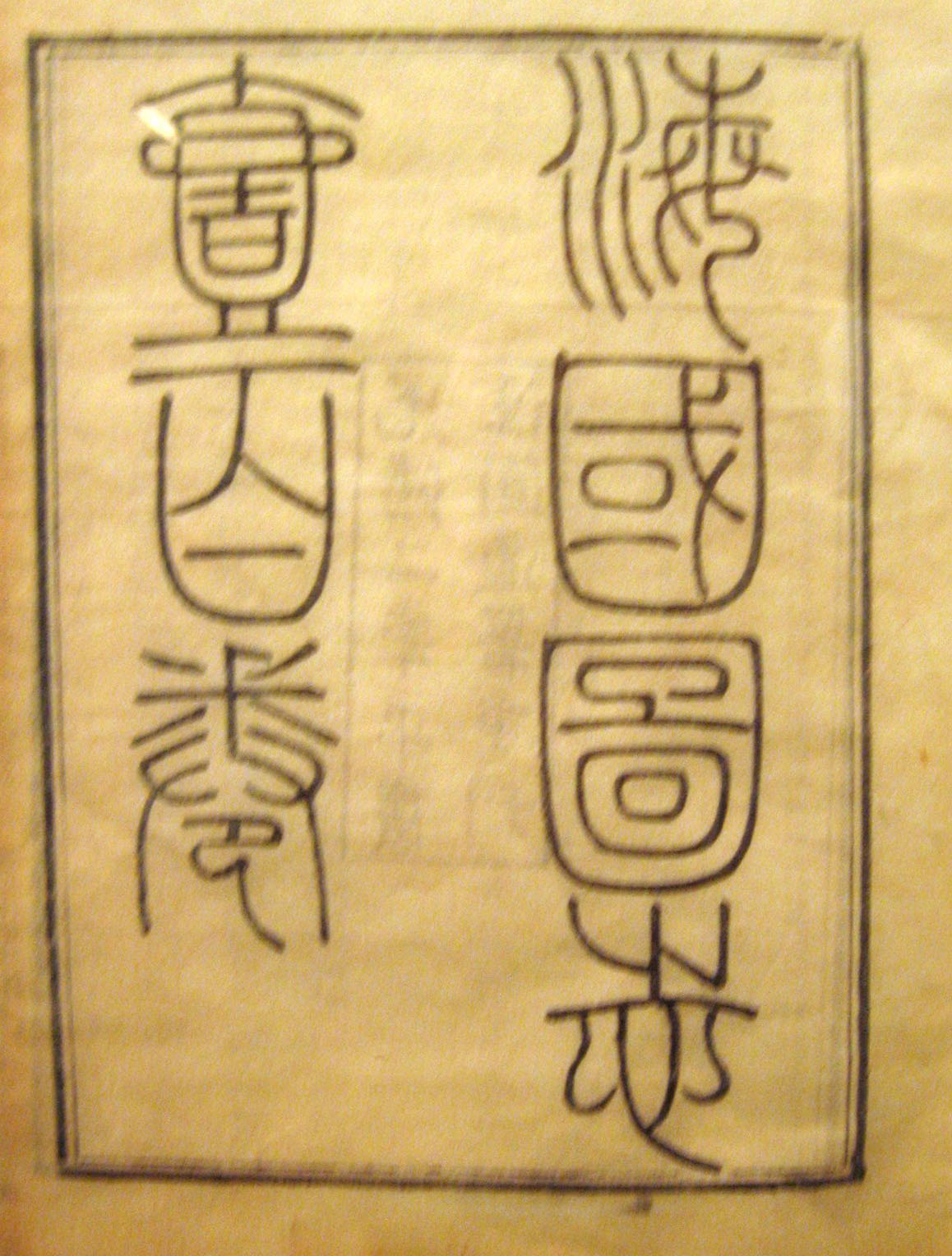
魏源『海国図志』表紙

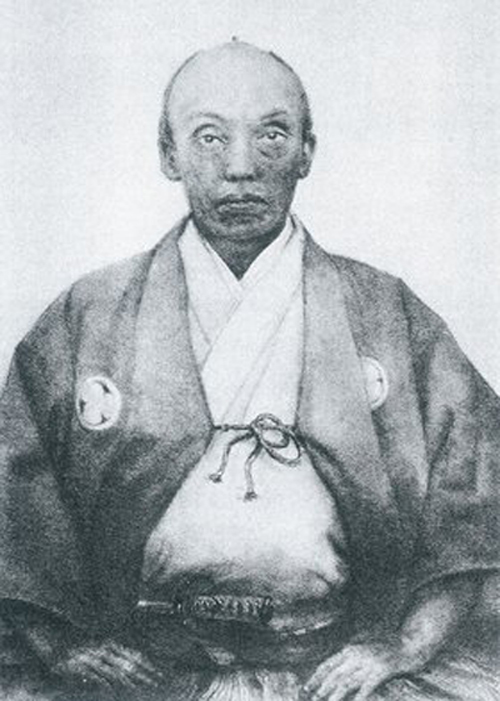
川路聖謨

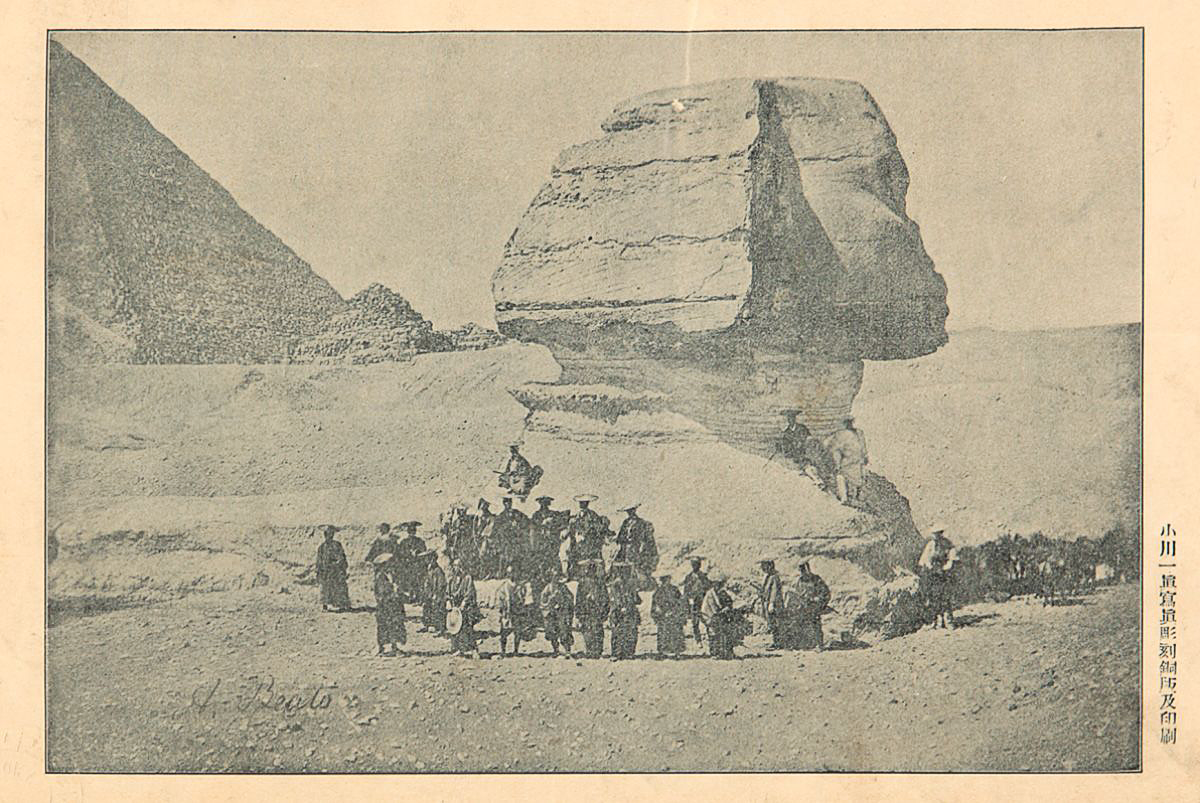
エジプトのスフィンクス像前での池田使節団（第2回遣欧使節）
----
フェリーチェ・ベアト撮影

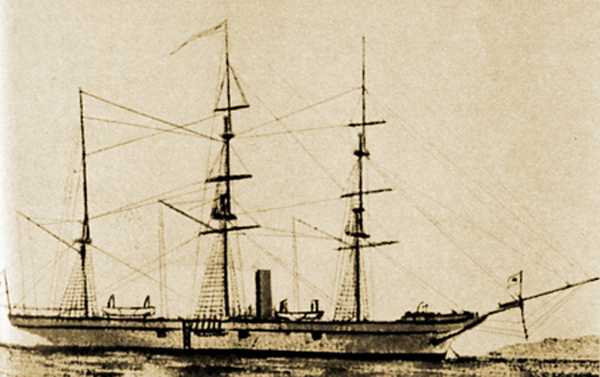
咸臨丸（航海長は小野友五郎）と伝えられる写真
----
オランダで製造された軍艦で旧名は「ヤーパン号」。長崎海軍伝習所の練習艦であった。

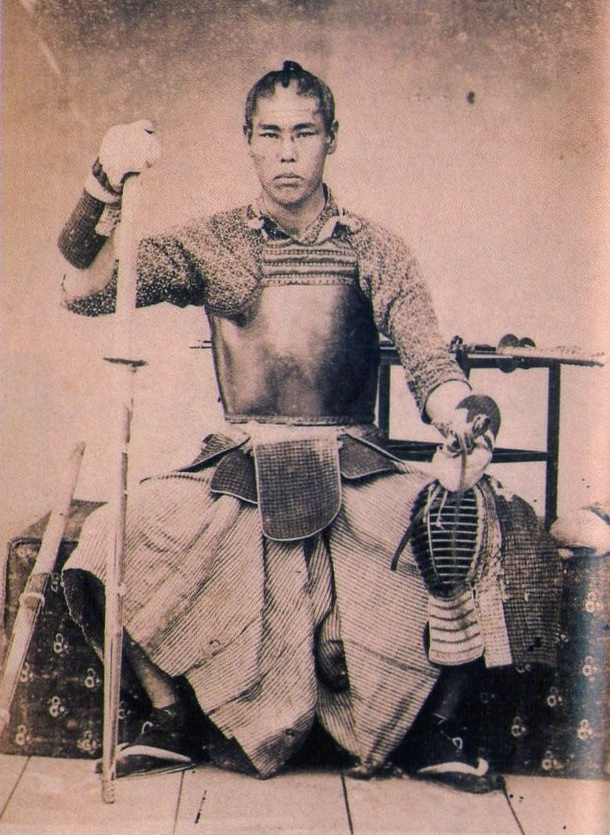
高杉晋作

アヘン戦争における大国清の敗北、黒船来航によって「鎖国から開国へ」という江戸幕府の政策転換によって東アジアをめぐる「西力東漸」の情勢がしだいに明らかとなり、それに危機感を覚えた知識人たちは競って海外情報の獲得をめざした。
従来の海外情報としては、長崎のオランダ人（カピタン）によるオランダ風説書、清国人による唐人風説書があったが、両者は幕府首脳の独占するところであり、他には、西川如見『華夷通商考』、新井白石『西洋紀聞』『采覧異言』、工藤平助『赤蝦夷風説考』、桂川甫周『北槎聞略』、大槻玄沢『環海異聞』などの書籍があったが、体系的な知識を著述したものは少なく、また、読者もきわめて限られていた。
漢籍としては、1843年（道光23年）、士大夫出身の魏源が著述した『海国図志』が江蘇省揚州で刊行されている。『海国図志』はアヘン戦争後、新疆のイリに左遷された欽差大臣林則徐が魏源に託した地理書『四洲志』（イギリス人ヒュー・マレーの『世界地理大全』の漢訳本）をもとに著述された万国地理書・世界情報書で、編集に際しては歴代の地理歴史書、明代以後の西洋地誌、地図など数多くの資料が参照され、魏源自身の見識によって著述されている。当初は50巻であったが1847年（道光27年）には60巻本、1852年（咸豊2年）には100巻本に増補された。魏源はこのなかで「夷の長技を師とし以て夷を制す」と述べ、西洋の先進技術を学ぶことでその侵略から自身を守るという刊行目的を示しているが、その危機感と著述の趣旨を清国以上に真摯に受けとめたのは幕末の日本であった。
日本における『開国図志』の受容は中国はもとより李氏朝鮮と比べても9年も遅い嘉永4年（1851年）のことであったが、幕府の文庫に秘蔵されていた同書を見かけた勘定奉行川路聖謨が老中阿部正弘にこの書の有用であることを説き、阿部もまたそれに賛同して閣老・参政に対する熟読奨励と翻刻に関する将軍許可を得た。川路はただちに私費を投じて儒者塩谷宕陰、蘭学者箕作阮甫に校訂を依頼して翻刻・出版した。こうして『開国図志』がいったん刊行されるや数年を経たぬうちに23種類もの翻刻が出版され、和訳本も16種類あらわれた。このことは、政策担当者である幕閣、佐久間象山や吉田松陰・橋本左内・横井小楠ら各地の知識人のみならず、庶民でも読み書きのできる人々のなかには少なからず国際情勢に関心をもつ者がおり、彼らによってさかんに読まれたことを示している。
江戸幕府は、万延元年（1860年）、日米修好通商条約の批准書交換のためにポーハタン号で新見正興を正使、村垣範正を副使、小栗忠順を監察官とする総勢77名の万延元年遣米使節をアメリカ合衆国に派遣した。この使節には、護衛艦として軍艦奉行木村喜毅を司令官とする咸臨丸をともない、乗組士官として勝海舟・小野友五郎をはじめとする長崎海軍伝習所関係者をあて、通訳にはアメリカ事情に詳しい土佐国の漁民出身の中浜万次郎（ジョン万次郎）、木村の従者として豊後国中津藩出身の福澤諭吉が乗船した。一行はサンフランシスコでもホワイトハウスでも大歓迎を受けた。海外事情はこうして直接もたらされることとなるが、使節団の構成をみてもわかるように、欧米との本格的な修好の開始は、従来の身分制度にとらわれない実力本位の抜擢をともなうものであった。
幕府はまた文久元年（1862年）には竹内保徳を正使、松平康英を副使とする第1回遣欧使節（文久遣欧使節）33名を派遣した。これは、ヨーロッパに向けた開港・開市延期交渉のための使節であり、「夷情探索」の命を受けた傭医師兼翻訳方の箕作秋坪、松木弘安（のちの寺島宗則）、通詞として福澤諭吉、福地源一郎さらに幕府から柴田剛中、長州藩から杉孫七郎らが従者として加わった。一行はマルセイユからパリに入ってナポレオン3世と会見、オランダ、プロイセン、ロシア、ポルトガルを歴訪した。
文久3年（1863年）には池田長発を正使、河津祐邦を副使、河田煕を目付とする第2回遣欧使節（横浜鎖港談判使節団）を派遣した。正使の池田は渡航前は攘夷家であったが、随員のひとりの原田吾一がそのまま西欧に残り、留学したい旨の希望を受け入れ、フランス政府からの勧めもあってフランスへの留学生派遣に尽力することを約束、パリではシーボルトと会見して渡仏中のさまざまな斡旋を依頼、さらにその報酬を支払っている。池田は弁理公使派遣の重要性を認識し、有能な現地人の雇用まで考慮し、さらに帰国後に横浜鎖港の不可と富国強兵を論じ、海外渡航の解禁建白をおこなうなど、実際に西欧にふれたことで世界観を劇的に変化させた。池田の数々の提言は従来に比較していっそう開明的・先進的なものであり、そこに「万国公法」への理解が進展しつつあることが指摘できる。
その後も幕府は慶応元年（1865年）の遣欧使節団（正使：柴田剛中）、慶応2年（1866年）の遣露使節団（正使：小出秀実）、慶応3年（1867年）の遣米使節団（正使：小野友五郎）、同年の遣欧使節団（代表：徳川昭武）の都合7回、欧米に対して使節を送っている。
中国にむけては、対中貿易の試験船として文久2年に千歳丸を長崎から出帆させ、勘定方根立助七郎以下の幕吏に加え、長州藩の高杉晋作、佐賀藩の中牟田倉之助、薩摩藩の五代友厚（名目は水夫）、大村藩の峰源蔵ら諸藩士・長崎商人計50名余を上海に送った。高杉・中牟田・五代の3人は上海で意気投合し、蒸気船や砲台などを一緒に見学したり、武器商人と会談したりなど、情報収集に努めている。
これら外交使節団（留学生については「留学生の派遣」 節にて後述）の一行に加わった人々は当時の発展いちじるしい欧米諸国やアロー戦争下の中国の実情を見聞したことで、帰国後、いっそうリアルな海外情報を日本にもたらし、日本植民地化への危機感などを周囲に伝えた。こうして、ある人は幕末の政局に影響をあたえ、ある人は維新後の日本の近代化に大きく寄与することとなったのである。
福澤諭吉は慶応2年（1866年）に『西洋事情』初編3冊を刊行し、幕末から明治初年にかけて二編と外篇を刊行した。『海国図志』はその役割を終え、以後朝野を問わず「洋行」の時代をむかえることとなった。

## 西洋文明の摂取

### 軍事技術の摂取

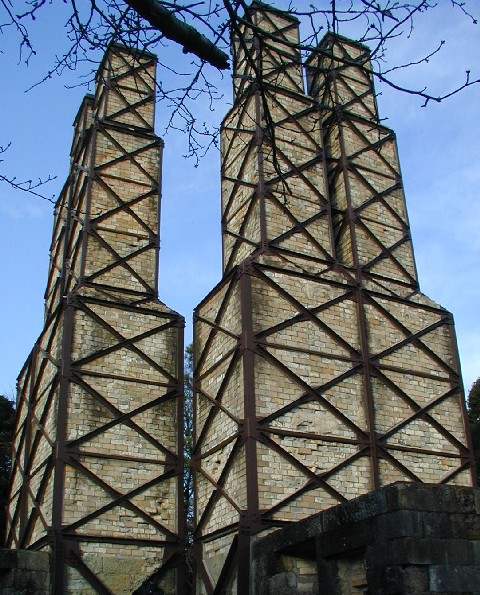
韮山反射炉（静岡県伊豆の国市）

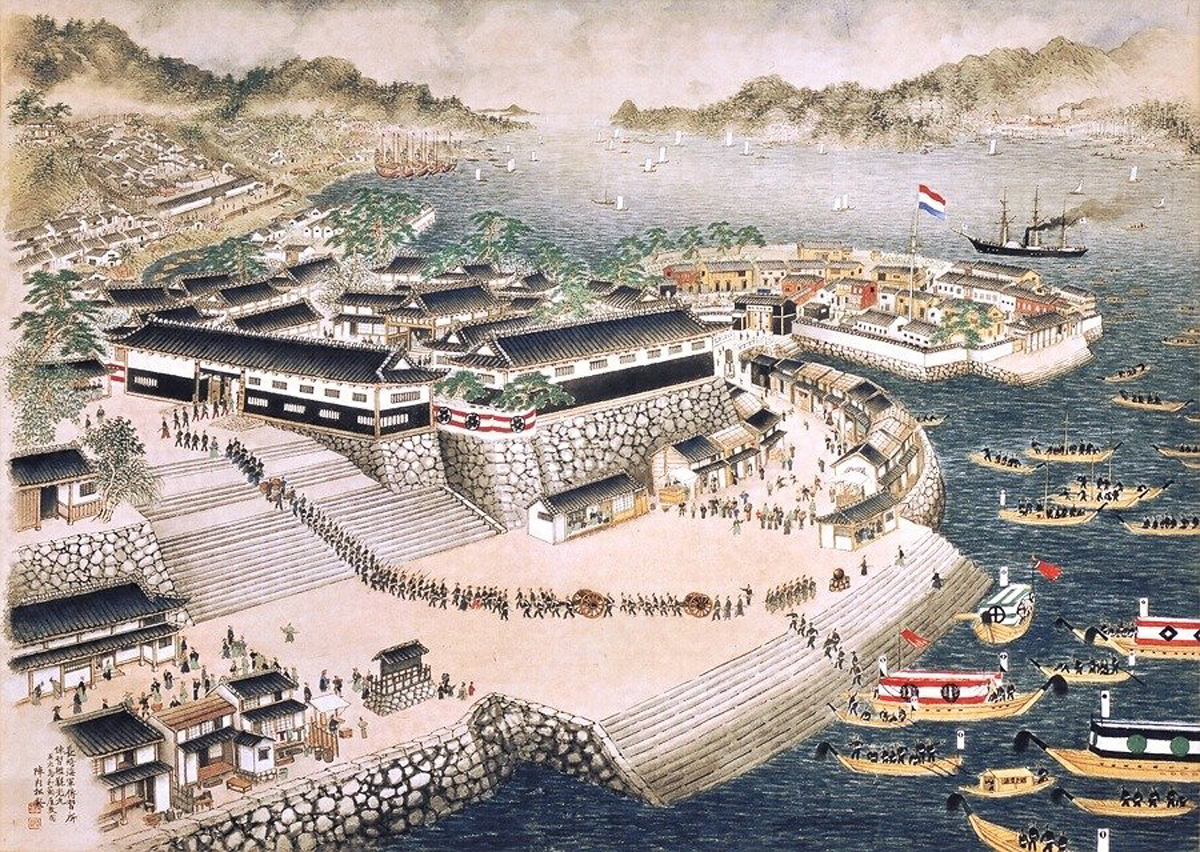
「長崎海軍伝習所絵図」鍋島報效会蔵

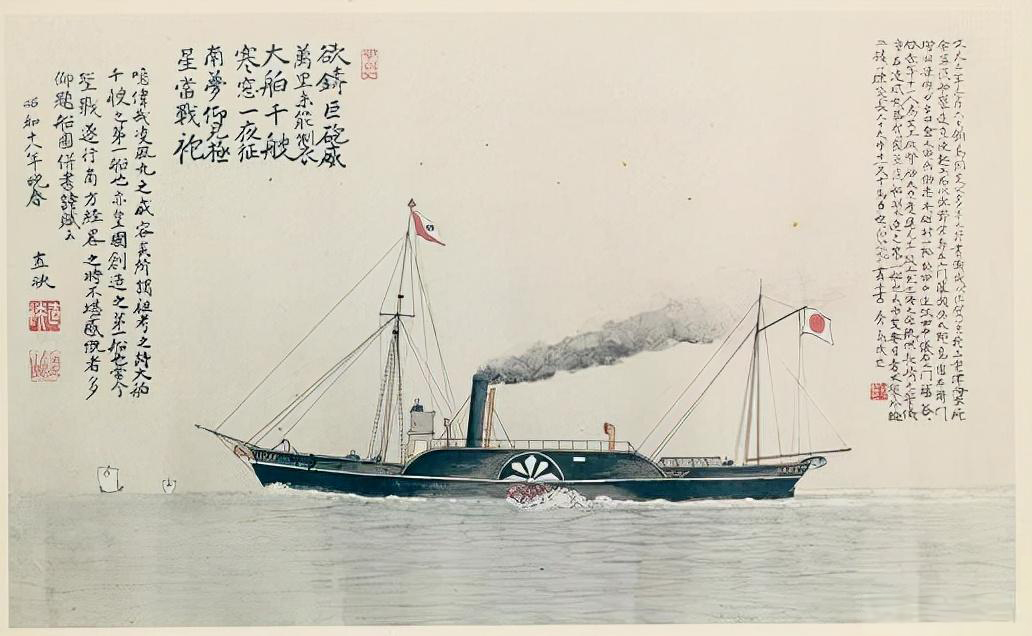
国産初の実用蒸気船「凌風丸」（鍋島直映画）

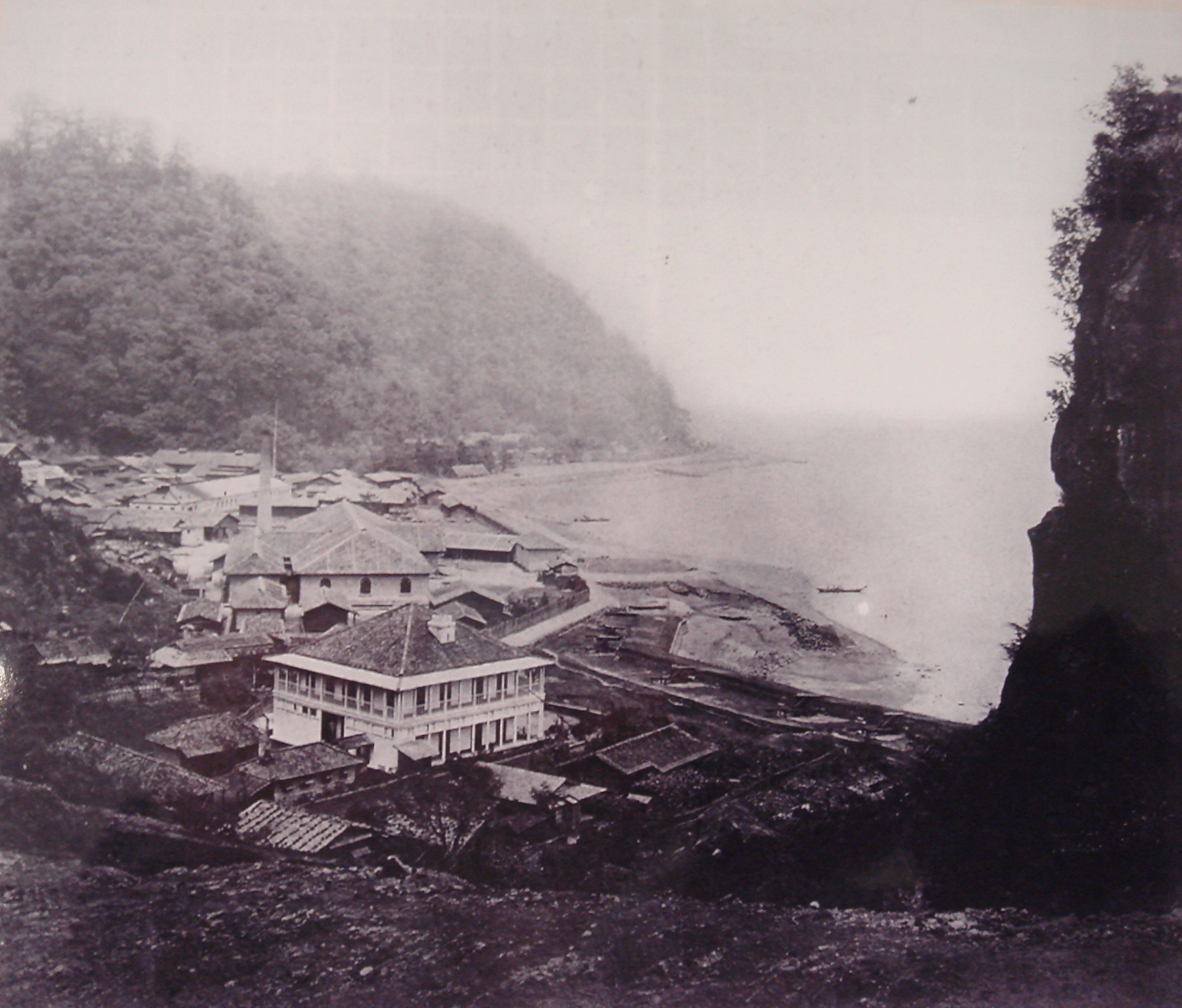
薩摩の集成館事業関連建物群（1872年頃）

アヘン戦争後、幕府や諸藩は、国の防備を強化する必要を感じ、西洋の軍事技術の摂取につとめた。嘉永3年（1850年）に佐賀藩の鍋島直正（閑叟）が肥前国佐賀築地に築地反射炉、ついで嘉永4年、薩摩藩の島津斉彬が鹿児島の現仙巌園内に反射炉をきずいて製鉄をおこない、大砲の鋳造をはじめた。嘉永6年（1853年）には江戸幕府韮山代官の江川英龍（代々江川太郎左衛門を名乗る）も韮山反射炉を築造、江戸郊外滝野川村にも滝野川反射炉をひらき、さらに水戸藩（那珂湊反射炉）、長州藩（萩反射炉）、南部藩（橋野高炉）などにもひろまった。
幕府はまた、嘉永6年に江川英龍の献策にもとづいて江戸湾品川沖に台場（砲台）の建造に着手し、寛永12年（1635年）の「大船建造の禁」以来、累代の武家諸法度で禁じていた大船の建造を解禁し、諸藩に海防の強化を命じた。これは幕府・諸藩の海軍創設につながる画期的な規制緩和であった。安政元年、江戸に5か所の講武場を設け、ついで安政3年には江戸築地に講武所を設立し、高島秋帆・下曽根信敦・男谷信友・勝海舟・榊原鍵吉・窪田清音・伊庭秀俊・大村益次郎を師範とし、旗本・御家人らの幕臣とその子弟に対して西洋式軍隊編成のもと伝統的な武術と西洋砲術を教授した。同じころ江川英敏（英龍の子）は芝新銭座に大小砲習練場をひらき、洋式銃砲の教授・訓練をおこなった。安政4年（1857年）には、安政2年（1855年）箱館入港のフランス船から教授を受けた武田斐三郎の設計による洋式築城が始まった（「五稜郭」。「建築」節で後述）。
安政2年（1855年）、幕府はオランダ国王から蒸気船が贈られたのを機に海軍士官養成のための長崎海軍伝習所をひらき、オランダよりライケン、カッテンディーケらを教官として招いた。永井尚志・木村喜毅を総監に勝海舟・榎本武揚・澤太郎左衛門・岡田井蔵ら幕臣はじめ諸藩の藩士を全国から集め、軍艦の操縦訓練など西洋式の海軍術を学ばせた。幕府伝習生は第1期37名、第2期生12名、第3期生26名におよび、諸藩からは計128名（薩摩藩16名・佐賀藩47名・肥後藩5名・長州藩15名・福岡藩28名・津藩12名・福山藩4名・掛川藩1名）が伝習を受けた。長崎海軍伝習所では造船や医学、語学などの教育もなされ、とくにポンペによる医学伝習は、物理学と化学に基礎を置く日本の近代医学の始まりである。海軍伝習所からは長崎養生所・長崎英語伝習所が派生している。
このほか長崎製鉄所や、フランスの援助によって横須賀製鉄所などもつくった。なお、長崎・横須賀の製鉄所は造船所も兼ねており、明治以降は造船所と改称された。
さらに幕府は幕府海軍の創設のため長崎につづき、江戸にも講武所内に海軍教育部門を設けることとし、安政4年（1857年）に、永井尚志以下長崎海軍伝習所の学生の一部が「観光丸」で江戸にへ移動、軍艦教授所（軍艦操練所）を設けた。安政6年（1859年）、長崎海軍伝習所が閉鎖されると軍艦操練所は幕府海軍教育の中核施設となり、当初は幕臣の子弟のみに限定されていたが、万延年間には諸藩からの学生も受け入れた。長崎海軍伝習所ではオランダ軍事顧問団が教官を務めたのに対し、軍艦操練所では基本的に日本人教官による教育が行われた。教授陣は長崎海軍伝習所卒業生が中心で、勝海舟や小野友五郎や荒井郁之助、肥田浜五郎、佐々倉桐太郎らであった。なお、中浜万次郎も一時教授を務めている。
開明的な阿部正弘のもとで講武所・蕃所調所・長崎海軍伝習所の開設や品川台場の築造に尽力したのが岩瀬忠震であった。岩瀬は安政五カ国条約のすべての交渉を主導し、実際に署名した政治家・外交家であった。ロシア使節エフィム・プチャーチンが安政東海地震でディアナ号を失った際、代船建造を伊豆国戸田村でおこなったが、岩瀬はこれを造船技術を実地で習得できる絶好の機会ととらえて幕臣を派遣し、また、諸藩士による実見を許可した。また、戸田の船大工たちにも造船技術の習得を命じて「君沢形」という国産船を建造させている
諸藩でも蒸気船の建造がおこなわれていた。薩摩藩は黒船来航前の嘉永4年（1851年）より蒸気機関の製造を試みており、その一方で「昇平丸」など西洋式帆船の建造を進めていたが、安政2年（1855年）、国産初の外輪蒸気船「雲行丸」を竣工させた。また、「からくり儀右衛門」の名で知られる筑後国久留米出身の田中久重は、嘉永6年（1853年）に佐賀藩精煉方として取り立てられ、2年後、日本初の国産蒸気機関車・蒸気船の模型を製造している。長崎海軍伝習所で学んだ田中は文久元年に三重津海軍所で蒸気船「電流丸」の蒸気罐製造担当となり、翌文久2年には幕府蒸気船「千代田形」の蒸気罐を修繕している。そして、文久3年（1863年）には三重津で国産初の実用蒸気船「凌風丸」の建造に着手、慶応元年（1865年）に竣工した。
薩摩藩主島津斉彬は7年半の治世で驚異的な藩政改革をすすめ、人材登用とともに富国強兵に尽力した。上述の反射炉だけではなく日本初となる溶鉱炉をつくり、機械・紡績・ガラス・帆船などの洋式工場を建設して地雷・水雷の製造もおこなった。これら工場群は集成館と称され、ガス灯の実験もおこなわれた（「集成館事業」）。
蝦夷地でも、蘭学者武田斐三郎とその弟子たちが城郭のみならず西洋式灯台を築いている。箱館奉行所は、文久2年（1862年）より1年間、米国人2名を雇用して蝦夷地南部一帯の鉱山・地質の調査にあたらせ、慶応3年（1867年）から翌年にかけてはイギリス人2名に茅沼炭鉱の調査・採掘を委託、さらに箱根近郊七重村に模範農場の設置を検討して、それをプロイセン貿易商のガルトネルに依頼するなど西洋技術の導入には熱心であった。この時期、箱館の日本人は箱館に居留した外国人たちからパンや巻煙草の製法、写真術、絵画、医学などを学んでいる。

### 文教政策の転換

#### 幕府

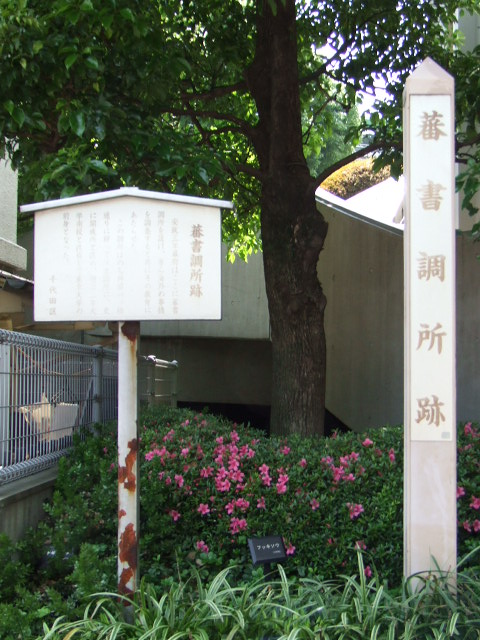
「蕃書調所跡」碑
----
安政3年開設時の所在地（九段坂下）に建立

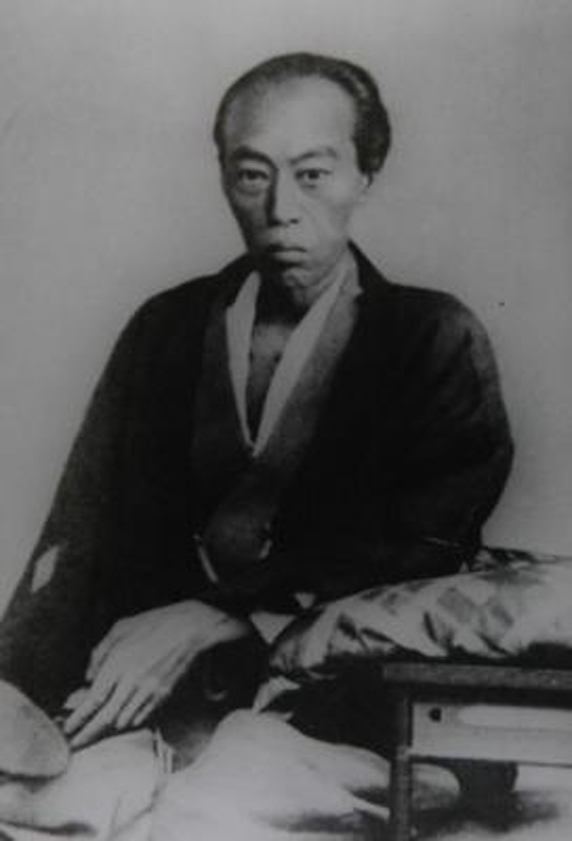
箕作阮甫

老中阿部正弘ら幕府首脳は日米和親条約締結後の安政2年（1855年）、文化年間に天文方高橋景保の建議で創設された蕃書和解御用を改組・拡充し、江戸九段下に洋学所をひらいた。洋学所の頭取に選ばれたのは、昌平坂学問所の儒者であった古賀謹一郎であった。しかし、洋学所は安政の大地震で全壊焼失してしまったため、阿部正弘らはこれを安政3年（1856年）に蕃書調所として再建した。
蕃書調所は、外交文書の翻訳、洋書の翻訳・出版、幕臣子弟の洋学教授をおこない、当初は蘭学1科であったが、英語・ドイツ語・フランス語の教授もなされ、語学・精錬学・器械学・物産学・数学・画学の各学科を講じた。古賀謹一郎が頭取、箕作阮甫と杉田成卿が教授であり、教授手伝として川本幸民、高畠五郎、松木弘安、手塚津蔵、東条英庵、原田敬策、田島順輔、村田蔵六、木村軍太郎、市川斎宮、西周、津田真道、杉田玄端、村上英俊、小野寺丹元という面々であった。
文久2年（1862年）には洋書調所、文久3年（1863年）には開成所と改称し、教員も増員して藩士や一般有志にも開放、さらに内容も従来自然科学分野に片寄っていた洋学を哲学・政治学・経済学・地理学などの分野にも拡充した。開成所の教官としては、主席教授としてマシュー・ペリー来航時の米大統領国書を翻訳した箕作阮甫がおり、西周、津田真道、加藤弘之、神田孝平、柳河春三、画家の川上冬崖らが知られている。
幕府はまた、万延元年（1860年）、天然痘の予防をおこなうため民間でつくられた江戸お玉ヶ池の種痘所を直轄とし、西洋医学の教育と研究をおこなう医学所と改称した。なお、日本初の種痘所は、嘉永2年（1849年）にオットー・モーニッケによって長崎に開設されたもので、その後佐賀藩主鍋島直正から江戸在勤の藩医や京都の日野鼎哉に痘苗が送られ、各地に種痘所が設置されたものである。
開成所と医学所は明治維新以後も教育研究機関として重要な役割を果たし、学術の分野で日本の近代化を支えた。

#### 薩摩藩
薩摩藩でも幕府の洋学校と同名の「開成所」があり、これは、薩英戦争の敗北によって圧倒的な海軍力の差を痛感したことを契機として元治元年（1864年）に設けられた教育機関であった。教授科目としては、海軍・陸軍の砲術、兵法、築城など軍事の専門科目、天文、地理、測量、航海、器械、造船、物理、医学などの諸科学、英語、オランダ語などであった。講師陣には英学者の前島密・中濱万次郎、蘭学者の石河確太郎など他藩の大家が多数招聘されており、変わったところでは、海援隊の沢村惣之丞も数学を教授した。創設には石河のほか、大久保利通・大目付町田久成がかかわっているとみられる。開成所の生徒は70名ほどで、藩校造士館より選抜された俊秀であった。のちに東京開成学校の初代校長となる畠山義成もここで学んでいる。薩摩藩は慶応元年（1866年）にイギリスに向け使節団と留学生を派遣しているが、その人選にあたっては、開成所出身者を重視した。

### 留学生の派遣
幕府・諸藩はそれぞれ西洋文化の摂取につとめ、洋学を教授・伝習する機関を創設したが、主として自然科学分野や技術面に限られていた。また、海外情報は書籍や外交使節からも得られていたが決して充分とはいえないものであり、政治・経済・法制・社会制度等も含めた西洋文明の本格的な習得は留学生によらなければならなかった。

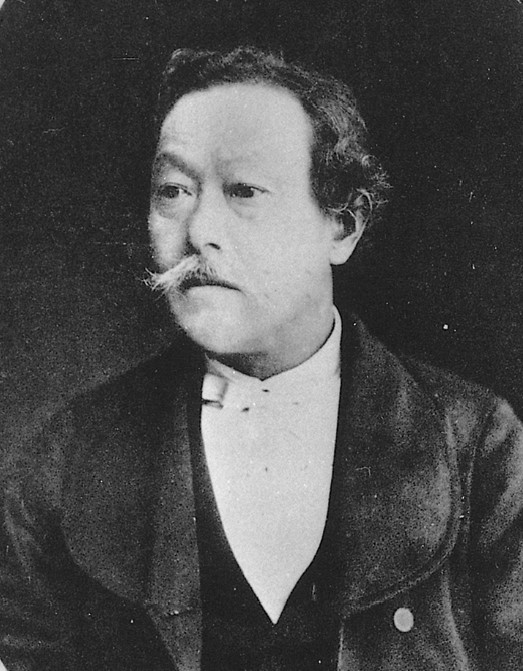
西周

| 出発年別人数一覧   |  | 幕府 | 諸藩 | 私費 |  | 合計  |
| ------------------ |  | ---- | ---- | ---- |  | ----- |
| 文久2年（1862年）  |  | 15名 | 0名  | 1名  |  | 16名  |
| 文久3年（1863年）  |  | 1名  | 5名  | 0名  |  | 6名   |
| 元治元年（1864年） |  | 3名  | 0名  | 1名  |  | 4名   |
| 慶応元年（1865年） |  | 6名  | 21名 | 0名  |  | 27名  |
| 慶応2年（1866年）  |  | 14名 | 12名 | 2名  |  | 28名  |
| 慶応3年（1867年）  |  | 18名 | 30名 | 1名  |  | 49名  |
| 合計               |  | 57名 | 68名 | 5名  |  | 130名 |

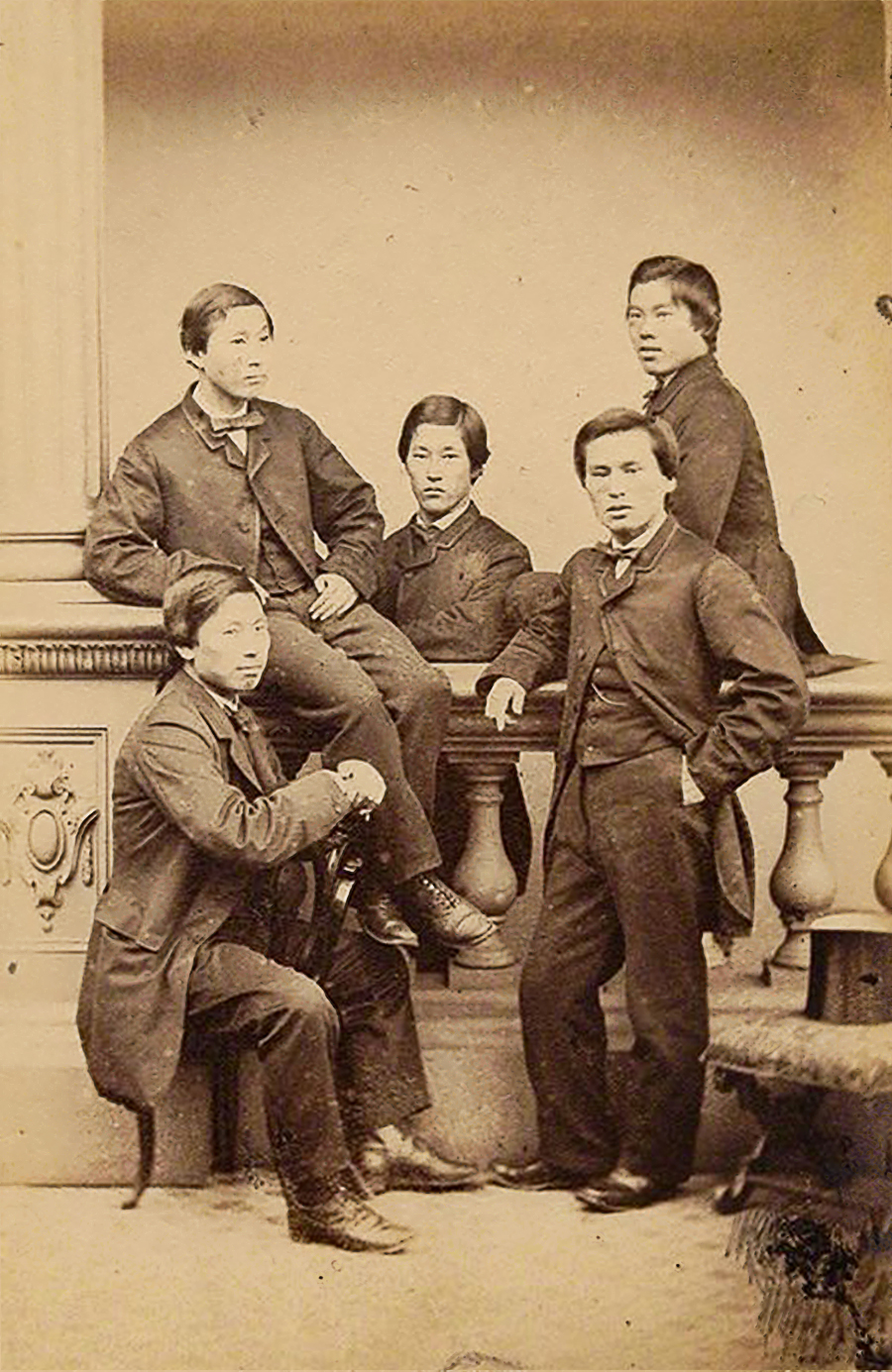
「長州ファイブ」
----
上段左より遠藤・野村（井上勝）・伊藤、下段左より井上馨・山尾

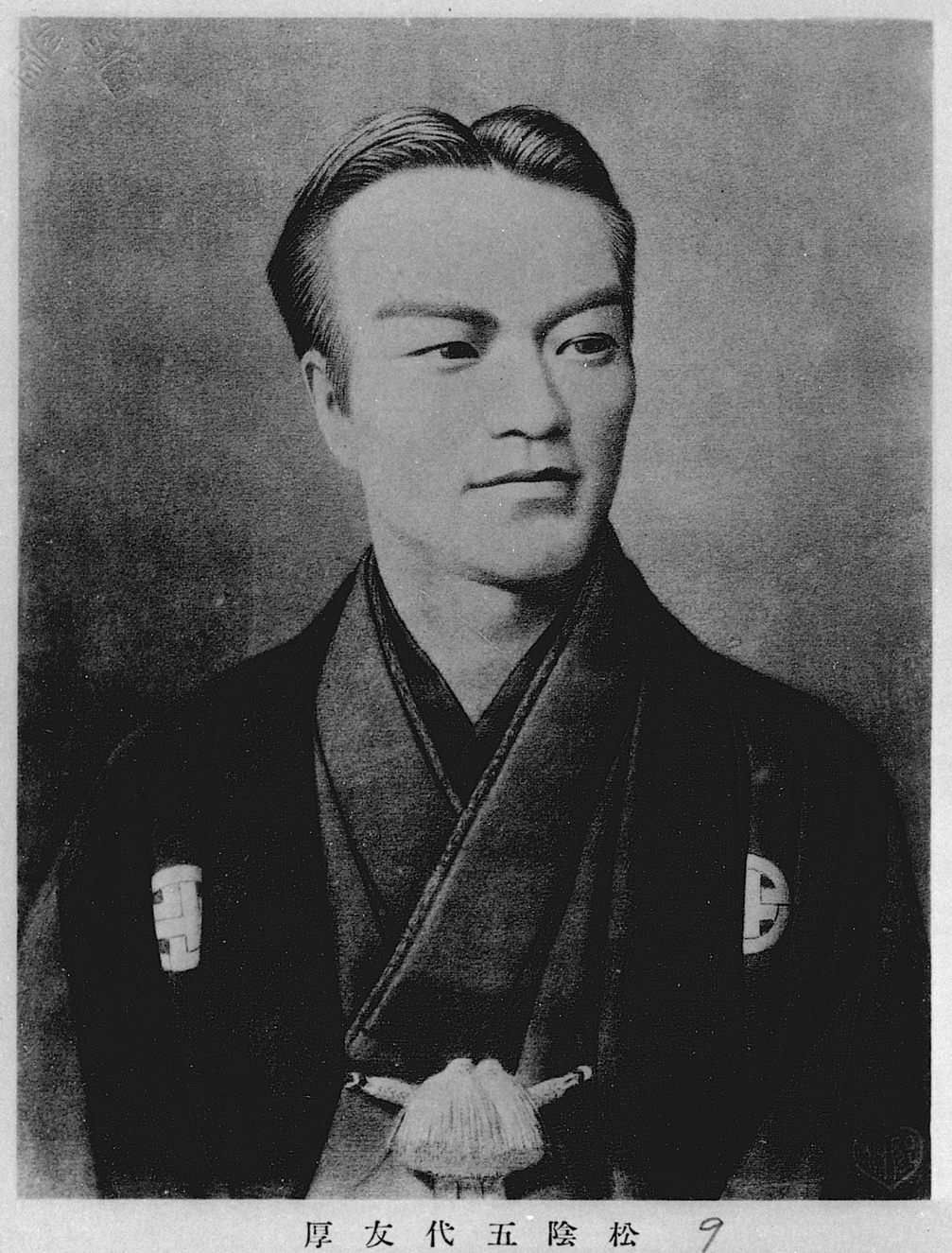
五代友厚

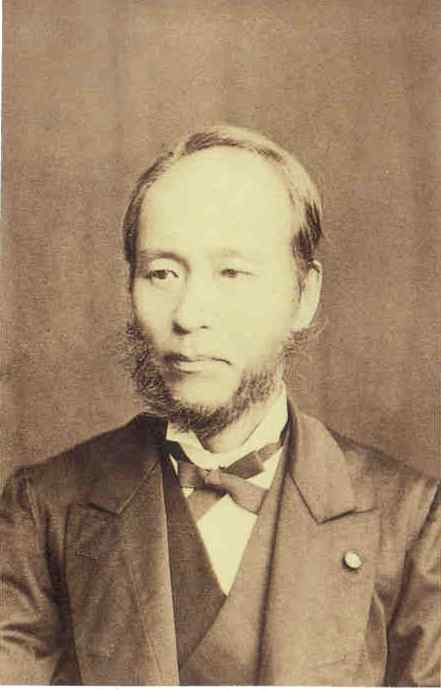
寺島宗則

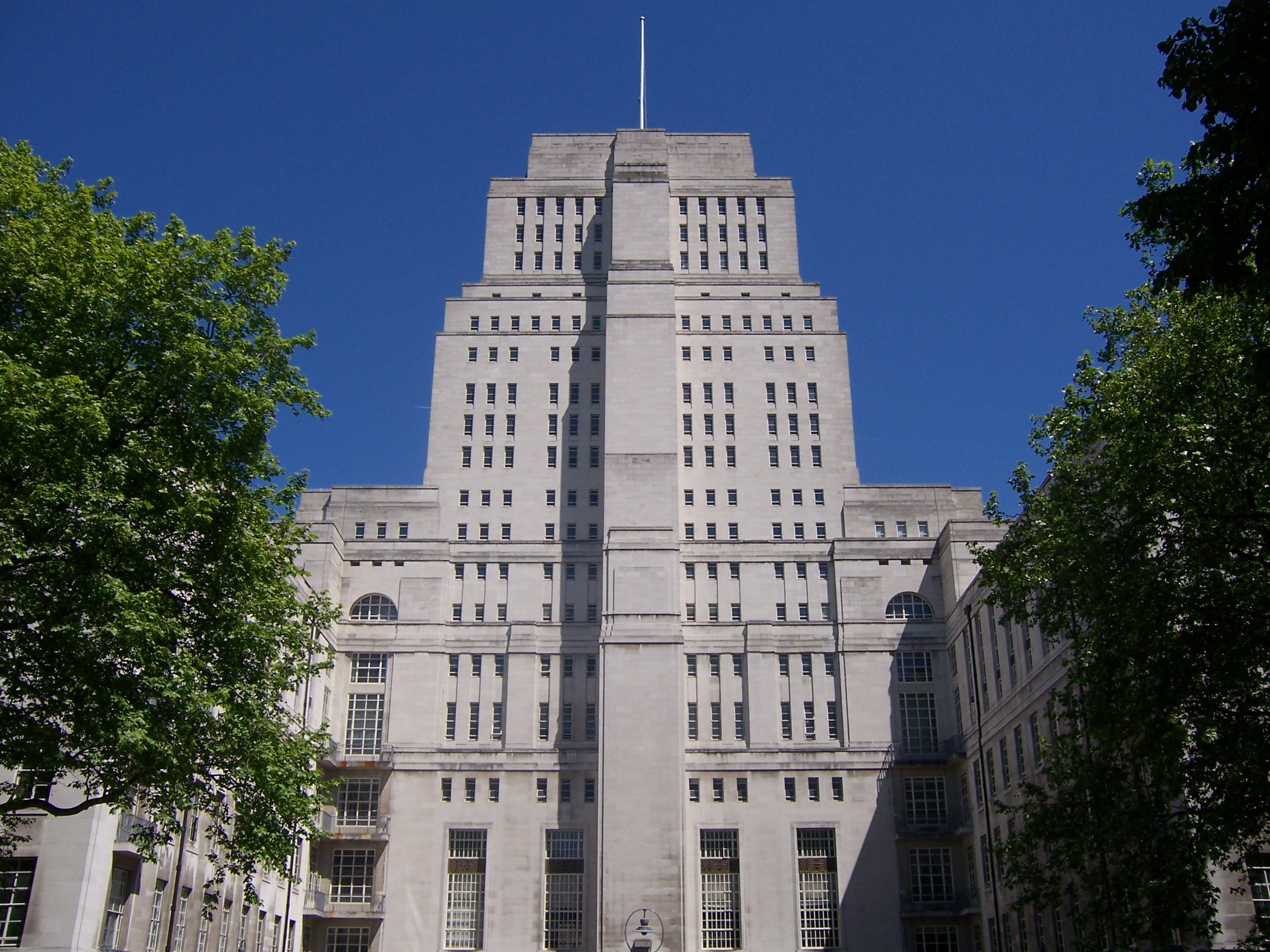
ロンドン大学本部

文久元年（1861年）以降、幕府は数回にわたってヨーロッパに使節を送った。文久2年、幕府は幕臣の榎本武揚・内田正雄・赤松則良ら軍艦操練所の優秀な伝習生や洋書調所教官で石見国津和野藩出身の西周、美作国津山藩の津田真道、長崎養生所からは伊東玄伯・林研海ら士分に職工6名を加えた計15名を留学生としてオランダへ派遣した。
榎本らは航海術や武器製造法を学んだが、西と津田がオランダ留学でとくに期待されたのは国際法の知識と運用であり、ライデン大学のシモン・フィッセリング教授から「治国学」に属する5科（法学・政治学・国際法・経済学・統計学）を2年間の予定で学んだ。西周『万国公法』全4巻はフィッセリングの講義内容を鉛筆で筆記したノートが原本となっている。西は徳川慶喜の顧問として京都に招かれたが、その成果は必ずしも生かされなかった。しかし、西は京都四条通に洋学塾をひらき、会津藩、桑名藩、津藩、福井藩、備中松山藩などの藩士に英学・西洋法学・国際法を教えている。また、このことはその後の留学生が軍事技術に限らず、西洋の社会科学・人文科学を学ぶ契機となった。
幕府は慶応元年（1865年）にロシア帝国、同2年（1866年）にイギリス、同3年（1867年）にフランスと立て続けに留学生を派遣し、学習すべき対象も大幅に拡大した。西らの言動が幕閣をおおいに動かしたものと考えられるが、一方幕府もまた為政者として日本の将来を危惧していたことを示すものである。英国留学生にはのちに啓蒙家として活躍する中村正直が加わり、西欧の政治・法制・経済・歴史などを学んでいる。
慶応2年、幕府は従来の政策を転換し、学術修業と商業を目的とする日本人の海外渡航を解禁し、イギリス・フランス・ポルトガル・オランダ・アメリカ合衆国の各国に対して日本人旅行者の保護を求め、これにロシア・プロイセンを含めた７国への渡航を許した。この政策転換には下述するように、すでに密航のかたちで諸藩が留学生を欧米に送り、諸外国もこれを引き受けている現実があったが、より直接的には英国特命全権行使パークスの勧告によるものであった。この解禁により英仏蘭による留学生誘致合戦が起こり、諸藩からも留学生の派遣申請がなされ、幕府自体も派遣した。個人としても、勝海舟の嫡男勝小鹿がアメリカ留学を果たしている。
諸藩でもすでに長州藩が文久3年（1863年）に井上馨・遠藤謹助・山尾庸三・伊藤博文・野村弥助（井上勝）の藩士5名をヨーロッパの政治・社会制度・技術等を学ぶ目的で秘密裡にロンドン留学させている。イギリス商船で密航により渡欧した彼らは今日「長州五傑」ないし「長州ファイブ」と称されている。山口市にのこる長州五傑の碑文には、井上は外交の、遠藤は造幣の、山尾は工学の、伊藤は内閣の、野村は鉄道のそれぞれ「父」と記されている。留学先がロンドンとなったのは、幕府派遣の文久遣欧使節のなかに長州藩からは杉孫七郎が参加しており、杉の欧州体験とそれをもとにした意見が影響力をもったものと考えられる。かれらは国禁を犯しての渡航であるばかりでなく、当事者しか知らない内命であり、藩主以下の要路と同志にしか知らされていない状態であった。渡航資金もままならず、井上・伊藤の2人が藩の御用金（武器購入資金）1万両を担保として捻出したことはよく知られているが、その陰には大村益次郎の斡旋があった。かれら5人に期待されたのは、長州藩海軍の創設をにない、来るべき「破約攘夷」ののちに西洋の軍事技術と西洋事情に通じて藩のために尽くす「人の器械」「生きたる器械」となって日本に戻ってくることであった。井上・伊藤は元治元年（1864年）の下関戦争に際して急遽帰国し、戦争回避と和平交渉に尽力したが、英国にのこった山尾ら3名はオリファント付書記官だったレジナルド・ラッセルとロンドンで会談し、そのなかで長州藩は王政復古という大望をもち、外交権奪取によって無血倒幕を企図していると説明している。山尾らのこうした工作は、実際にイギリス外務省を通じて同国政府の行動に影響をあたえている。
薩摩藩では、薩英戦争後の文久3年（1863年）に五代友厚とトーマス・グラバーが長崎で再会し、五代が富国強兵のための貿易振興・留学生派遣計画をグラバーに熱く語り、両者は共同で構想をいだくようになってグラバーは留学事業の最大の協力者・保護者となった。五代はこの構想を小松帯刀ら藩首脳部に上申し、緻密な収支計画をともなう詳細な留学生派遣計画を提出した。こうして、慶応元年（1865年）、新納中三・五代友厚・寺島宗則・通訳堀壮十郎の4名から成る外交使節団を送り、町田久成（督学を兼務）・森有礼・鮫島尚信・中村博愛・長澤鼎・吉田清成・畠山義成・松村淳蔵ら15人の薩摩藩第一次英国留学生をイギリスに留学させた（薩摩藩遣英使節団）。薩摩藩はまた翌慶応2年（1866年）にはアメリカ合衆国に向け、仁礼景範・湯地定基・吉原重俊らを薩摩藩第二次米国留学生として派遣した。
今日「薩摩スチューデント」と称される留学生たちは、薩摩藩開成所から多く選ばれたが、思想的にはあえて攘夷派が多く選ばれており、本人の意思とは関係ない藩命による渡航であり、資金は少なくとも当初は潤沢であった。また、辞退を希望するものもあり、実際に渡航しなかった家臣もいた。これは「長州五傑」とは際立った相違点である。遣英使節団には必ずしも帰国後活躍しなかった者もあり、一方では逆に「人の器械」にとどまらずに「西洋の神髄」にふれようとしてアメリカの神秘主義者・宗教家のトマス・レイク・ハリスのもとへ向かった者もあった。
寺島宗則は、ローレンス・オリファントを通じてイギリス外相のラッセル伯（上述した外交官のラッセルとは別人）に雄藩連合政権樹立の構想を説き、その対日外交に影響を与えたといわれる。ロンドンでは当時国内ではまだ仇敵同士であった「長州五傑」と遭遇し、意気投合している（「ロンドン薩長同盟」）。使節団はフランス・プロイセン・オランダ・ベルギー各国を歴訪・視察した。ロンドンではベルギー貴族のシャルル・ド・モンブラン伯爵から貿易商社設立の話を持ちかけられ、ブリュッセルにおいて商社設立契約を結んでいる。五代・寺島は、ラジカルな国家観を有するようになり、版籍奉還や民選議院を構想するにいたった。また、森・鮫島ら6名の薩摩青年は、トマス・レイク・ハリスに傾倒していたオリファントの紹介で1867年に渡米している。5名はのちに帰国したものの、長澤鼎のみは生涯帰国せず、「カリフォルニアのワイン王」として地元名士になった。長澤は最初の近代的日本人の一人であったのと同時に、日本人移民の1号となったのである。
なお、薩摩・長州の留学生はほとんどがロンドン大学で学んでいる。当時のイギリスでは、この大学だけが、信仰、人種、国籍の違いを超えて、学ぶ意志のある者すべてに開かれていたからである。ロンドン大学で化学を講じていたアレキサンダー・ウィリアムソンはイギリス化学界の重鎮であり、リベラルで慈悲深く留学生たちを受け入れた。
出身藩別の留学生の人数をみると、幕府57名に対し、薩摩藩26名、長州藩16名、福岡藩8名、仙台藩4名、加賀藩3名、佐賀藩・越前藩・土佐藩・熊本藩各2名、岡山藩・広島藩・庄内藩・安中藩・川越藩・佐倉藩・久留米藩各1名となっている。こうしたなかで、仙台藩士高橋是清は慶応3年にアメリカ留学したものの、ホームステイ先でだまされ、年季奉公契約の結果、一時奴隷同然の生活を送ったことで知られる。
留学先は、幕府はオランダ・フランス・イギリスの順であったのに対し、諸藩はイギリスが最も多く次いでアメリカ合衆国であった。これは、現実の外交関係の現れでもあった。プロイセン王国（北ドイツ連邦）はそれまで日本における認知度の低さによって留学生はわずか1名と少なかったが、留学生相互の口コミでは評判が高く、明治以降のドイツへの留学熱につながった。
| 留学先国別人数一覧 |  | 幕府 | 諸藩・私費 |  | 合計  |
| ------------------ |  | ---- | ---------- |  | ----- |
| オランダ           |  | 21名 | 1名        |  | 22名  |
| フランス           |  | 16名 | 4名        |  | 20名  |
| イギリス           |  | 14名 | 37名       |  | 51名  |
| ロシア             |  | 6名  | 0名        |  | 6名   |
| アメリカ           |  | 0名  | 30名       |  | 30名  |
| プロイセン         |  | 0名  | 1名        |  | 1名   |
| 合計               |  | 57名 | 73名       |  | 130名 |

幕末期に欧米に留学した人物は130名におよび、そのうちの多くが明治以降の日本の近代化に貢献した。

## 開国期の文化交流

### 来日外国人

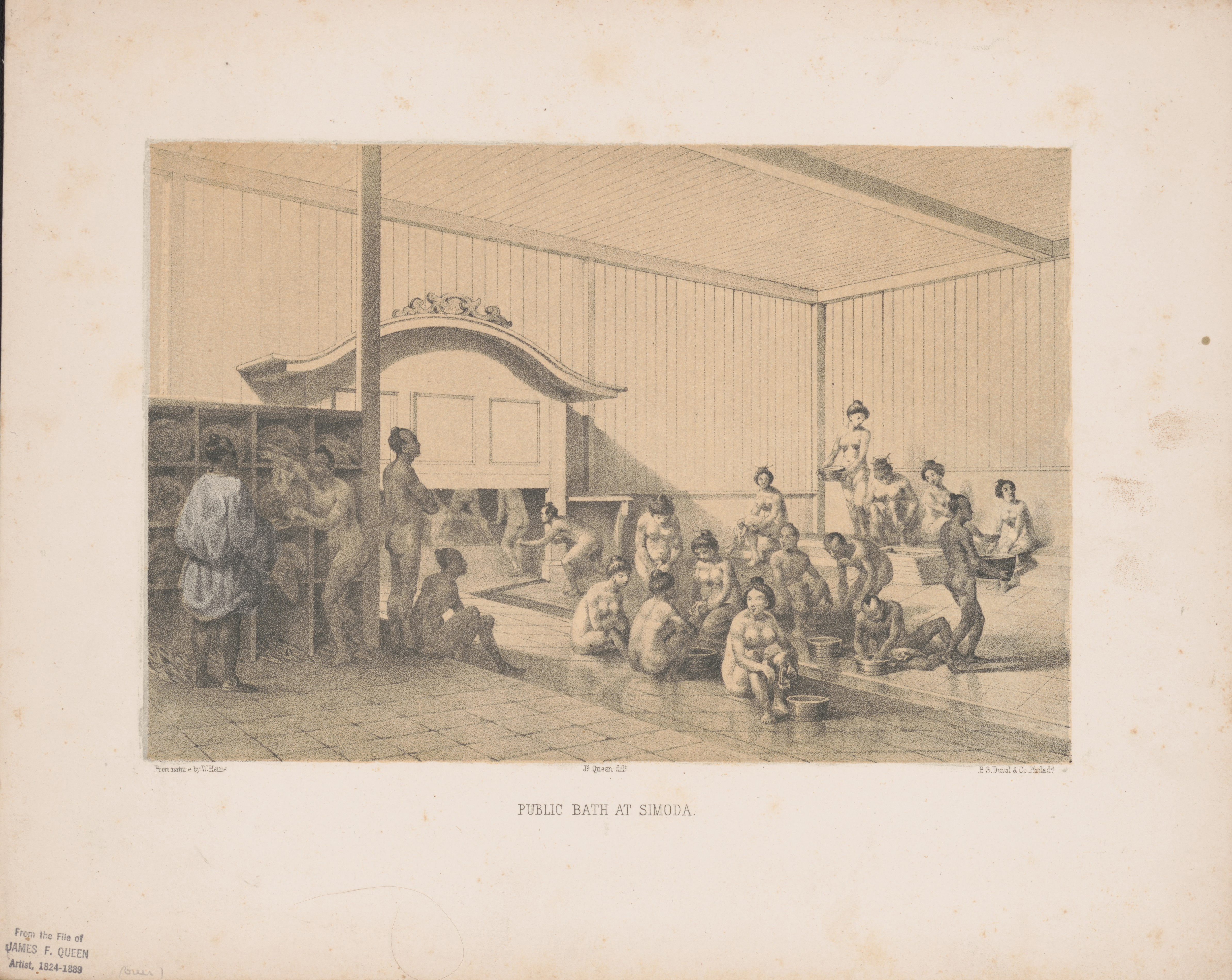
『ペルリ提督日本遠征記』挿絵「下田の公衆浴場」（W.ハイネ画）

開国後、開港場となった下田では早速異文化交流が始まったが、特筆されるのは西洋人の日本女性に対する評価の高さである。「陽気で、純朴にして淑やか、生まれつき気品にあふれている」（ヒュブナー）、「感じがいい」「物怖じしない」（ベルク）、「中国の女とちがう。いささかの恐怖も気後れも示さない」（フォーチュン）、「日本では、男も女もみな仮名と漢字で読み書きができる」（シュリーマン）などがそれであり、子どもも含め、また、西洋人による写真や絵画などでも確認されるように、従来いわれてきたような「嫌悪と警戒」のイメージはなく、これはむしろ文明開化以降の後進意識・劣等感の産物である。また、他のアジア諸国に対して欧米人が抱きがちであった「圧制に呻吟する農民」というイメージも皆無であったことが各種の記録よりうかがえる。当時の日本では地域によって差が大きいことも事実であるが、幕末の社会を「半未開」とみた駐日アメリカ公使タウンゼント・ハリスでさえ、その容貌に窮乏をあらわしている人間は一人もいなかったと記している。なお、日本における混浴の習慣は西洋人からみればたいへんな驚きだったようである。
クルティウスとボルスブルックはオランダから、エルギン伯爵、 オリファント、オールコック、アーネスト・サトウ、ハリー・パークスはイギリスから、レオン・ロッシュはフランスから、 オイレンブルクとマックス・フォン・ブラントはドイツから、タウンゼント・ハリスはアメリカからそれぞれ外交官として来日した。ボルスブルックは『ポルスブルック日本報告―オランダ領事の見た幕末事情』、オリファントは『エルギン卿遣日使節録』、オールコックは『大君の都』、サトウは『一外交官の見た明治維新』、オイレンブルクは『オイレンブルク日本遠征記』、ブラントは『ドイツ公使の見た明治維新』、ハリスは『日本滞在記』といった著作を残しており、外国人の視点から幕末史を描いたものとして好適な文献資料となっている。マシュー・ペリーも『ペルリ日本遠征記』を著し、当時の琉球王朝のようすや日本庶民の姿、小笠原諸島をめぐる各国のせめぎあいを描いており、貴重な史料である。
渡欧した池田長発の計らいでシーボルトとその子アレクサンダー・フォン・シーボルトが来日している。アレクサンダーは英国公使館の通訳を経てのちに明治政府のお雇い外国人となっており、『ジーボルト最後の日本旅行』の著作がある。

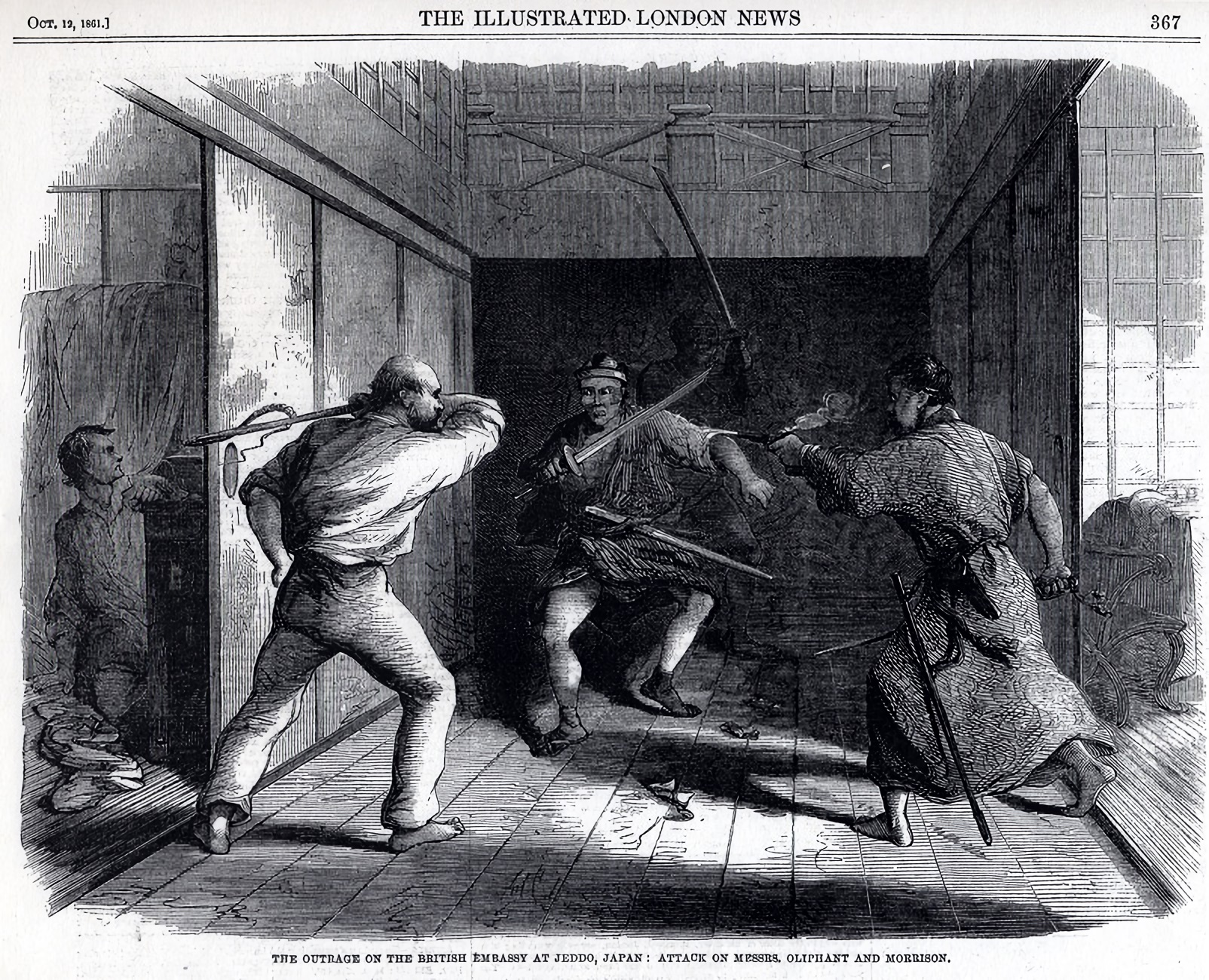
1861年10月12日「イラストレイテド・ロンドン・ニュース」掲載の東禅寺事件（ワーグマン画）

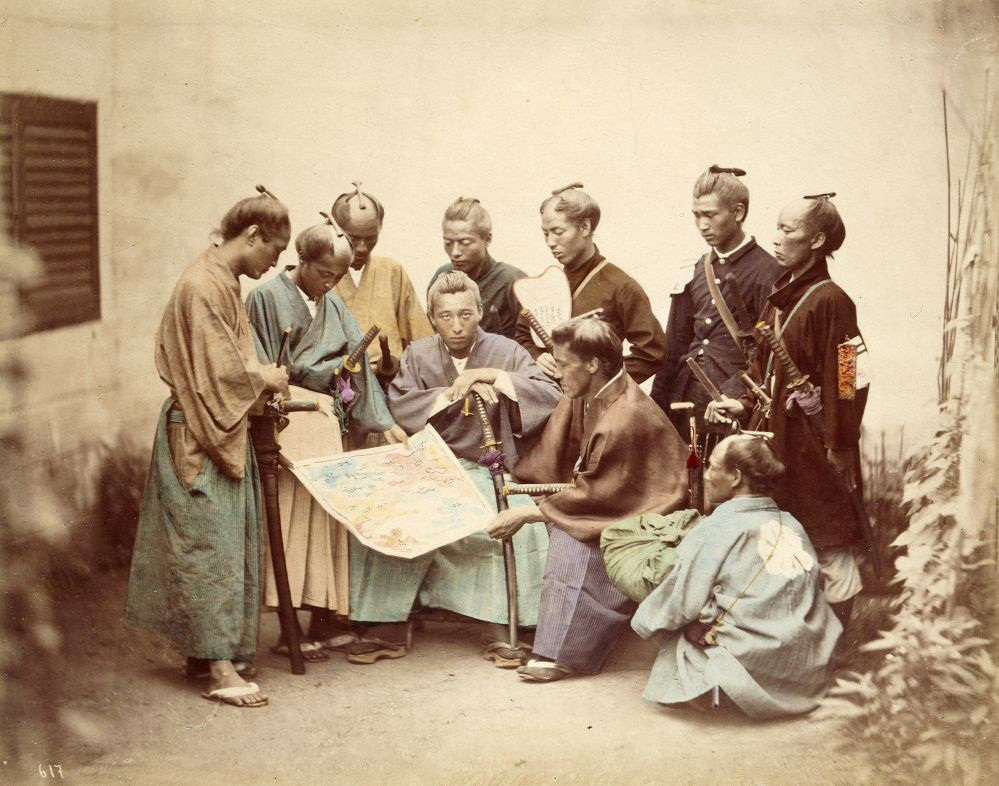
戊辰戦争中の薩摩藩士（ベアト撮影）

イギリスの画家チャールズ・ワーグマンは、幕末の様子・事件・風俗を描いた絵や風刺雑誌『ジャパン・パンチ』で知られる。日本人女性（小沢カネ）と結婚し、東禅寺事件に遭遇した。ワーグマンとともに行動したのが写真家フェリーチェ・ベアトである。ベアトは、ワーグマンよりやや遅れて来日し、横浜の居留地では隣り同士に住んでいた。ベアトは幕末から明治にかけての貴重な写真を数多く残したことで知られる。なお、幕末期に横浜に訪れた写真家として、ウィリアム・ソンダースやチャールズ・パーカーがおり、横浜全景をはじめとする写真をのこした。
ロシアの作家イワン・ゴンチャロフはプチャーチンの秘書官として訪日し、帰国後、紀行文『フリゲート艦パルラダ号』（日本語訳『ゴンチャローフ日本渡航記』）を著した。攘夷主義者によって暗殺されたヘンリー・ヒュースケンはオランダ出身であったが、初代米国駐日領事ハリスの通訳として来日した。『ヒュースケン日本日記』の著作がある。スイス遣日使節団長として日本を訪れたのが、 エメ・アンベールである。アンベールは日瑞修好通商条約を締結し、フランスで豊富な挿絵を入れた『幕末日本図絵』を出版している。この図絵はジュール・ヴェルヌの『80日間世界一周』の参考文献としても用いられた。
軍事・技術の分野では、オランダのヘンドリック・ハルデスが長崎製鉄所の、フランスの海軍技師レオンス・ヴェルニーは横須賀製鉄所の創設にそれぞれ尽力している。デンマーク人のエドゥアルド・スエンソンはフランス海軍軍人として駐留し、『江戸幕末滞在記』をのこした。スエンソンは維新後ふたたび来日し、日本最初の海底電信ケーブルの敷設の責任者となっている。幕府の招聘で来日したフランス軍人シャルル・シャノワーヌが本国軍事省に送った手紙には「元来、日本はほかのアジア諸国民と異なり、勤勉で正義感があり、名誉心も強く、下層社会といえども礼儀を重んじる習慣がある。無礼に対しては怒りやすいが、必要なときには沈着である。日本人の気持が本来快活であるフランス人に魅きつけられることは必然である」と記している。
自然科学分野では、オランダの化学者クーンラート・ハラタマが長崎精得館の化学教官として来日。維新後は大阪舎密局教頭として化学教育を行った。日本滞在中の書簡集が出版されている。フランスの鉱山技師ジャン・フランシスク・コワニエは、薩摩藩から鉱山調査のために招聘されて訪日した。維新後はお雇い外国人として生野銀山の経営近代化のために尽力した。アントニウス・ボードウィンはオランダの軍医で、長崎養生所教頭としてオランダ医学の普及に努める。維新後は大学東校の教師となり、上野公園の設置を提言した。
武器商人としては、トーマス・ブレーク・グラバーが有名である。妻は日本女性（ツル）で一男一女をもうけている。イギリスのロバート・フォーチュンは植物収集家で、『幕末日本探訪記』の著作がある。イギリス人ウィリアム・ウィリスはイギリス公使館付医官・医学者でパークス公使の下で江戸・横浜などの副領事も務めた。維新後は東京医学校などで経験科学的なイギリス医学を教授した

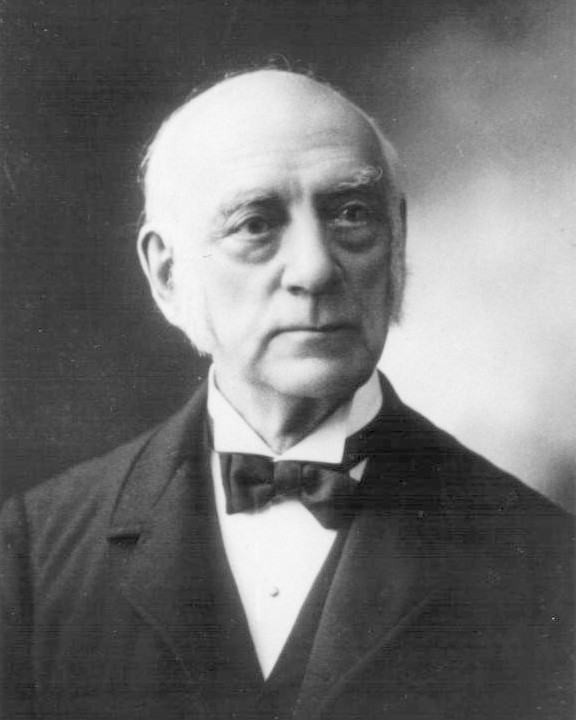
ジェームス・ヘボン

日米修好通商条約後、自由貿易の開始された横浜港には外国人宣教師や新聞記者が来日し、彼らを通して欧米の政治や文化が日本に紹介された。米国籍のジェームス・ハミルトン・バラは、オランダ改革派教会派宣教師で日本最初のプロテスタント牧師である。妻のマーガレットが書簡集『古き日本の瞥見』を出版している。アメリカ人宣教師で医師のジェームス・カーティス・ヘボンは、妻クララとともに来日し神奈川に施薬院（診療所）をひらいた。医師としてのヘボンは眼科が専門であったが、人気役者田之助の脱疽を治療したことで一躍有名になった。プレスビテリアン派の伝道と医療に務めるかたわら英学塾（ヘボン塾）を開き、ヘボン式ローマ字を考案、慶応3年（1867年）には2万語を収載したローマ字表記の和英辞典『和英語林集成』を編纂した。ヘボン塾は幕府の要請を受けて大村益次郎・原田一道に英語を教え、高橋是清、林董、佐藤百太郎、沼間守一、服部綾雄、石本三十郎、益田孝、三宅秀らもこの塾で英語や医学を学んだ。アメリカのサミュエル・ロビンス・ブラウンはオランダ改革派教会派宣教師として来日し、ブラウン塾を開校した。ヘボン塾とブラウン塾の流れが1886年（明治19年）の明治学院につながっている。
グイド・フルベッキは米国オランダ改革派教会宣教師として来日し、長崎英語伝習所の英語教師となった。維新後もお雇い外国人として大学南校などで教えている。他の宗教者としては、ロシア正教宣教師の ニコライ・カサートキンが来日して日本に永住、日本正教会を創建した。フランスの ベルナール・プティジャンはカトリック神父として長崎に大浦天主堂を建設した。
旅行者としては『古代への情熱』で知られるハインリヒ・シュリーマンが来日しており、旅行記をのこしている。シュリーマンは「もし文明という言葉が物質文明を指すなら、日本人はきわめて文明化されていると答えられるだろう。なぜなら日本人は、工芸品において蒸気機関を使わずに達することのできる最高の完成度に達しているからである」と記している。

### アメリカ彦蔵とジョン万次郎

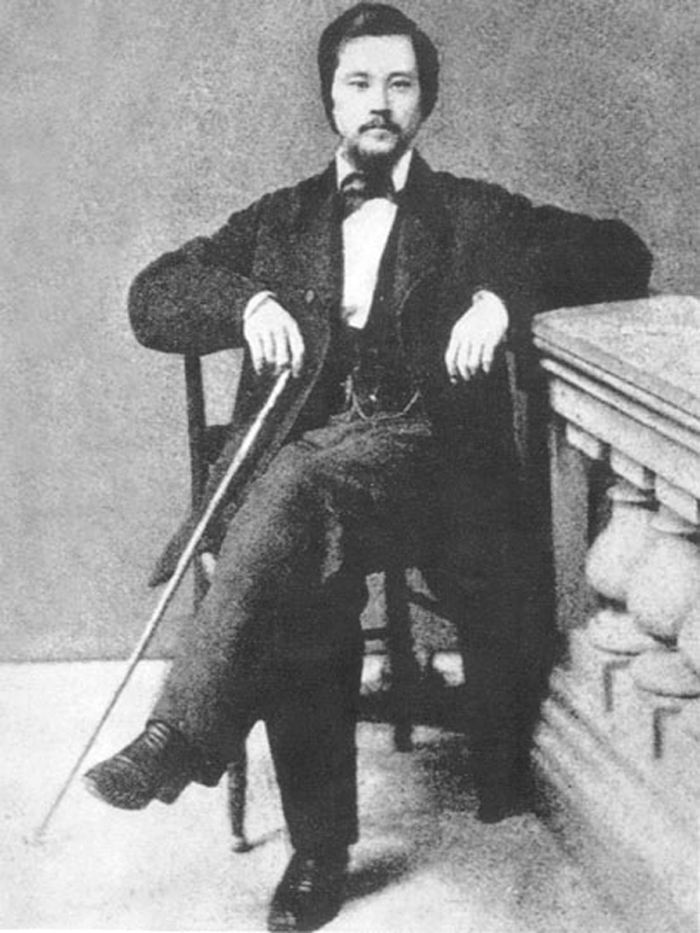
浜田彦蔵（ボルチモア時代）

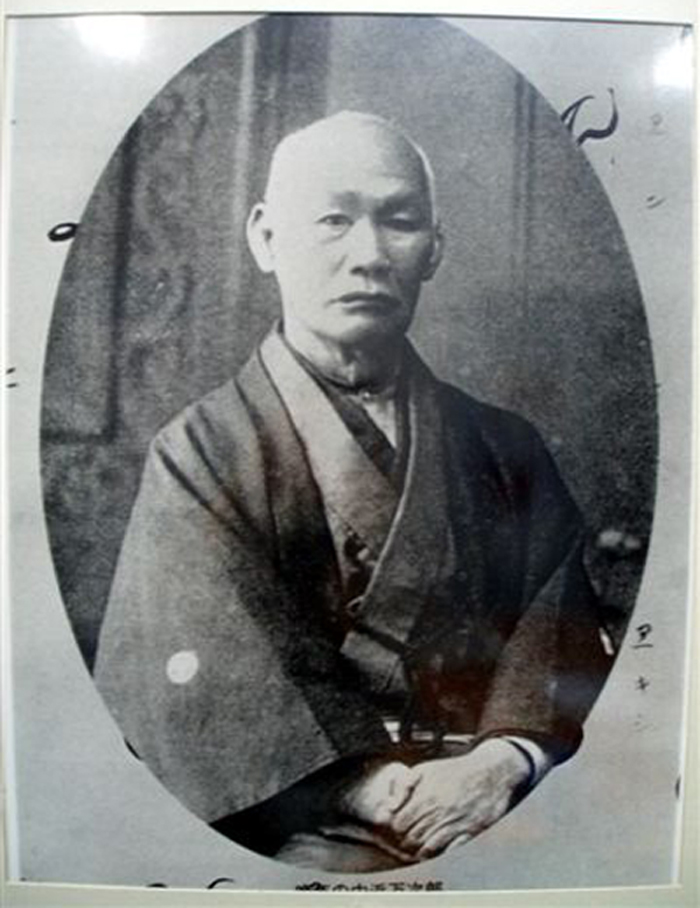
中浜万次郎（1880年頃）

「アメリカ彦蔵」こと浜田彦蔵は、播磨国加古郡出身で嘉永4年（1851年）の13歳のとき、義父の船と知人の船を乗り継いで江戸に向かったが紀伊半島大王岬沖で難破し、南鳥島付近でアメリカ商船オークランド号に救助された。その後、救助してくれた船員たちと共にサンフランシスコに滞在し、ペリー艦隊で帰還することとなったがかなわず、サンフランシスコに戻り、その後ニューヨークに赴いた。彦蔵を引き取ったサンダースの援助でボルチモアのミッション・スクールで学校教育を受け、カトリックの洗礼を受けて「ジョセフ・ヒコ」と名乗り、また、このことによりそのまま帰国することができなくなったので、帰化してアメリカ国民となった。安政6年（1859年）、駐日公使タウンゼント・ハリスによって神奈川領事館通訳として採用され、9年ぶりに帰国した。一旦アメリカに帰り、文久2年（1862年）にはエイブラハム・リンカーン大統領と会見、再び領事館通訳に職に就き、翌年この職を辞して横浜の外国人居留地で商社をひらいた。元治元年（1864年）、岸田吟香の協力を受けて英字新聞を日本語訳した木版の「海外新聞」を発刊している。これが日本で最初の日本語の新聞といわれ、その後、リンカーン暗殺のニュースをキャッチして日本人に紹介した。
「ジョン万次郎」こと中浜万次郎は、土佐国中浜村の半農半漁の家に生まれたが、天保12年（1841年）、14歳のときに出漁して暴風雨に遭難、仲間とともに5日半漂流したのち奇跡的に伊豆諸島の無人島鳥島に漂着した。ここで143日間生活したのちアメリカの捕鯨船ジョン・ハウランド号に救助され、ホイットフィールド船長の養子となってアメリカ本土に渡った。1843年（天保15年）にはオックスフォード学校、1844年（弘化元年）にはバーレット・アカデミーで英語・数学・測量・航海術・造船技術などを熱心に学び、首席となったといわれる。万次郎は民主主義や男女平等など当時の日本にない新鮮な概念にふれた一方、人種差別も経験した。嘉永4年（1851年）、万次郎は琉球に上陸し、番所で尋問を受けたのち薩摩本土に送られ、海外情勢や西洋文化について藩主島津斉彬から質問を受けた。斉彬は万次郎に、洋式の造船術や航海術について藩士や船大工に教示するよう命じ、その情報をもとに和洋折衷船の雲行丸が建造されている。その後長崎に送られた万次郎は長崎奉行所等での尋問を経て土佐藩に引き渡された。吉田東洋は万次郎の話を記録して『漂巽紀略』を著している。嘉永5年（1852年）、万次郎は帰郷を許され、士分に取り立てられたうえで藩校教授館の教授に任命され、翌嘉永6年の黒船来航の際には、幕府に召聘されて旗本に取り立てられている。万次郎は江川英龍の配下となり、軍艦教授所教授に任命され、造船の指揮、測量術、航海術の指導に当たり、同時に、英会話書『英米対話捷径』の執筆、『ボーディッチ航海術書』の翻訳、講演、通訳、英語の教授、船の買付などの業務にあたっている。万延元年（1860年）には遣米使節団の1人として、咸臨丸に乗船し、サンフランシスコ到着後は使節の通訳として活動し、帰国時に同行の福澤諭吉と共にウェブスターの英語辞書1冊ずつを購入し持ち帰っている。このウェブスターの辞典は、日本の英語研究に新紀元をひらく画期となった。以後、幕府軍艦操練所や鹿児島で教鞭をとり、維新後は開成学校の英語教授に任命された。
漂流者もまた、開国期の文化交流の一翼をになったのである。

### 博覧会への参加

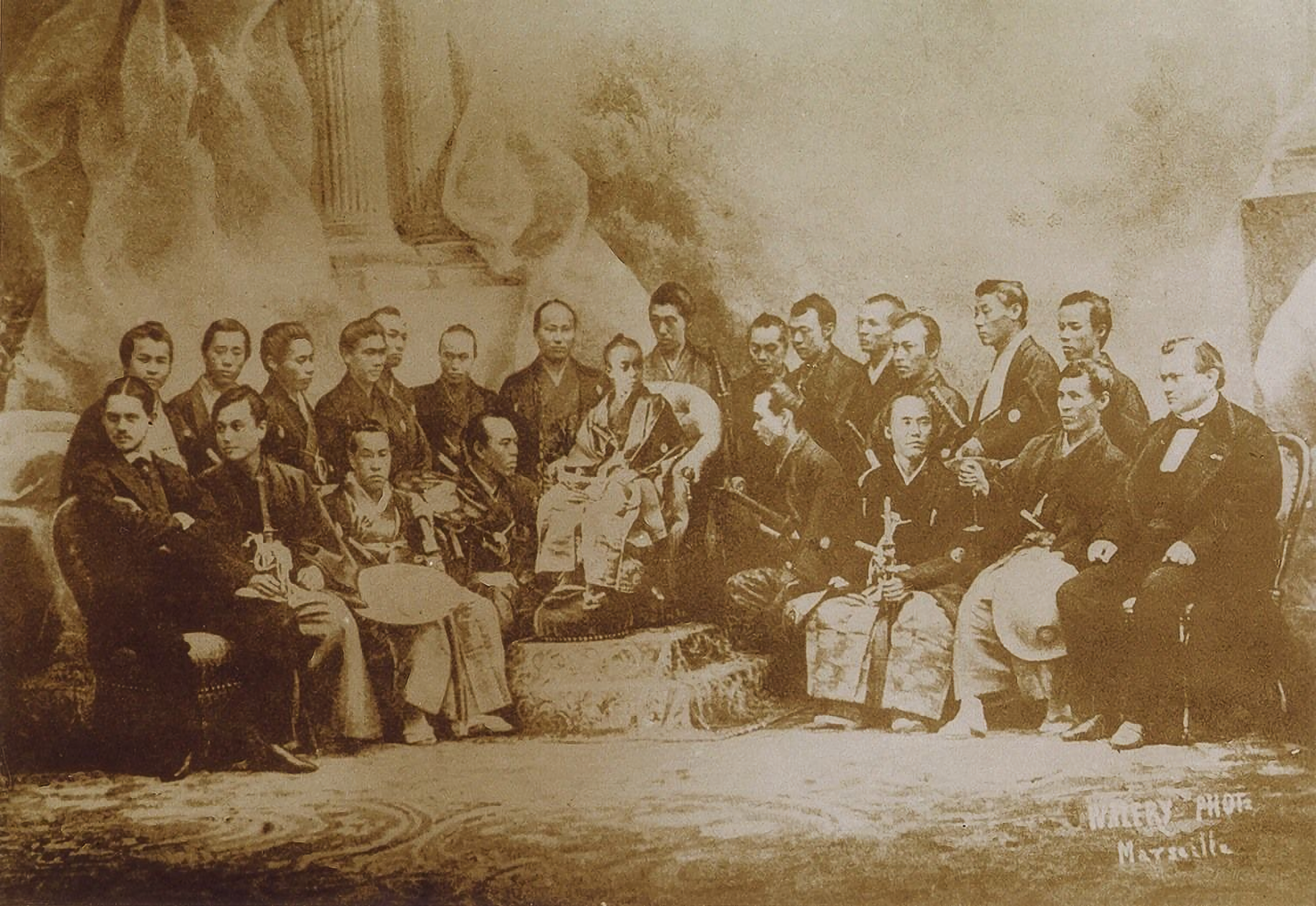
パリ万博を見学した幕府使節団一行
----
中央が徳川昭武（慶喜の弟）

万国博覧会は、1851年のロンドン万博が最初であり、このときハイドパークには水晶宮が建設され、工業国イギリスの威信がいかんなく発揮された。その後、万博はニューヨーク（1853年）、パリ（1855年）を経て1862年、再びロンドンで開かれた。
駐日イギリス公使ラザフォード・オールコックは、日本の美術工芸品を収集して1862年ロンドン世界産業博覧会に出品した。それは博覧会場の一隅に日本室を設け、甲冑・刀槍・書画骨董・衣服・日常調度品・陶磁器など多岐にわたったが、その展示は雑然としたものであった。この博覧会開催の前日、たまたま開市・開港延期交渉のために訪れていた文久遣欧使節がロンドン入りし、同博覧会を見学したが、その玉石混交ぶりは「見るにたえず」との感想を生み出すほどであった。このことが、次回のパリ万博への参加につながる一方、ヨーロッパ人にとっては異国的な日本趣味（ジャポニスム）を広める契機となった。
慶応3年（1867年）、幕府はフランスと軍事・経済において提携を強めていたこともあって積極的に参加し、農工関係産物・出版物のほか、葛飾北斎らの浮世絵・漆器・陶磁器・銀細工・水晶細工などを多数出品して日本文化の国際的評価を高めるべく紹介に努める一方、西欧列強の産業・技術情報の蒐集をおこなった。慶喜は弟の徳川昭武を自身の名代として派遣し、皇帝ナポレオン3世に謁見させている。このように、攘夷の考え方がしだいに改められ、むしろ欧米をみならって近代化を進めるべきとの意見が強まっていった。
ヨーロッパのジャポニスム熱は一段と高まったが、薩摩藩と佐賀藩も別個に参加し、それぞれ特産品などを展示した。とくに薩摩藩は「薩摩琉球国勲章」という勲章までつくり、幕府から独立した存在であることを示そうとした。これは英仏などの西欧諸国に幕府の権威の低下を印象づけることにもなった。

## 芸術

### 演劇
歌舞伎では、脚本作者に2世河竹新七（河竹黙阿弥）が現れて、4世市川小団次と組んで活躍した。世話物、特に「三人吉三廓初買」（三人吉三）や「白浪五人男」（弁天小僧）などの白浪物のジャンルで人気を博した。

### 音楽

「嘉永七年（1854年）5月13日朝、ペリー提督黒船陸船隊訓練の図」（伊豆国下田了仙寺、黒船従軍画家ハイネ筆、ワシントン海軍博物館所蔵）

江戸時代には、三味線音楽や箏曲、尺八楽などの音楽ジャンルが生まれ、音楽と演劇・舞踊の結びついた芸能も発達して多様なジャンルの共存がみられた。わけても三味線は近世成立の大部分のジャンルにかかわる重要な楽器であり、これは幕末においても基本的には変わらなかった。開国を契機に西洋音楽が流入し、そののちの音楽文化の展開を方向付ける大きな要因となったが、いわゆる在来音楽（邦楽）のなかでも、明治初年に独自の制度的再編を遂げて早い段階から西洋音楽と接触した雅楽に比較すると、三味線音楽をはじめとする「俗楽」に西洋音楽の影響がおよぶのはむしろ遅れた。
幕末期にとくに流行した「俗楽」は、端唄と都都逸であった。高杉晋作は「三千世界の烏を殺し、ぬしと朝寝がしてみたい」という都都逸をつくったといわれている。
嘉永6年（1853年）のペリー来航の際には2組の軍楽隊が同行した。浦賀に上陸した軍楽隊はアメリカ国歌「星条旗」を合奏しているが、これは日本人が宗教音楽をのぞく、本格的な洋楽を耳にした最初であったといわれる。このときの軍楽隊は小編成のもので、浦賀以外の各地でも演奏したが、曲目は記録に明示されていない。ただし、関連資料の検討から、演奏された可能性の高い曲としては「ヘイル・コロンビア」（アメリカの愛国歌）やスティーブン・フォスターの諸作品が考えられる。
安政年間には長崎海軍伝習所において蘭式太鼓（オランダ海兵隊太鼓信号）の紹介や蘭式鼓譜の刊行がなされている。幕府の長崎役人であった上原寛林は予備伝習に参加し、鼓譜の刊行にたずさわったが、正式な伝習には幕臣のみならず、福岡藩、佐賀藩、長州藩、薩摩藩などからも伝習生が参加した。教官であったカッテンディーケは、のちに自らの回想として、太鼓伝習や歩兵調練が伝習生に人気だったことや自分がマーチ（行進曲）を日本を紹介したことなどを記している。こののち、幕府や諸藩が西洋の軍制を採用するにあたって、洋式訓練の一環として鼓隊・鼓笛隊が編成された。
文久3年（1863年）、イギリス式の太鼓信号と喇叭（ラッパ）信号が複数のルートより日本に伝わった。慶応2年（1866年）、薩摩藩は兵制を全面的にイギリス式に改編、鼓笛隊もイギリス式となった。また、同年12月（1867年1月）、幕府によって招かれた第一次フランス軍事顧問団の伝習によってフランス式の喇叭信号が伝えられ、これは長州藩などでも用いられた。このことにより、明治維新をむかえる段階で、陸軍はフランス式、海軍はイギリス式の喇叭信号が吹き鳴らされることとなり、一国のうちに異なる喇叭信号が用いられるという特異な状況がつづいた。なお、慶応4年よりはじまった戊辰戦争において新政府軍が行進する際に歌われ、演奏された曲が『宮さん宮さん』である。この曲は、和笛と太鼓による演奏形態のうえでも、また旋律のうえでもきわめて日本的な性格をもつが、歩行に合わせた規則正しいリズムに西洋音楽の影響がみられる。
近代にはまた、賛美歌・唱歌・軍歌など、それまで人びとが耳にしていた歌とは全く異質の、おびただしい数の小篇歌謡を生み、これは明治以降に本格化するが、これらはいずれもキリスト教会（とくにプロテスタント諸派）・学校・軍隊などの新しい集団が、近代的な共同体意識や身体感覚を共有するために必要とした新しい歌であった。『宮さん宮さん』はその意味でも、新しい音楽の萌芽といえる。

### 建築

箱館五稜郭

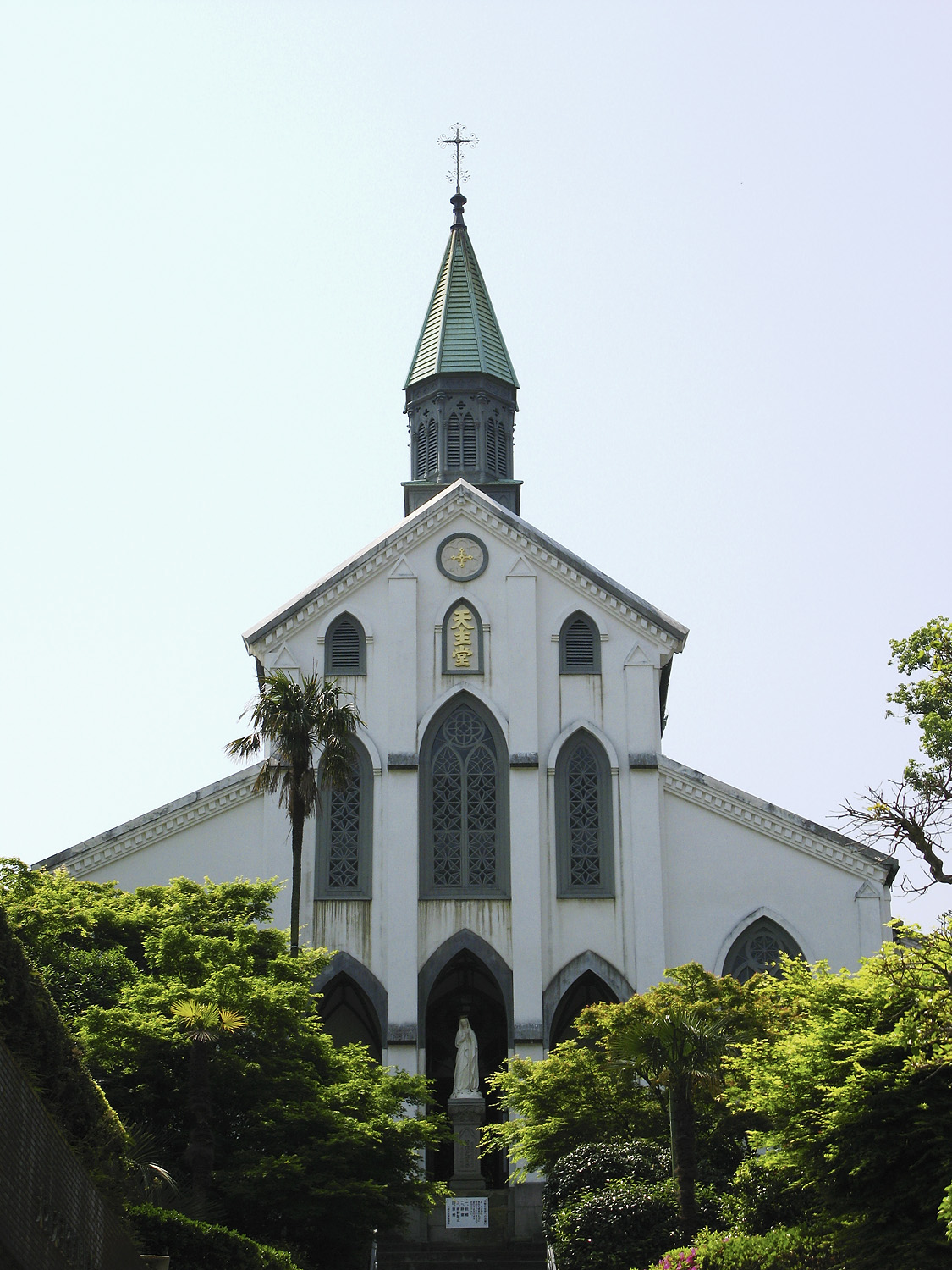
大浦天主堂

城郭建築では、安政元年（1854年）に松山城天守（愛媛県松山市、重要文化財）が再建され、嘉永2年（1849年）には福山城（松前城）天守（北海道松前町、火災により焼失）が築造された。安政4年（1857年）には箱館五稜郭（北海道函館市、特別史跡）、元治元年（1864年）には龍岡城（長野県佐久市、国史跡）の築造がはじまっている。この2つの城は五芒星形の星形要塞であり、幕府ないし親幕府勢力によってつくられた西洋式城郭である。箱館五稜郭は、1855年（安政2年）7月にフランスの軍艦コンスタンティーヌ号が箱館に入港した際、箱館奉行所で器械製造と弾薬製造の御用取扱を務めていた武田斐三郎が同艦の副艦長から指導を受け、写し取った稜堡の絵図面をもとに設計したもので、竣工は元治元年（1864年）、周辺の植林や付帯工事を含めた全工事の完了は慶応2年（1866年）のことであった。
御殿建築としては、安政2年（1854年）の京都御所紫宸殿・清涼殿・内侍所、同年の掛川城御殿がある。なお、現在の橿原神宮本殿（奈良県橿原市、重要文化財）はかつての京都御所内侍所を移築したものである。また、文久3年には加賀藩前田家奥方御殿として成巽閣（石川県金沢市、名勝）が建造されている。
寺社建築では、国学思想の高まりを反映して由緒ある神社の保存修復の意識が高まり、宇佐神宮本殿（大分県宇佐市、国宝）、春日大社本殿（奈良県奈良市、国宝）、賀茂別雷神社本殿・権殿（京都市北区 (京都市)北区、国宝）、賀茂御祖神社の東本殿・西本殿（京都市左京区、国宝）、笠間稲荷神社本殿（茨城県笠間市、重要文化財）などが建造された。また、文久2年（1862年）パリ外国宣教会の日本教区長ジラール神父の命により、横浜にいたフランス人司祭フューレが長崎に赴任して司祭館と教会堂の建築準備に着手し、元治元年（1864年）に完成した。これが、現存する日本最古のキリスト教建築、大浦天主堂（長崎県長崎市、国宝）である。
幕末の洋風建築としては、現在長崎市内の「グラバー園」に旧グラバー住宅（1861年）、旧オルト住宅（1866年）、旧リンガー住宅（1868年）が所在し、それぞれ重要文化財に指定されている。住宅の主はいずれもイギリスの貿易商人であった。
橋梁建築には、肥後国通潤橋（熊本県山都町、重要文化財）がある。通潤橋は、2016年（平成28年）4月14日に発生した2016年熊本地震で亀裂が入り、水漏れの発生する被害を受けた。

### 絵画

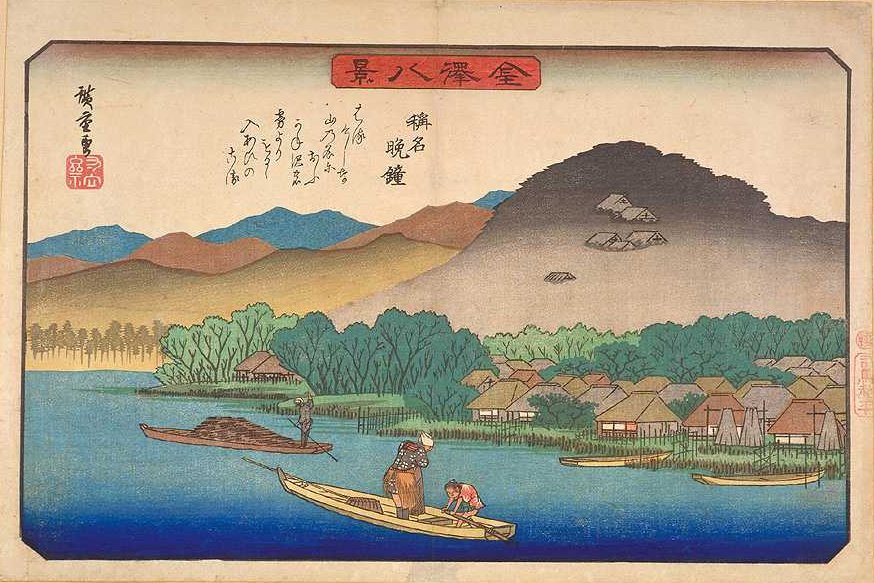
歌川広重「称名晩鐘」（『金沢八景』より）

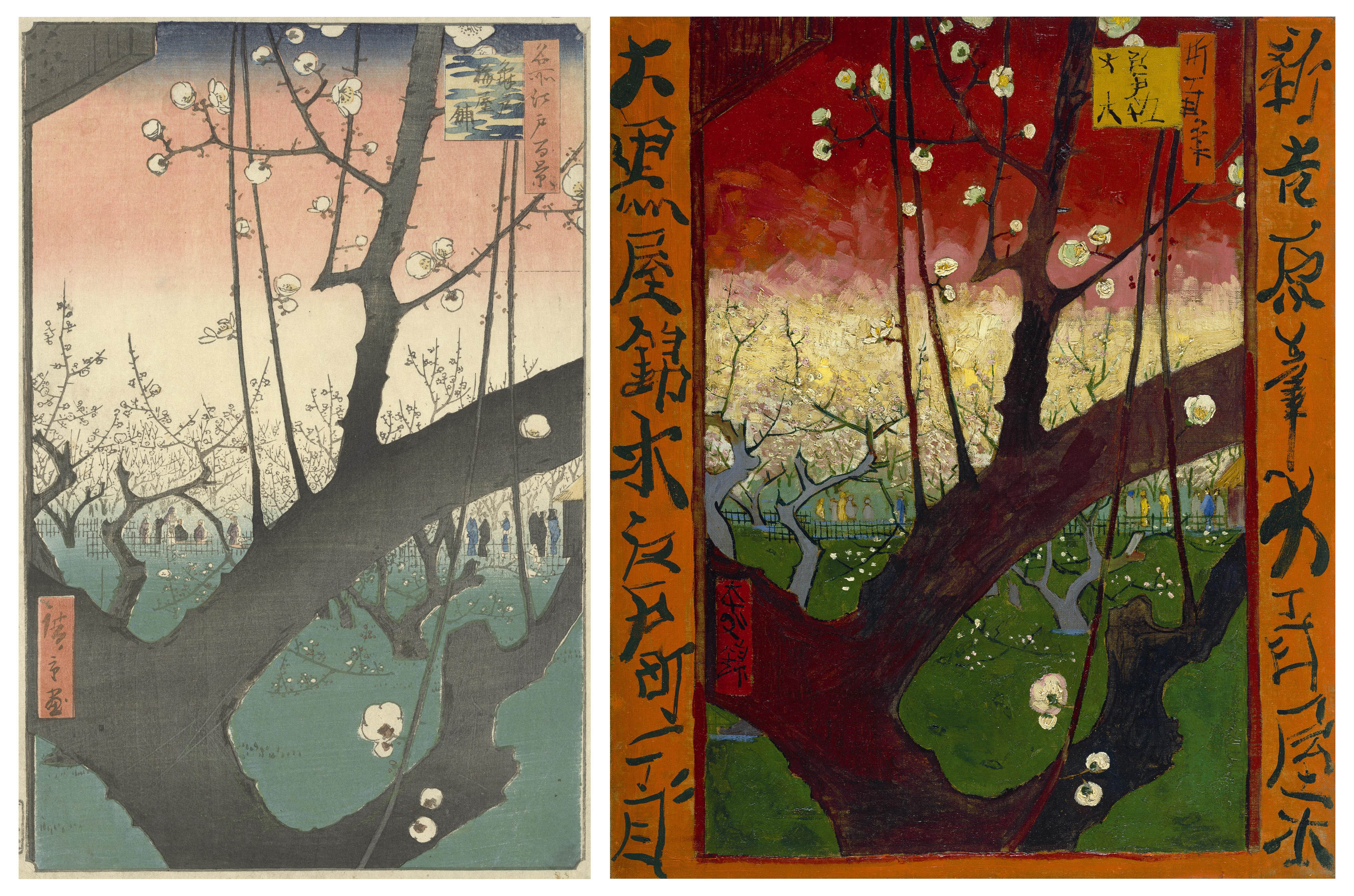
左：広重 右：ゴッホの模写

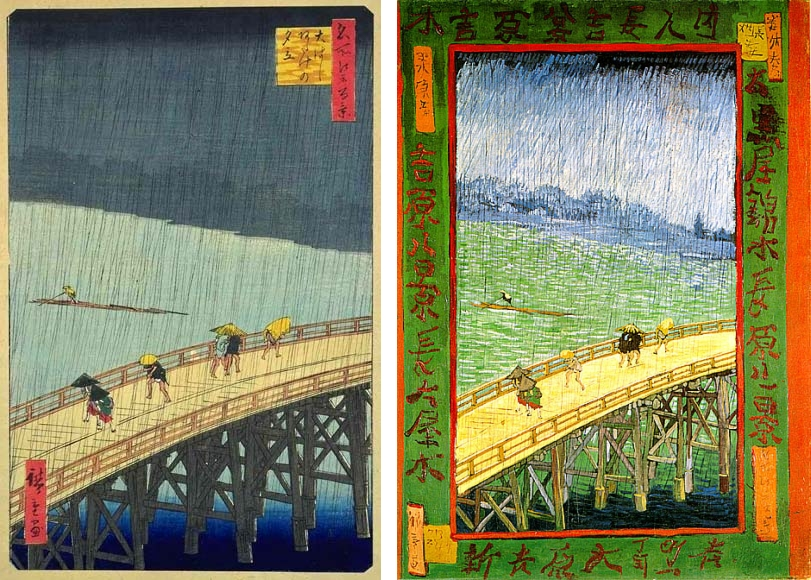
左：広重 右：ゴッホの模写

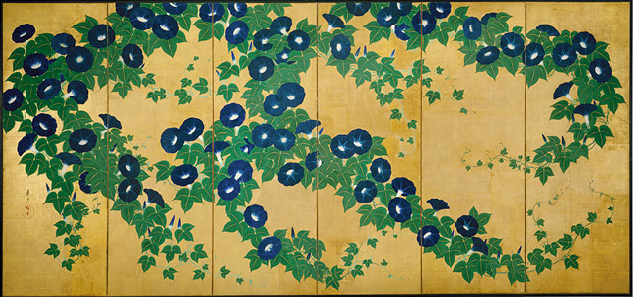
鈴木其一「朝顔図屏風」左隻

天保期に引き続き、浮世絵の歌川広重・歌川国芳・歌川国貞（のちの3代目豊国）、江戸琳派の鈴木其一が活躍した。
広重のこの時期の作品としては、「名所江戸百景」「阿波鳴門風景」「武陽金沢八勝夜景（金沢八景）」「木曽路之山川」がある。浮世絵版画のヨーロッパにもたらされた最も早い例は、喜多川歌麿没後6年の文化9年（1812年）に、彼の作品がパリに渡っている事実にさかのぼるが、開国と通商開始によっていっそう大量の作品ヨーロッパにもたらされ、当時の印象派の画家に強い影響をあたえた。その影響は、エドゥアール・マネ、ジェームズ・マクニール・ホイッスラー、エドガー・ドガ、クロード・モネ、アンリ・ド・トゥールーズ＝ロートレック、フィンセント・ファン・ゴッホ、ポール・ゴーギャンにおよんでいる。とくにオランダの画家ゴッホは広重作品の模写をさかんにおこない、また、その特色ある藍色は「広重ブルー」と称された。
国芳は洋風画の陰影法を積極的に取り入れた点に特色をもち、時代の怪奇趣味と彼自身の特異な感覚が結びついて超現実的な雰囲気を醸している。幕末期の作品としては「赤澤山大相撲」があり、三枚続の武者絵・風刺画にすぐれた個性を発揮した。国貞（3代豊国）は万延元年（1860年）ころより錦昇堂版役者大首絵の制作に着手し、多くの役者絵をのこした。万延元年（1860年）ころからは、横浜の異国風俗を描いた浮世絵が多数刊行され、これを総称して「横浜絵」と呼んでいる。
広重の門人には二代目広重・三代目広重・歌川広景・歌川重清・歌川重昌・遠浪斎重光・歌川重春・紫紅・歌川芳延などがおり、国芳に学んだ人物には月岡芳年・河鍋暁斎がいた。国貞には歌川貞秀・歌川貞景・歌川貞虎・豊原国周および上方の歌川貞広・歌川貞升などの門弟がおり、いずれも、画系は明治以降にも引き継がれた。なお、歌川広重（初代）の死絵は国貞（3代目豊国）が描いている。
月岡芳年と兄弟子の落合芳幾は、慶応2年（1866年）から翌年にかけて、歌舞伎の残酷な場面を集めた『英名二十八衆句』を共作し、それぞれ14場面ずつを描いている。これは芳年にとっては初期の作品であり、明治以降、時事的な内容も含めた多種多様な作品をのこした。
河鍋暁斎は浮世絵を起点にしながらもそれにとらわれない異色の画家で、幕末から明治にかけてさかんに創作活動をおこなった。
江戸琳派の流れに属する鈴木其一は、酒井抱一の最も著名な直弟子であり、洗練された都会的・理知的な作風で知られ、しばしば近代日本画における先駆的な画家と位置づけられる。

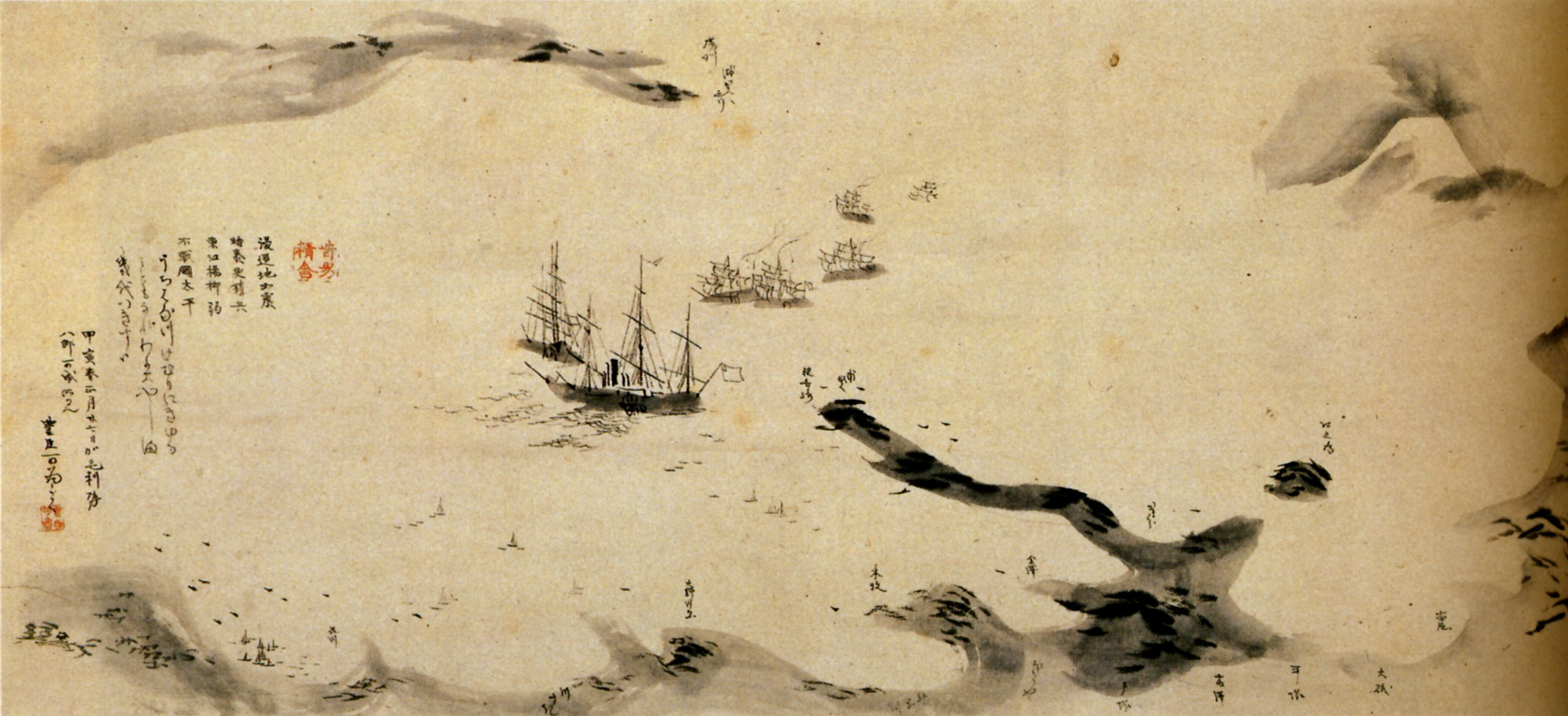
浮田一蕙「米艦浦賀渡来図」（1854年、紙本墨画 京都国立博物館蔵）

大和絵の絵師としては京都の浮田一蕙がいる。彼は、復古大和絵の運動に参加する一方で尊王攘夷思想にも共鳴して政治活動に関与したため安政の大獄の際に捕らえられ獄につながれた。『春日権現記絵巻』の構図・手法を巧みに用いて和宮降嫁を風刺した『婚怪草紙絵巻』（メトロポリタン美術館蔵）などの特色ある作品をもつ。
障壁画の分野では、復古大和絵の冷泉為恭（岡田為恭）が活躍した。彼は、京都の狩野派の家系に生まれながら「冷泉」に改姓するほど貴族文化にあこがれた人物であり、古典大和絵の研究に熱心なあまり、古画を所有する幕府重臣の屋敷に出入りして勤皇派の誤解をまねき、40歳で暗殺されるにいたる。しかし、京都御所や讃岐国金刀比羅宮の障壁画など短い生涯で多彩な作画をおこなっており、ことに三河国大樹寺（愛知県岡崎市）大方丈の障壁画は安政4年の作で重要文化財に指定されている。
歴史画では、菊池容斎が知られている。

### 写真

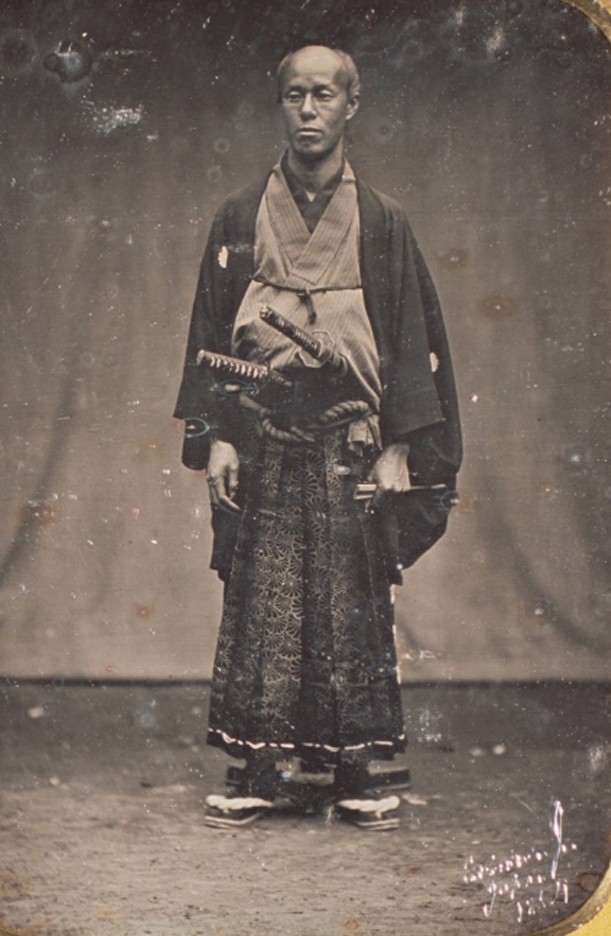
日本最古の写真。田中光儀像（1854年撮影）

ルイ・ジャック・マンデ・ダゲールによって銀板写真（ダゲレオタイプ）が発明されたのは1839年のフランスでのことであったが、その4年後の天保14年（ 1843年）にはオランダ船によって長崎に日本に初めて写真機材が持ち込まれている。当時長崎の御用商人で蘭学者でもあった上野俊之丞は写真機材一式をスケッチしているが、機材そのものはオランダに持ち帰られた。嘉永元年（1848年）には島津斉彬が銀板写真機材を入手して薩摩藩士市来四郎らに研究を命じているが、銀板写真は薬剤の調製が難しく、市来らが写真撮影に成功したのは安政4年（1857年）のことといわれている。これが、日本人による初めての写真撮影であった。長崎海軍伝習所で化学を教えた 医師のプルークもまた、写真術を伝えている。
日本で最初の写真館は、万延元年（1860年）のアメリカ人オリン・フリーマンによる横浜の写真館である。文久元年（1861年）、フリーマンの機材一式を購入した鵜飼玉川が江戸薬研堀で日本人による最初の写真館を開いた。日本の写真の祖として知られる上野彦馬（上野俊之丞の子）は、安政6年（1859年）長崎の医学伝習所で舎密学（化学）の立場から写真術を研究していたが、来日したネグレッティ&ザンブラ社の特派員で職業的写真家でもあったフランス人ピエール・ロシエから、本格的に湿式写真を学んだ。上野は文久2年（1862年）には長崎中島に上野撮影局を開業しているが、ここで撮影された坂本龍馬の肖像写真は有名である。鵜飼・上野とならんで最初期の写真家として知られるのが横浜で文久2年に開業した下岡蓮杖である。彼はアメリカ人写真家ウンシンから写真術を習い、さらにその帰国時に機材を譲り受けている。その作品には風景や庶民の姿を撮影したものが多くふくまれる。

### 工芸・染織
工芸分野では、陶磁器に京焼の名手として奥田頴川門下に青木木米と仁阿弥道八（高橋道八）が現れた。木米は南画でも有名であるが、中国風の煎茶器にすぐれた作品をのこした。道八は野々村仁清や尾形乾山らの伝統を受け継いだ日本的意匠の抹茶器や、人物・動物などの置物にすぐれた作品がある。道八は、紀州藩御庭焼（偕楽園焼）立ち上げに参画したのち、高松藩御庭焼（賛窯）、薩摩藩御庭焼（磯御庭焼）、角倉家御庭焼（一方堂焼）、西本願寺御庭焼（露山焼）などの立ち上げにも参画した。頴川門下にはほかに、染付・赤絵を得意とした尾形周平、青磁を得意とした欽古堂亀祐らがいる。同じ京焼の永樂保全は木米、仁阿弥と並んで京焼の三名工と呼ばれた人物で、彼もまた大津で湖南焼をはじめ、また高槻藩の永井直輝に招かれ、高槻窯を築窯している。
金工では、後藤一乗、加納夏雄らが写実的彫刻に新しい息吹を吹き込んだ。
開港後にはまた近代的なガラス製法が西欧からもたらされ、ガラス工芸（びいどろ、ギヤマン）も各地でさかんになった。
染織では、文様・意匠のなかに骸骨を模様としたものや漁網を巧みに文様化したものなど、都会的な機知にあふれたデザインが多くみられ、時代的な特徴をなしている。

### 書道
書家では、江戸の市河米庵と巻菱湖、京都の貫名菘翁が知られ、「幕末の三筆」と呼ばれることがある。彼ら唐様の名手は、中国のさまざまな古筆を体系的に研究して一家をなし、数多くの門弟を集めて教授した。晩年の市河米庵は大名・僧侶など5,000人におよぶ門人を擁したといわれている。

### ギャラリー

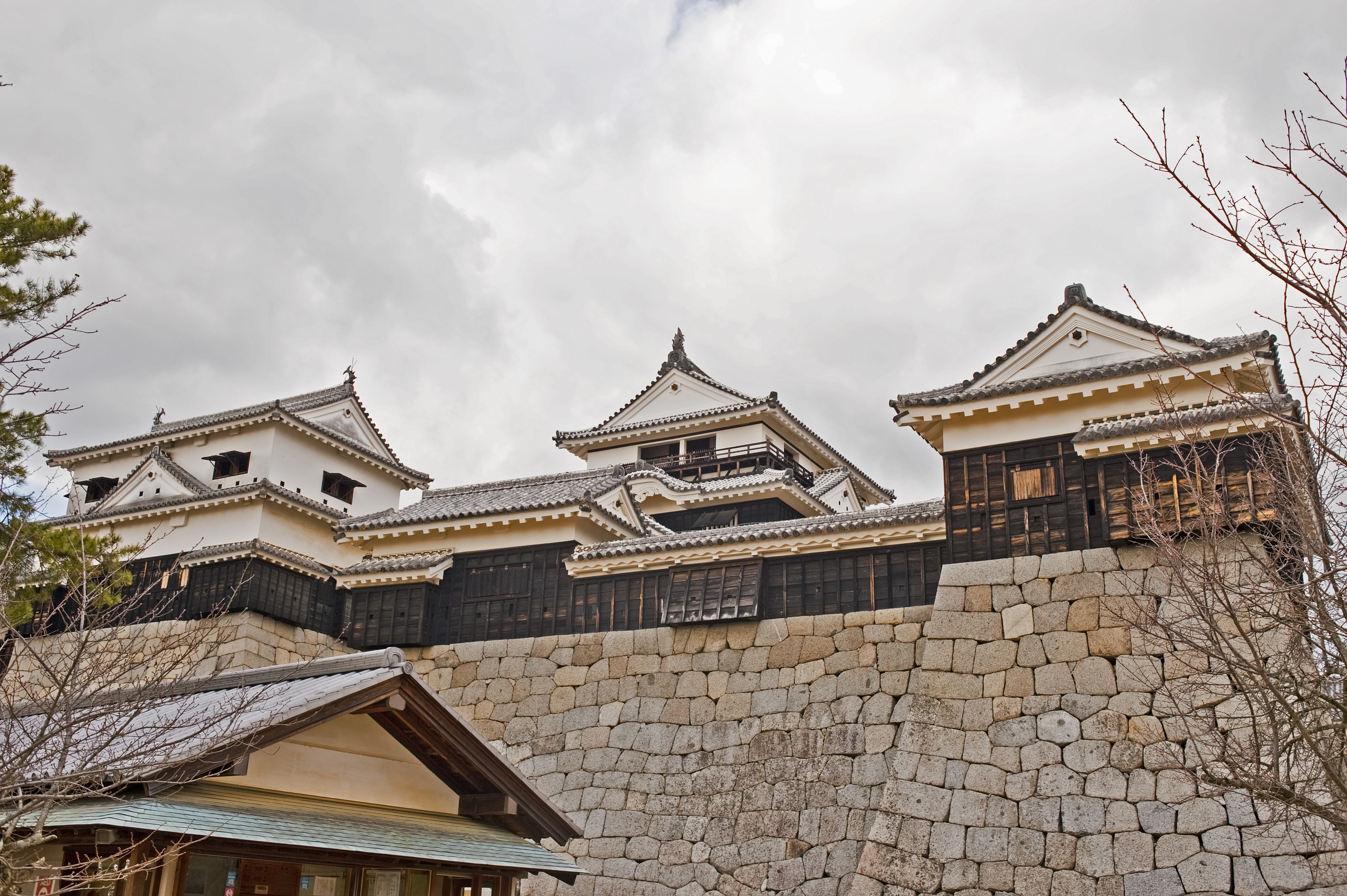
伊予松山城連立天守群（中央は大天守）
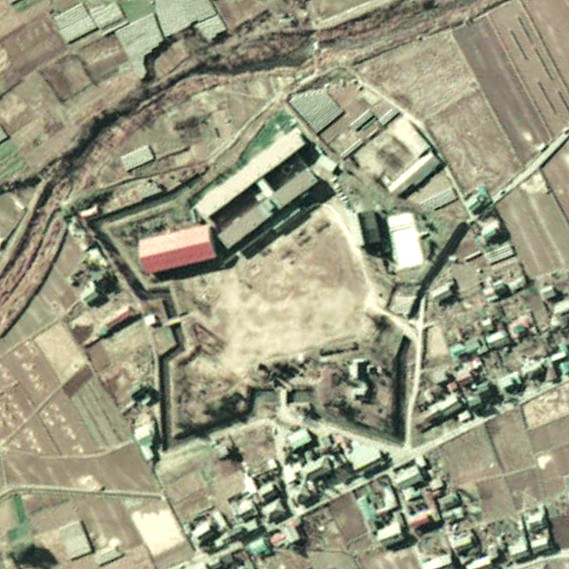
信濃龍岡城址
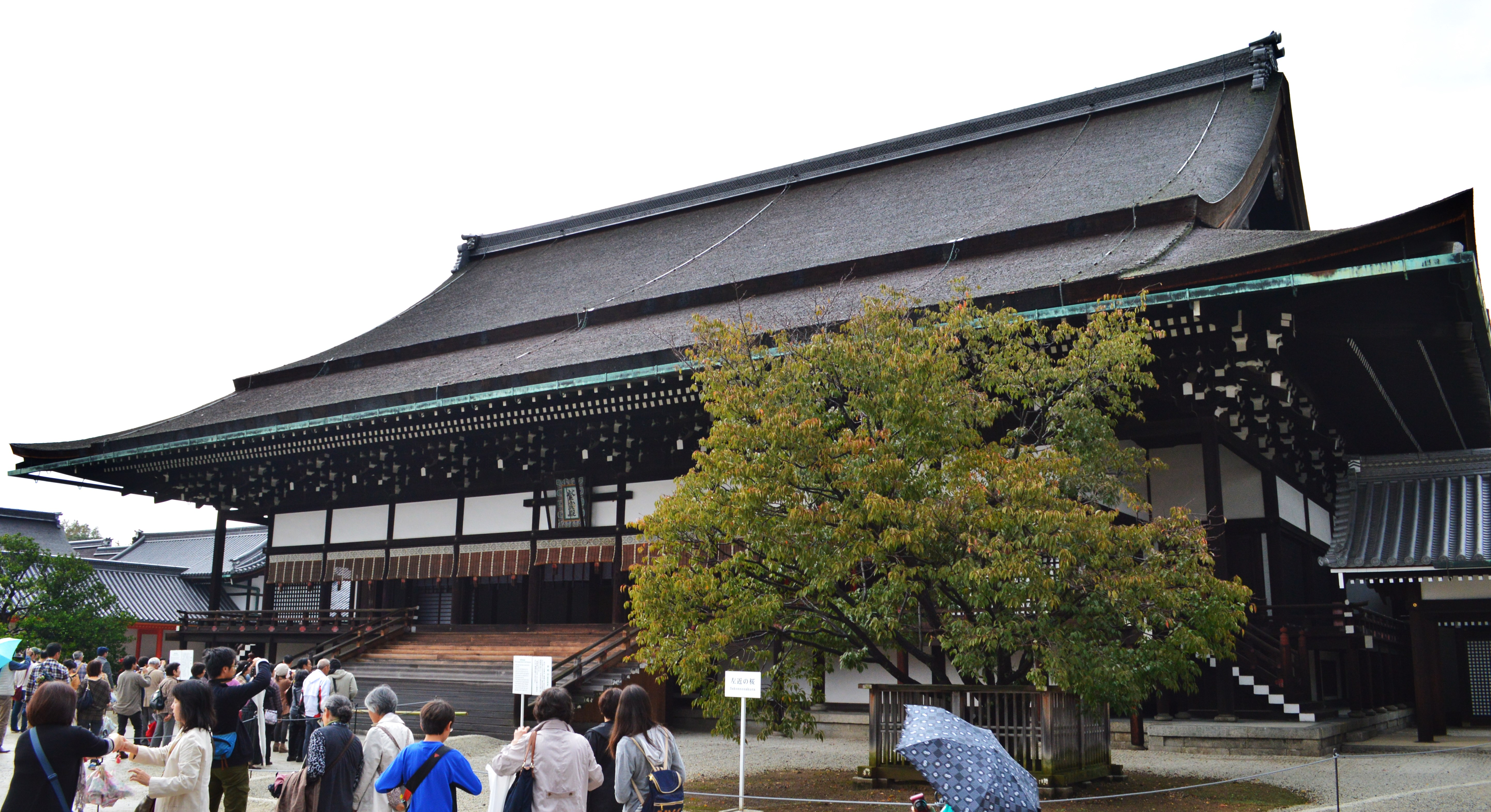
京都御所紫宸殿
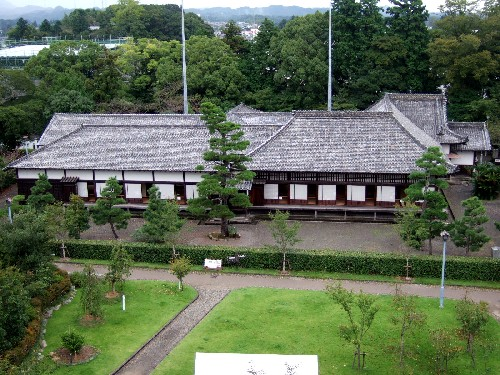
掛川城二の丸御殿
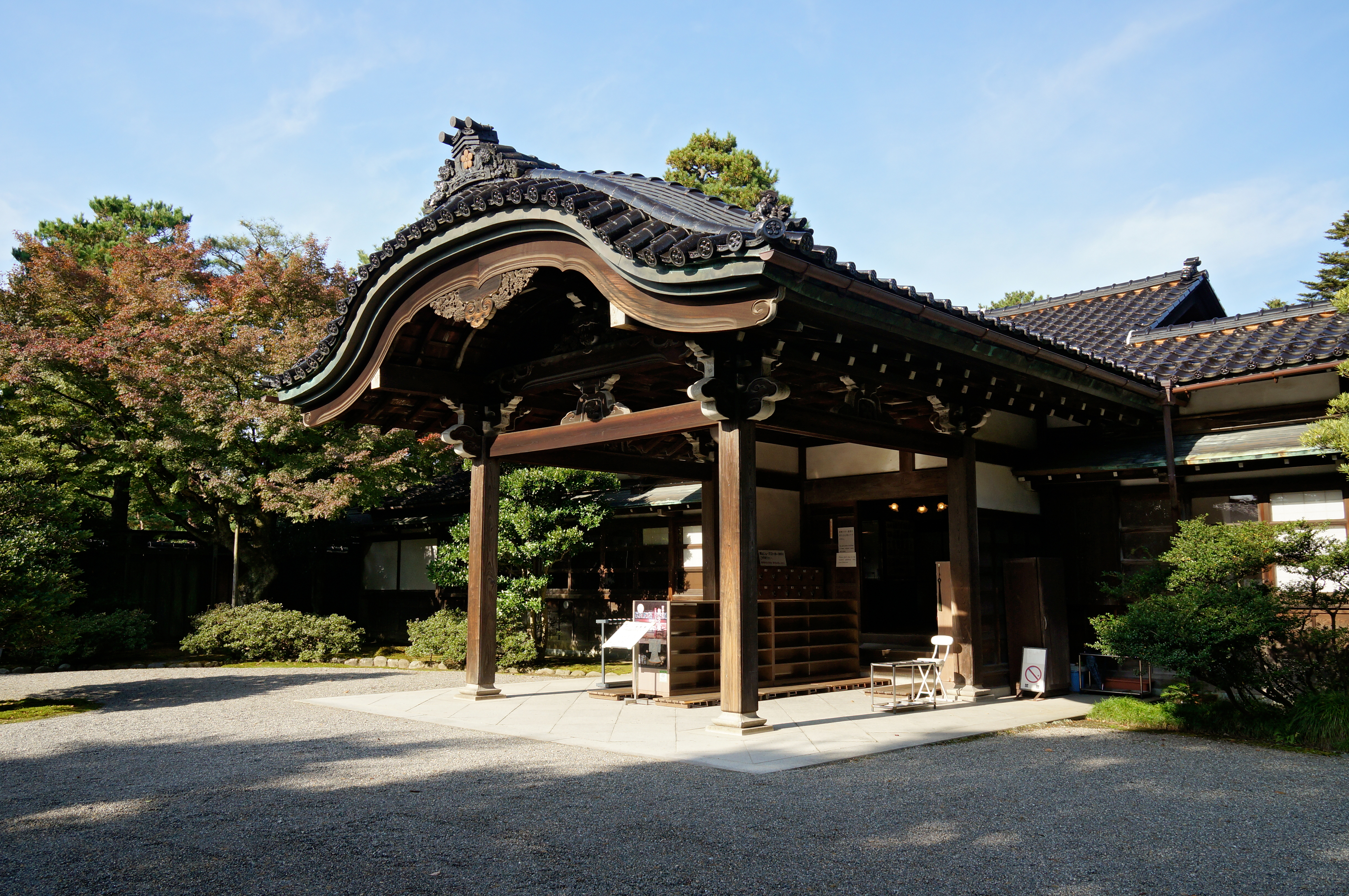
成巽閣玄関
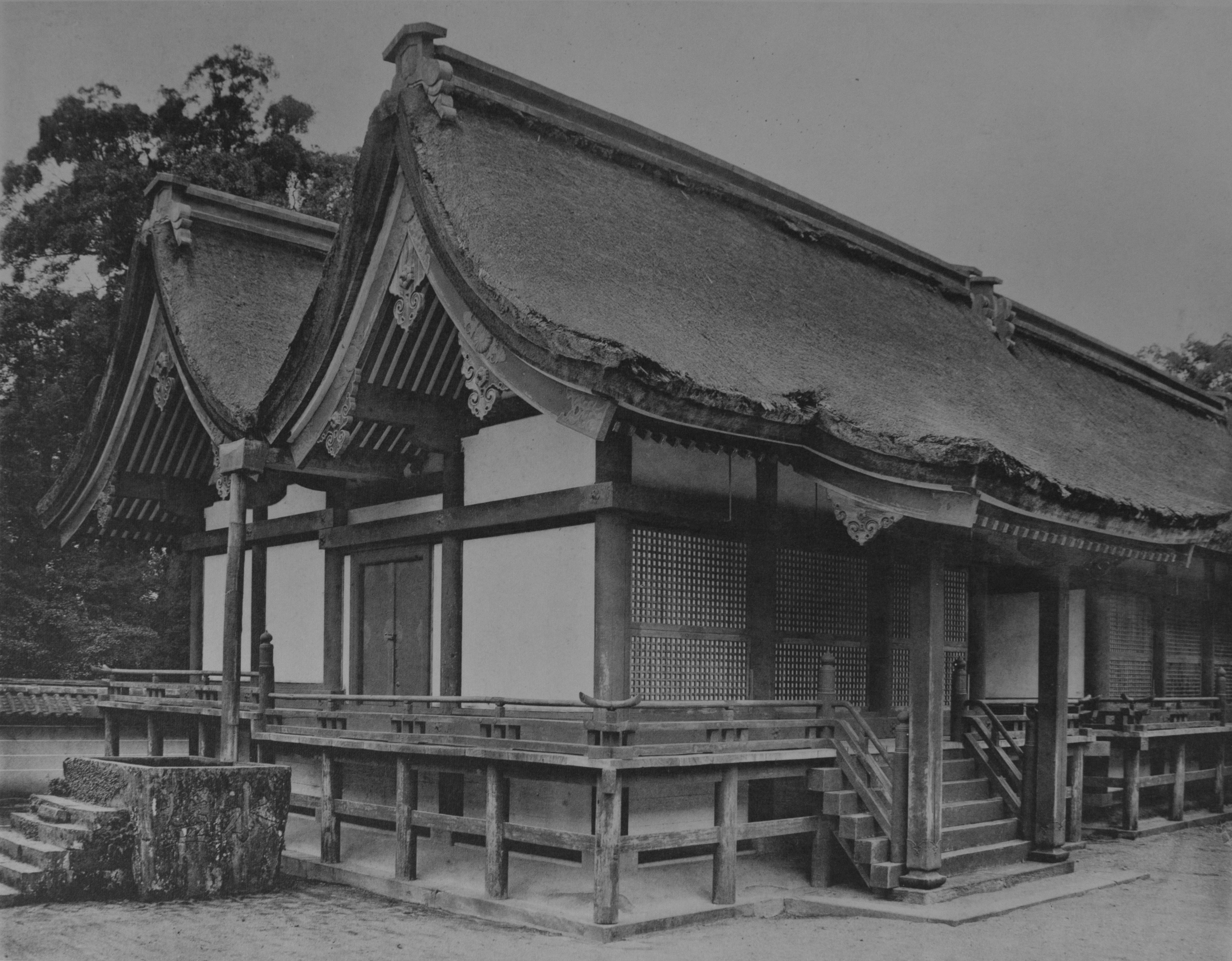
宇佐神宮本殿（第一殿）
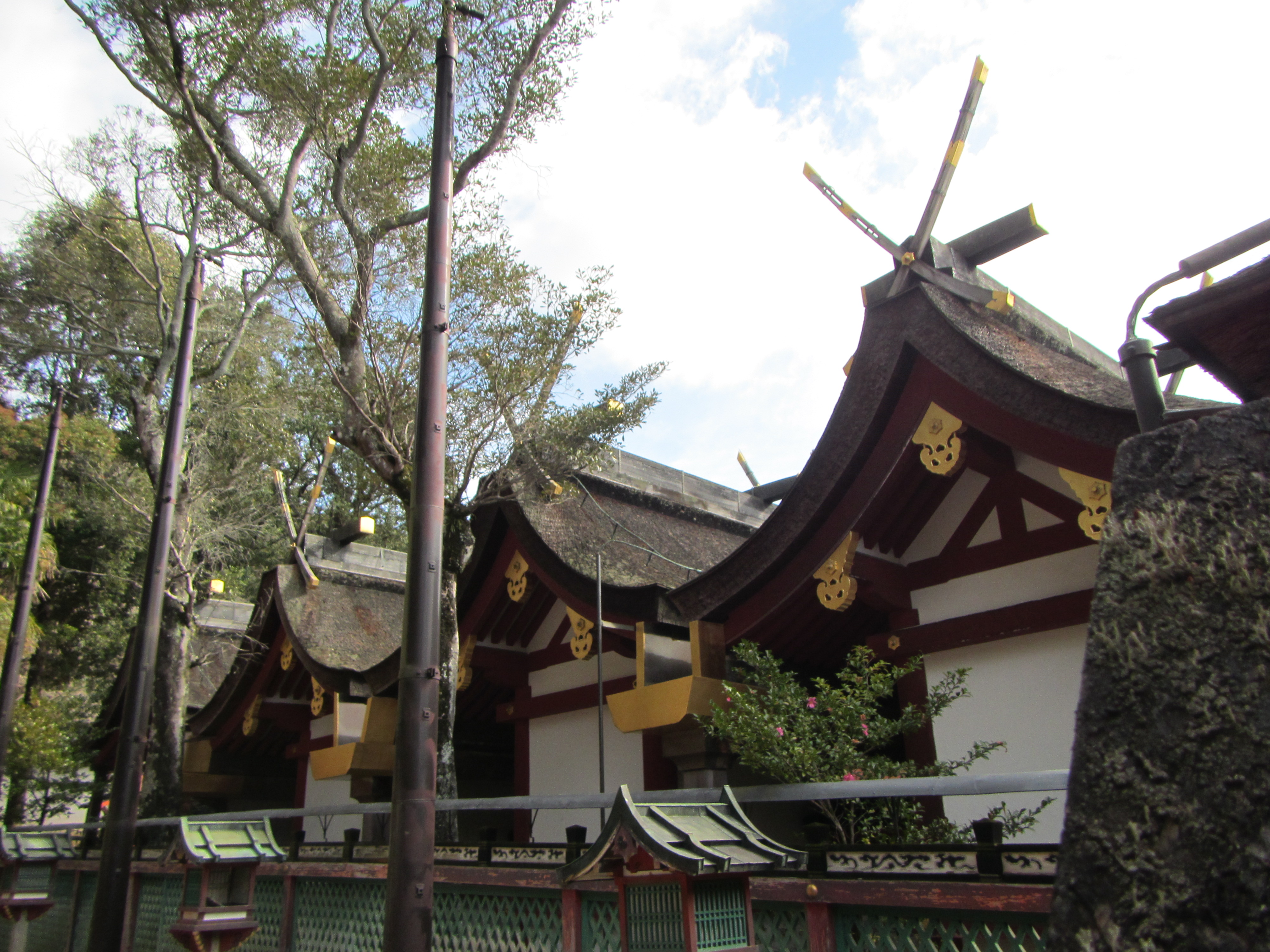
春日大社本殿（第一殿 - 第四殿）
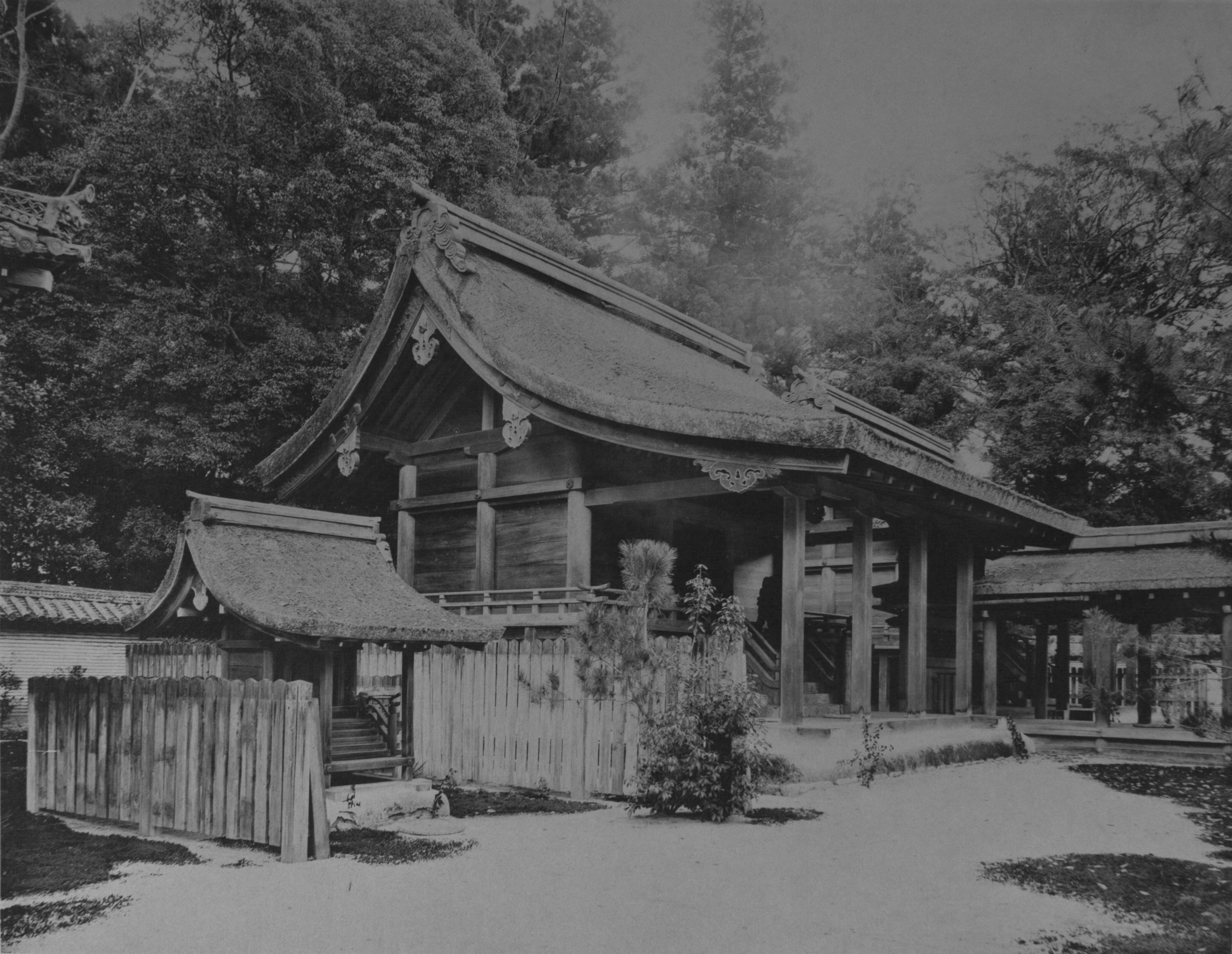
賀茂御祖神社（下鴨神社）西本殿
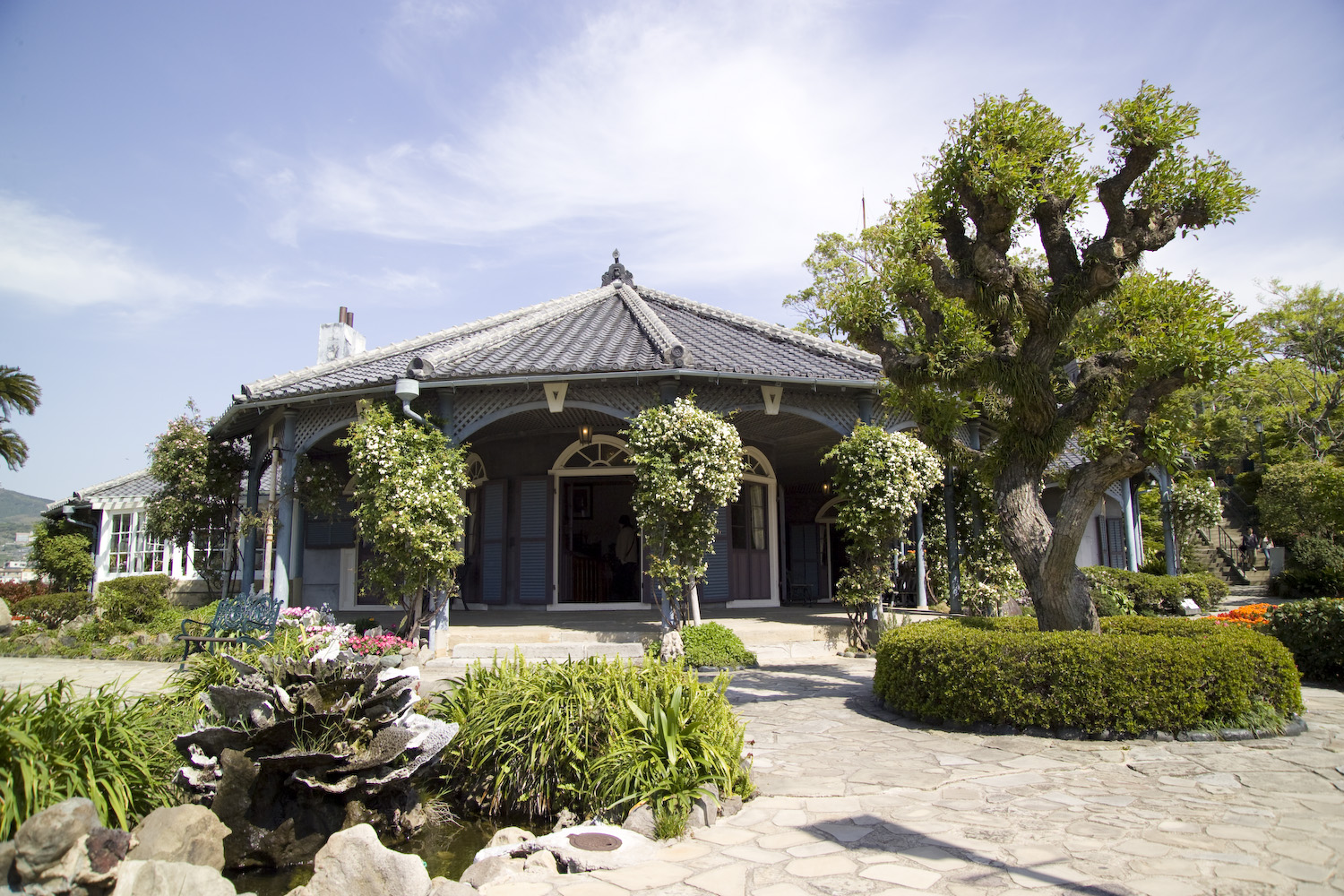
旧グラバー住宅
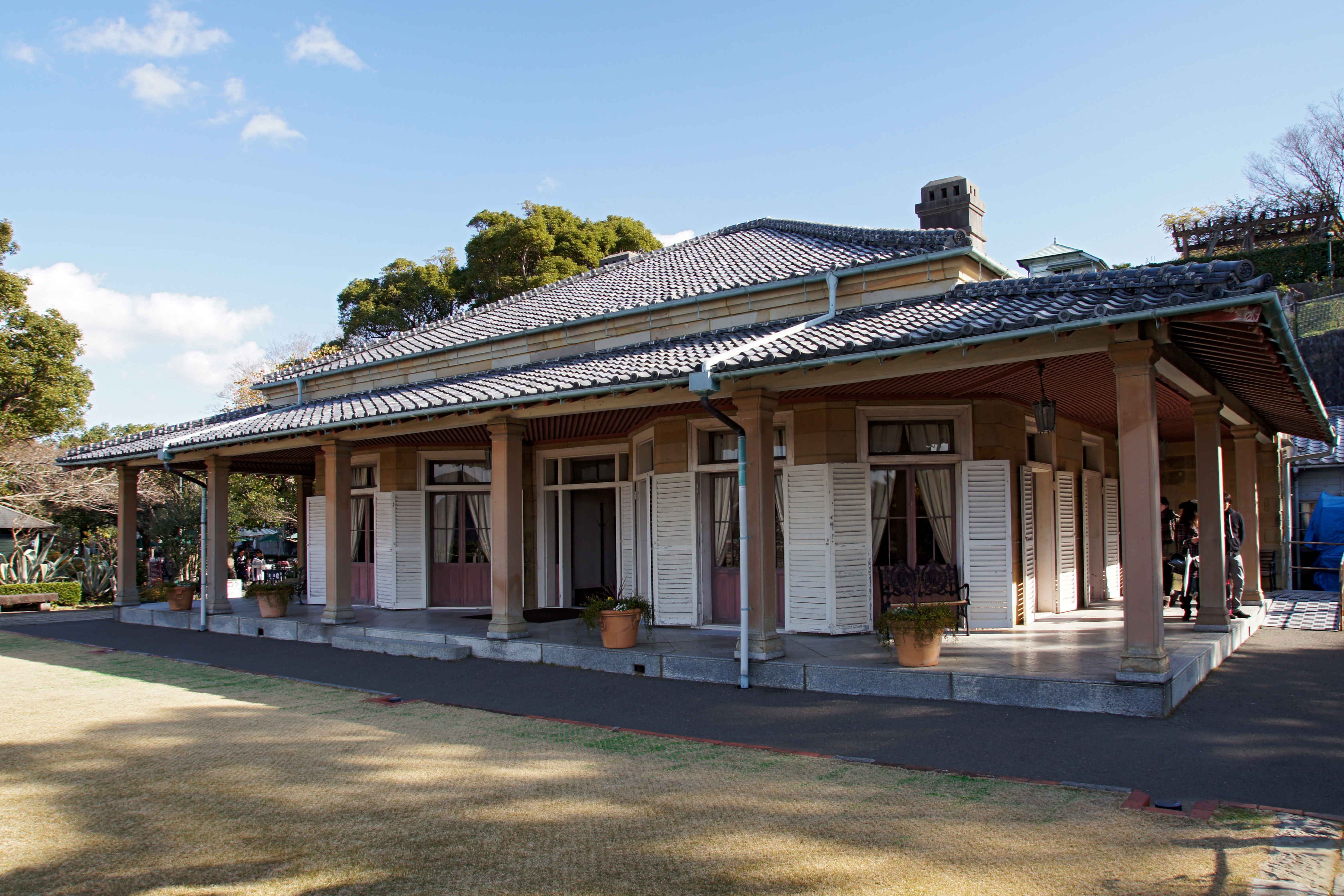
旧リンガー住宅
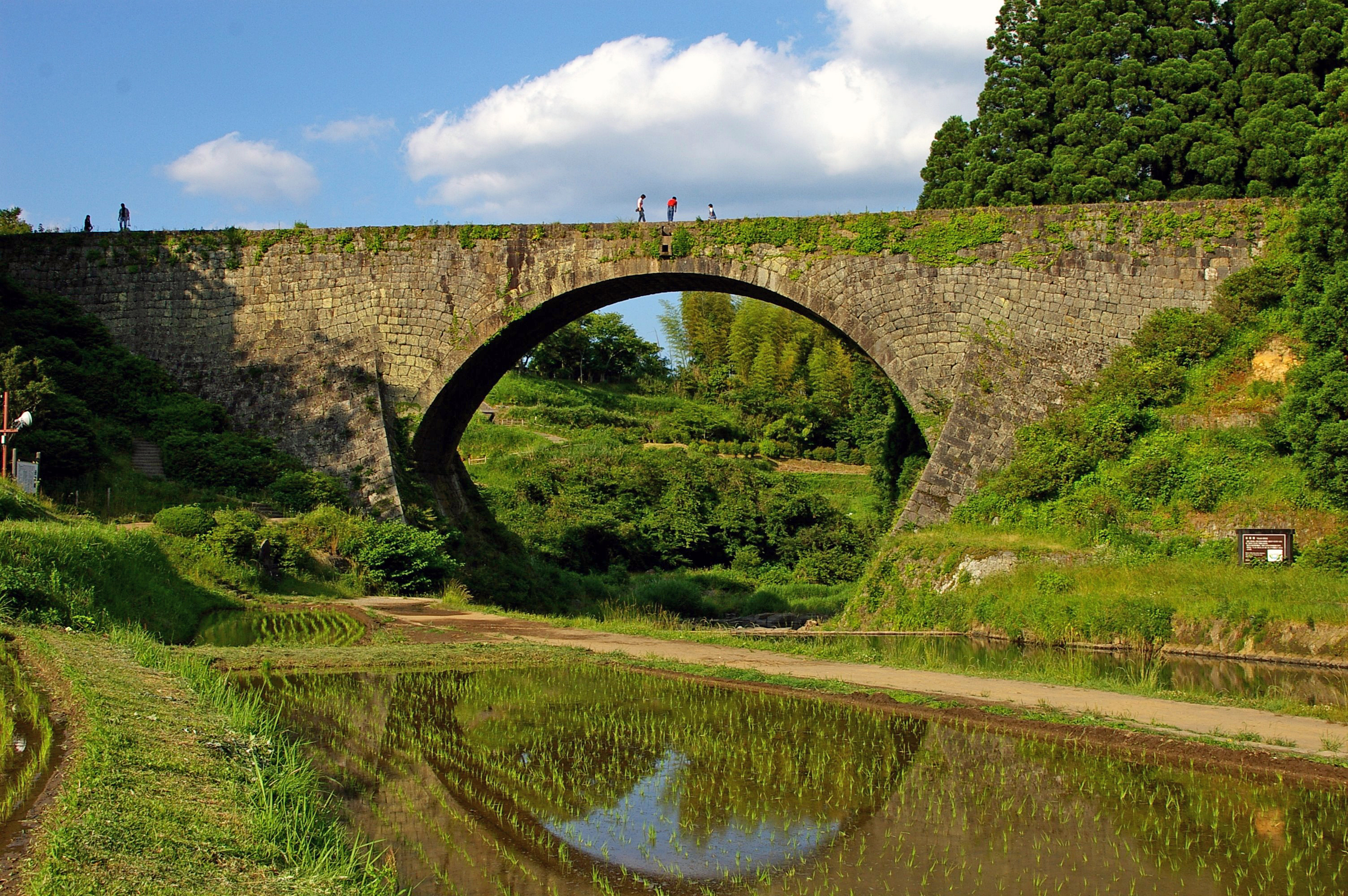
通潤橋（通潤用水）
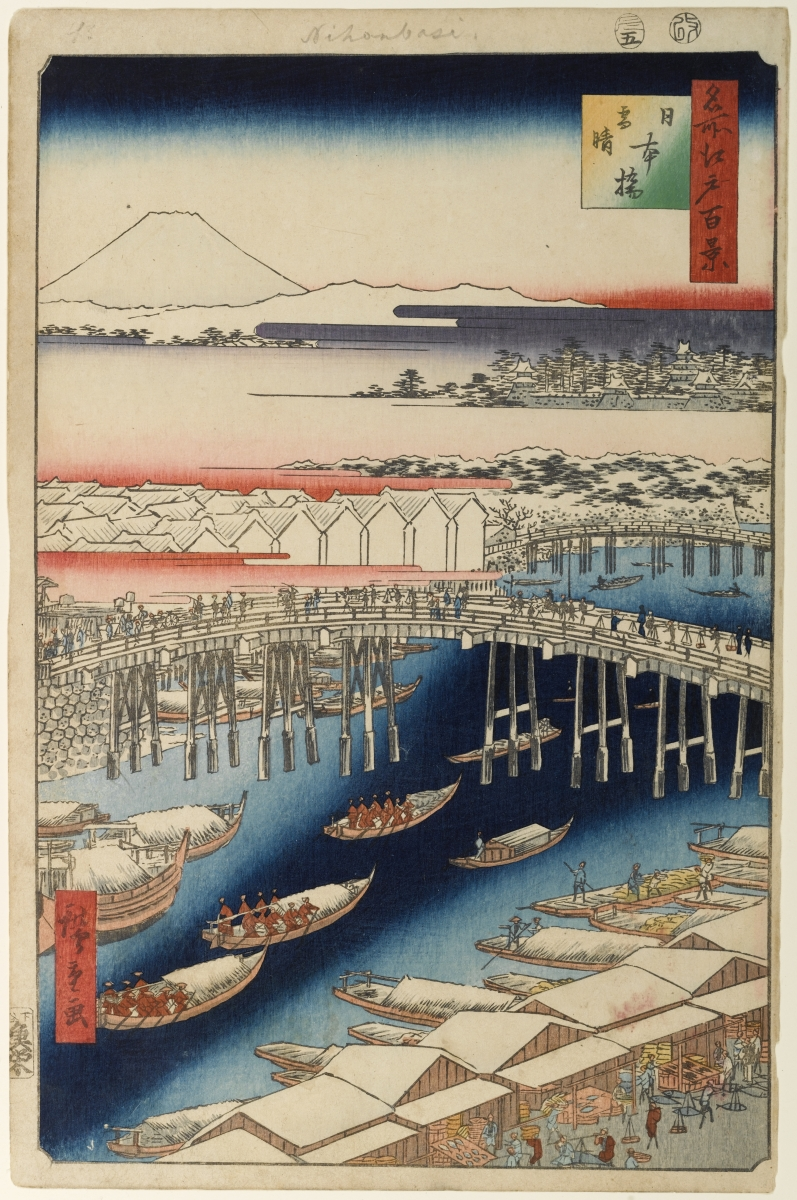
歌川広重「 日本橋雪晴」（『名所江戸百景』）
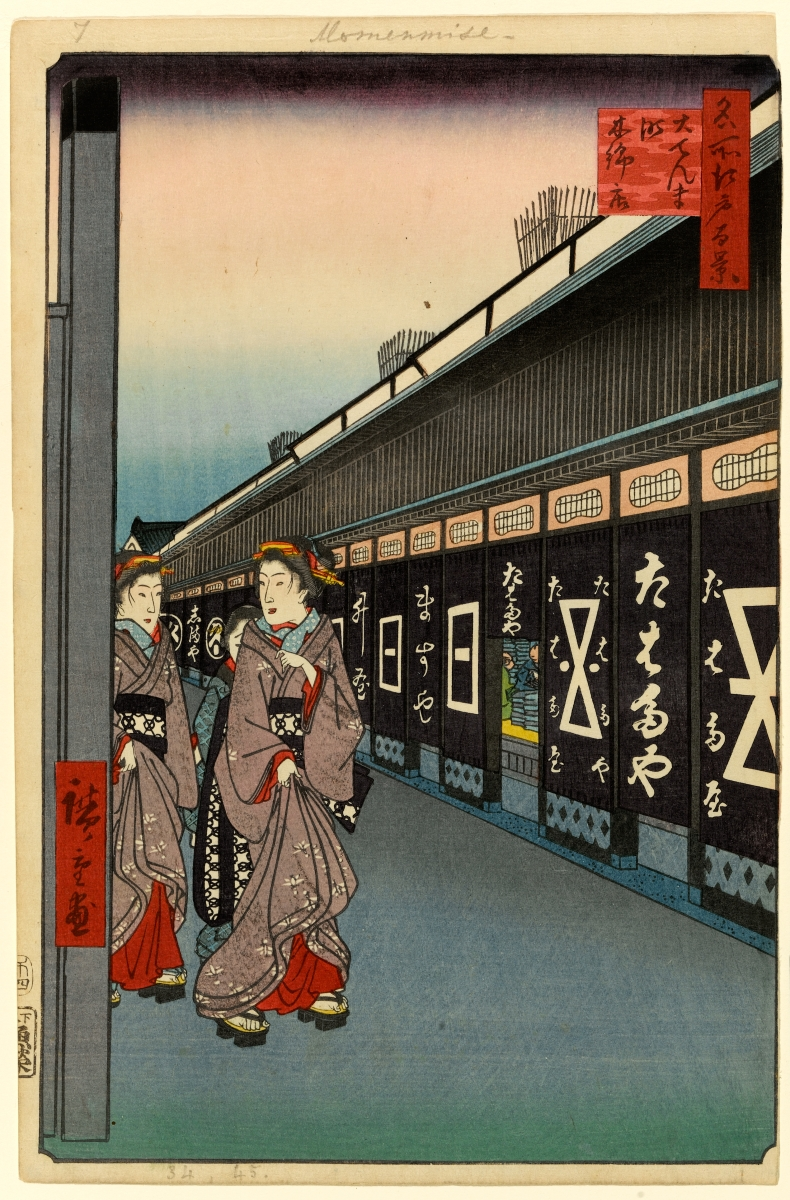
歌川広重「 大てんま町木綿店」（『名所江戸百景』）
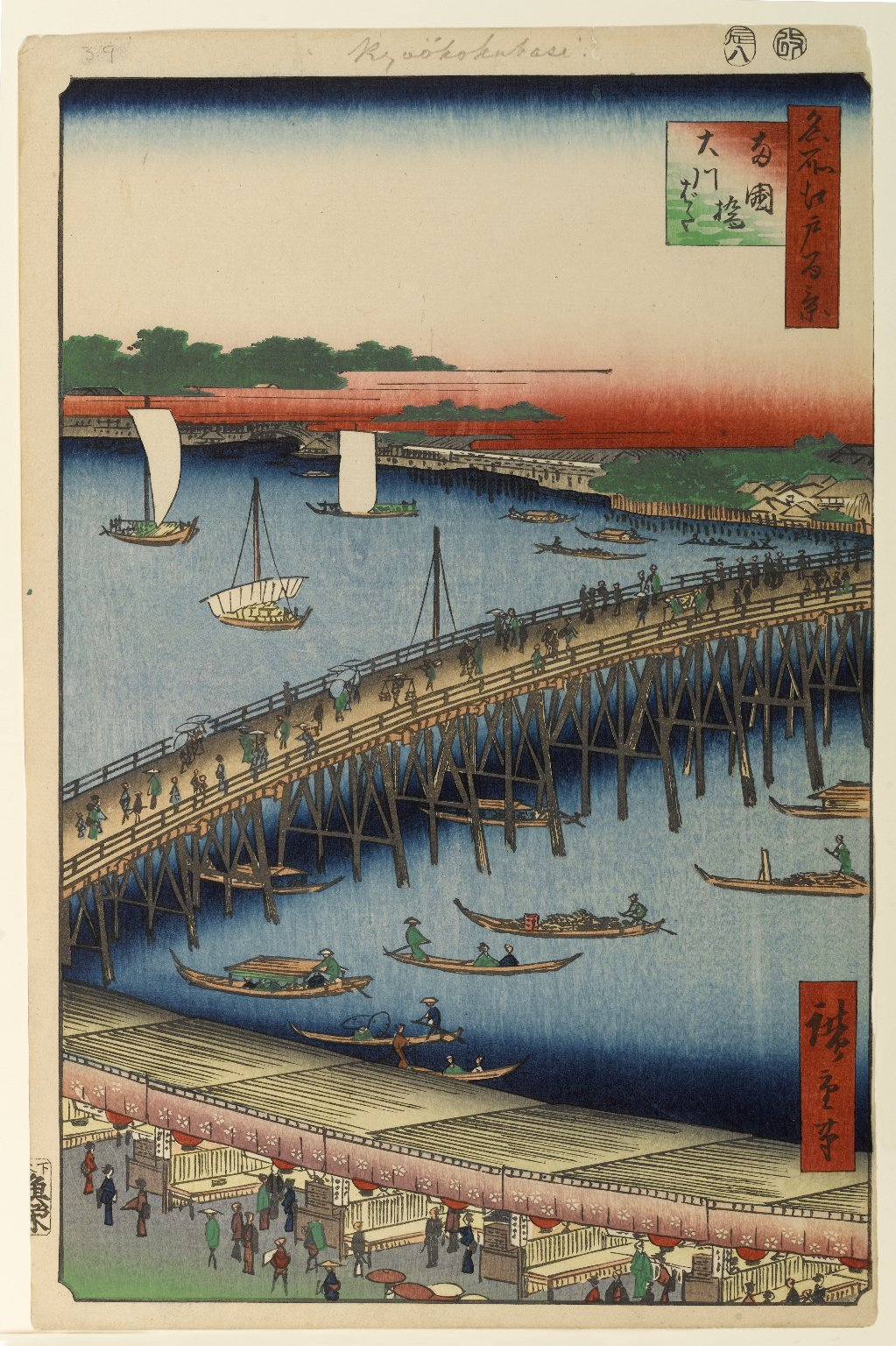
歌川広重「両国橋大川ばた」（『名所江戸百景』）
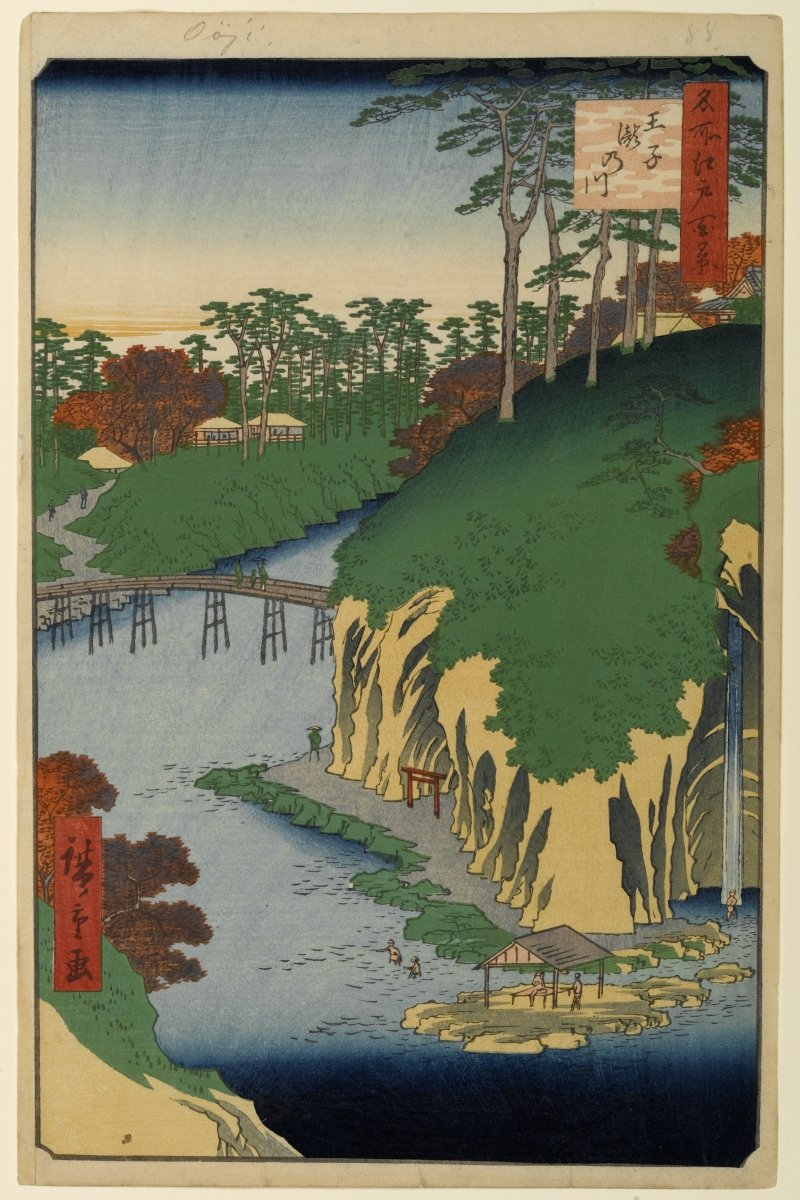
歌川広重「王子瀧の川」（『名所江戸百景』）
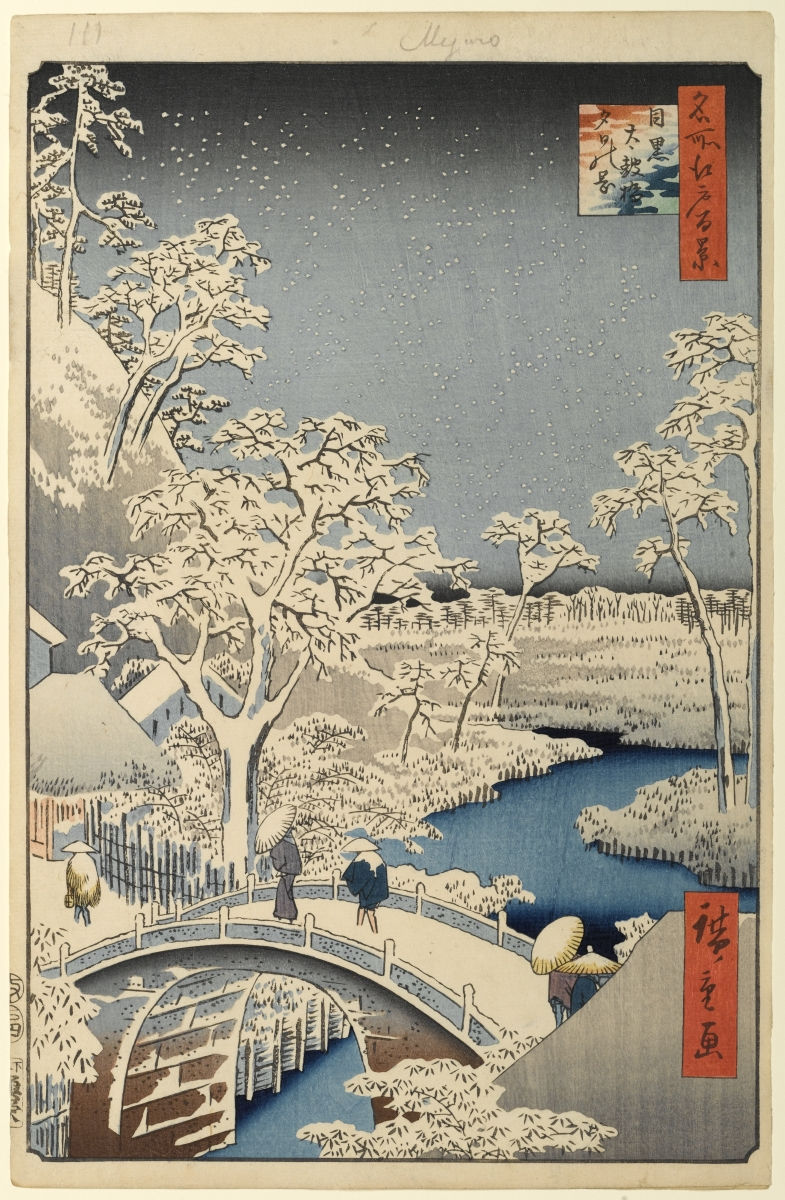
歌川広重「目黒太鼓橋夕日の岡」（『名所江戸百景』）
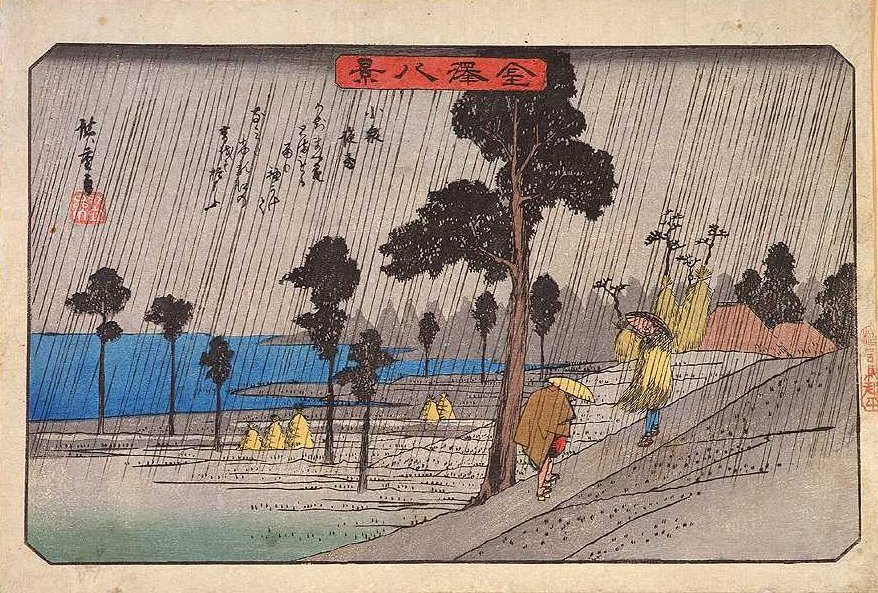
歌川広重「小泉夜雨」（『金沢八景』）
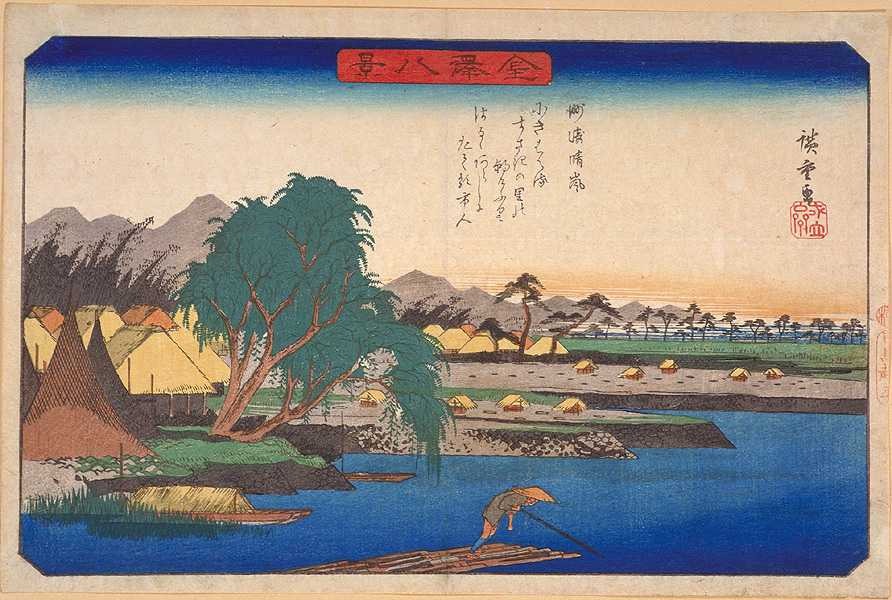
歌川広重「洲崎晴嵐」（『金沢八景』）
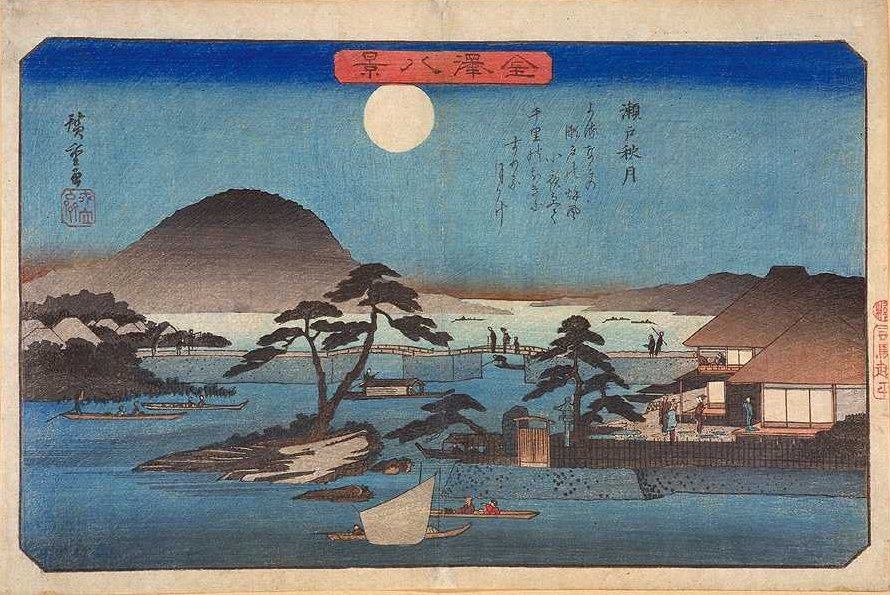
歌川広重「瀬戸秋月」（『金沢八景』）
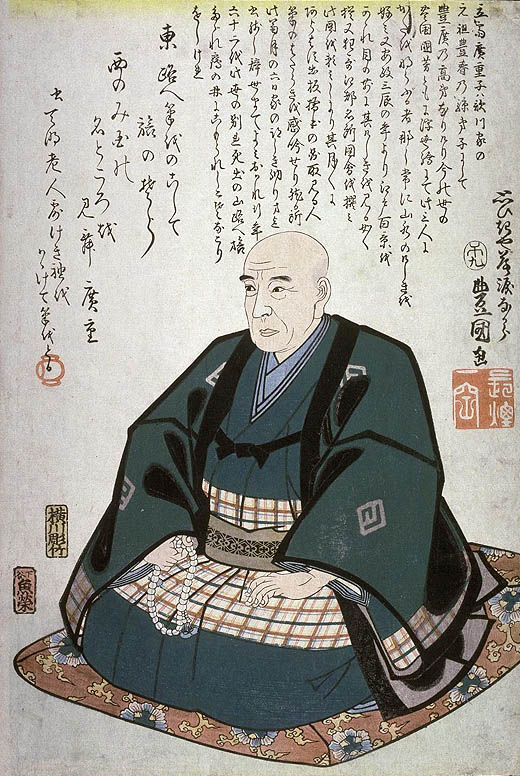
「歌川広重」（歌川国貞（3代豊国）による死絵）
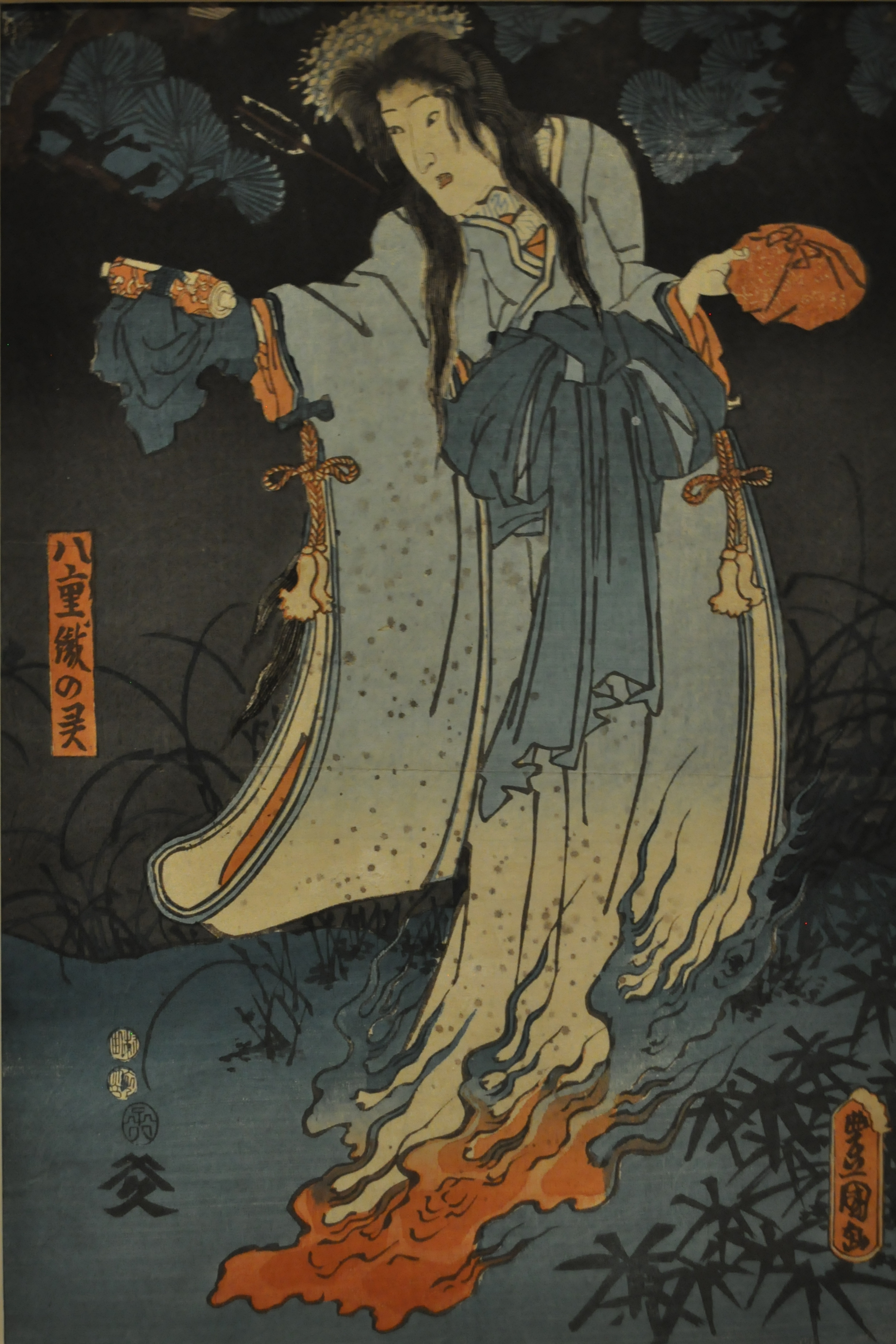
歌川国貞「八重織の霊」
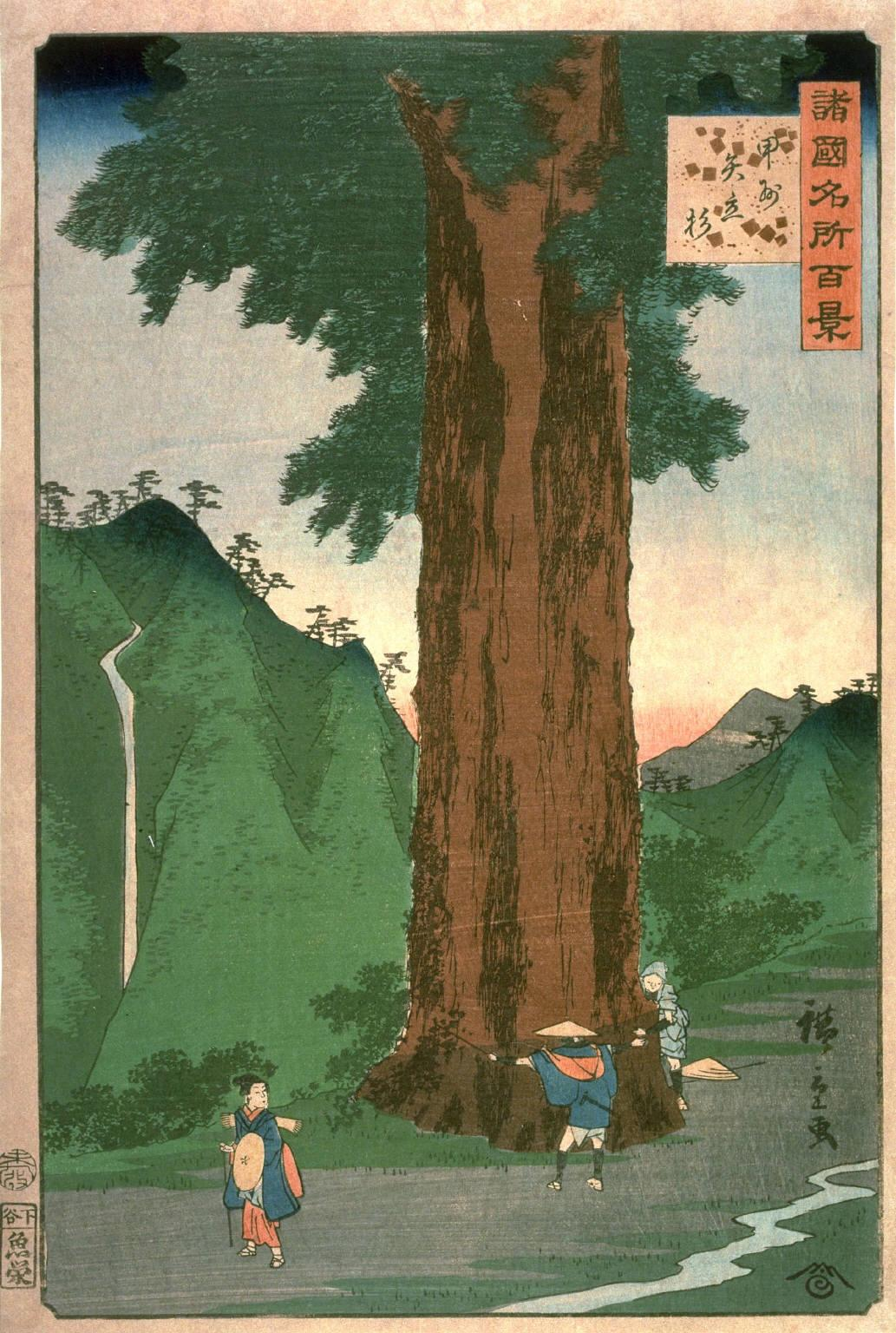
二代目広重「甲州矢立杉」（『諸国名所百景』）
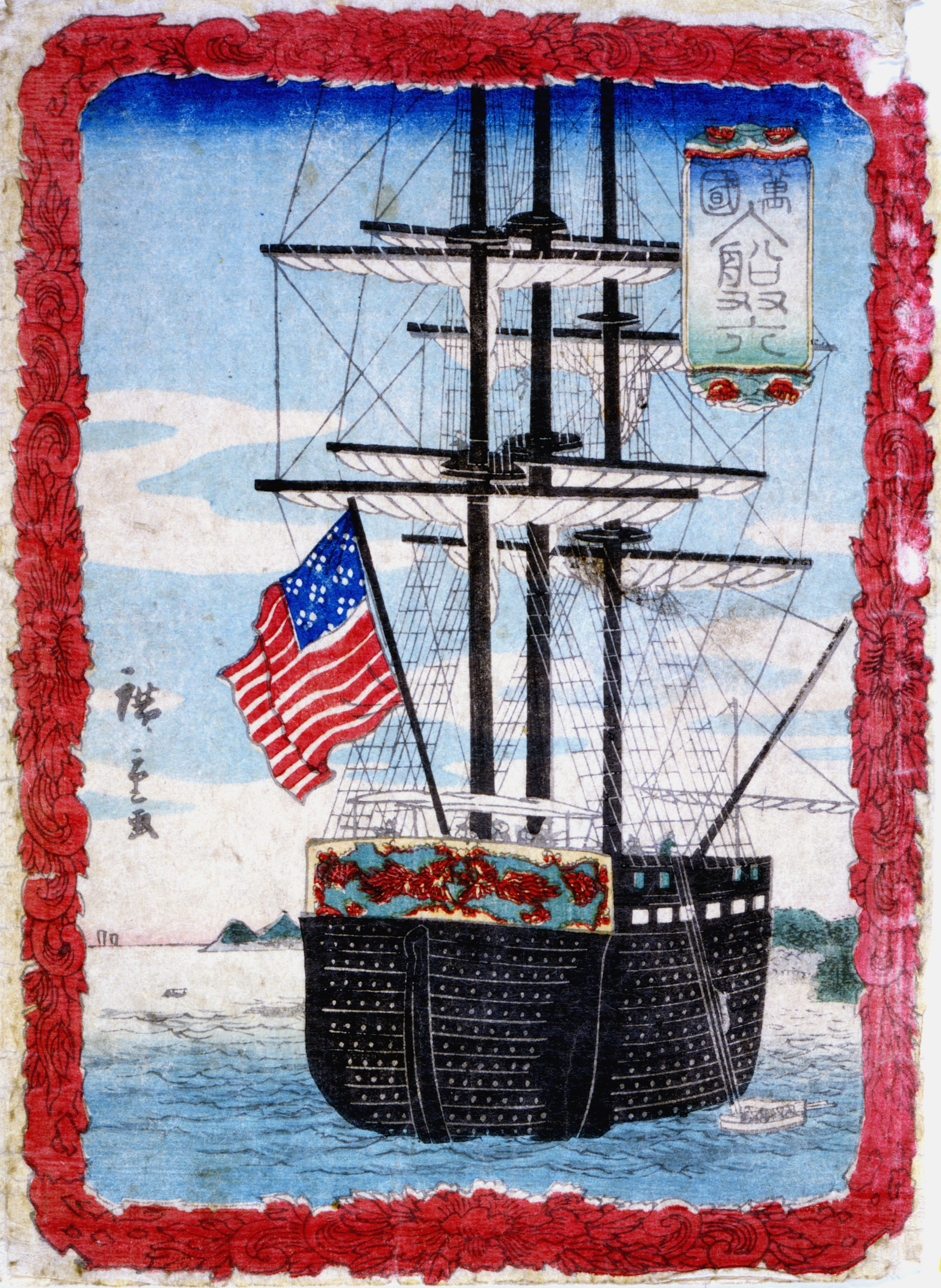
二代目広重「万国入船双六」
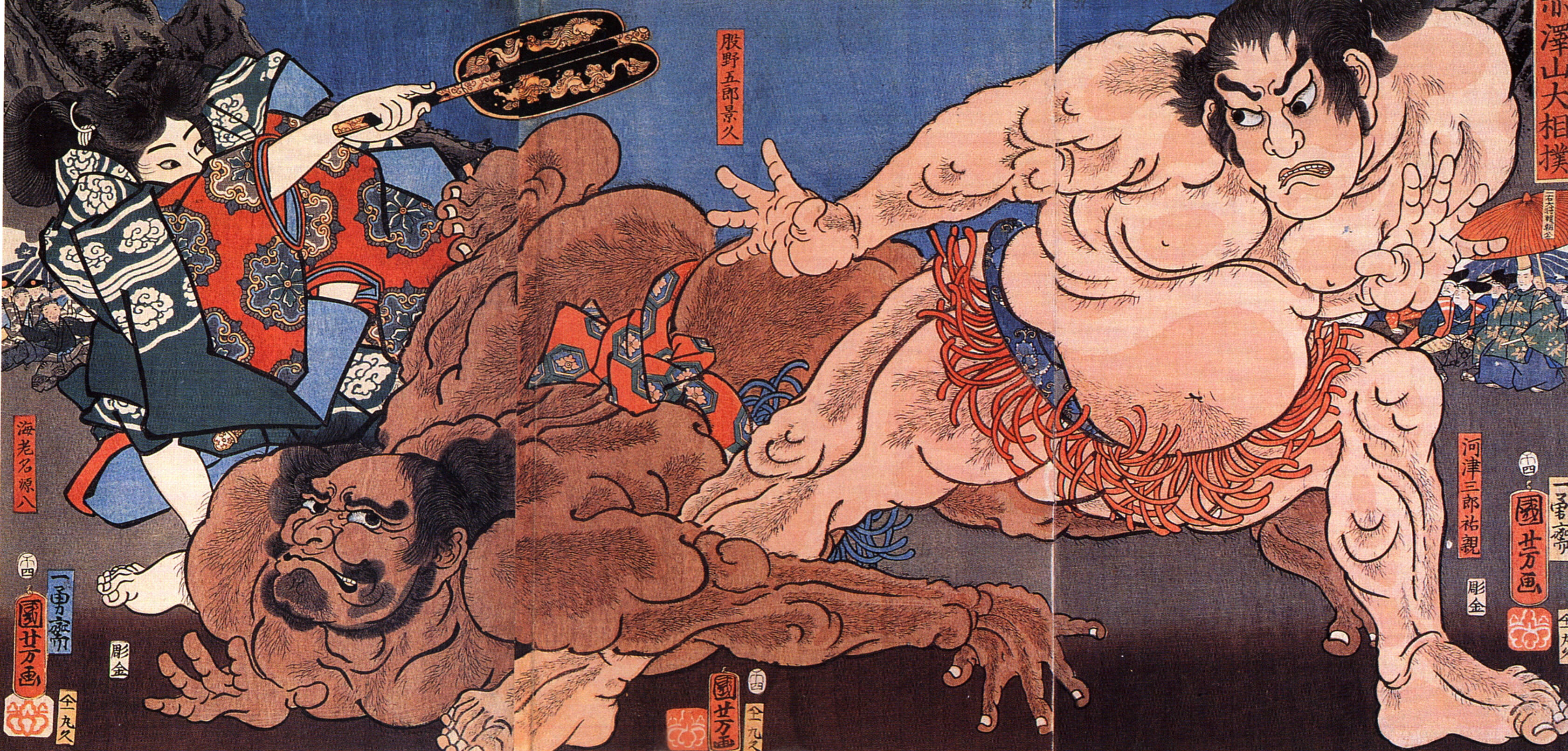
歌川国芳「赤澤山大相撲」
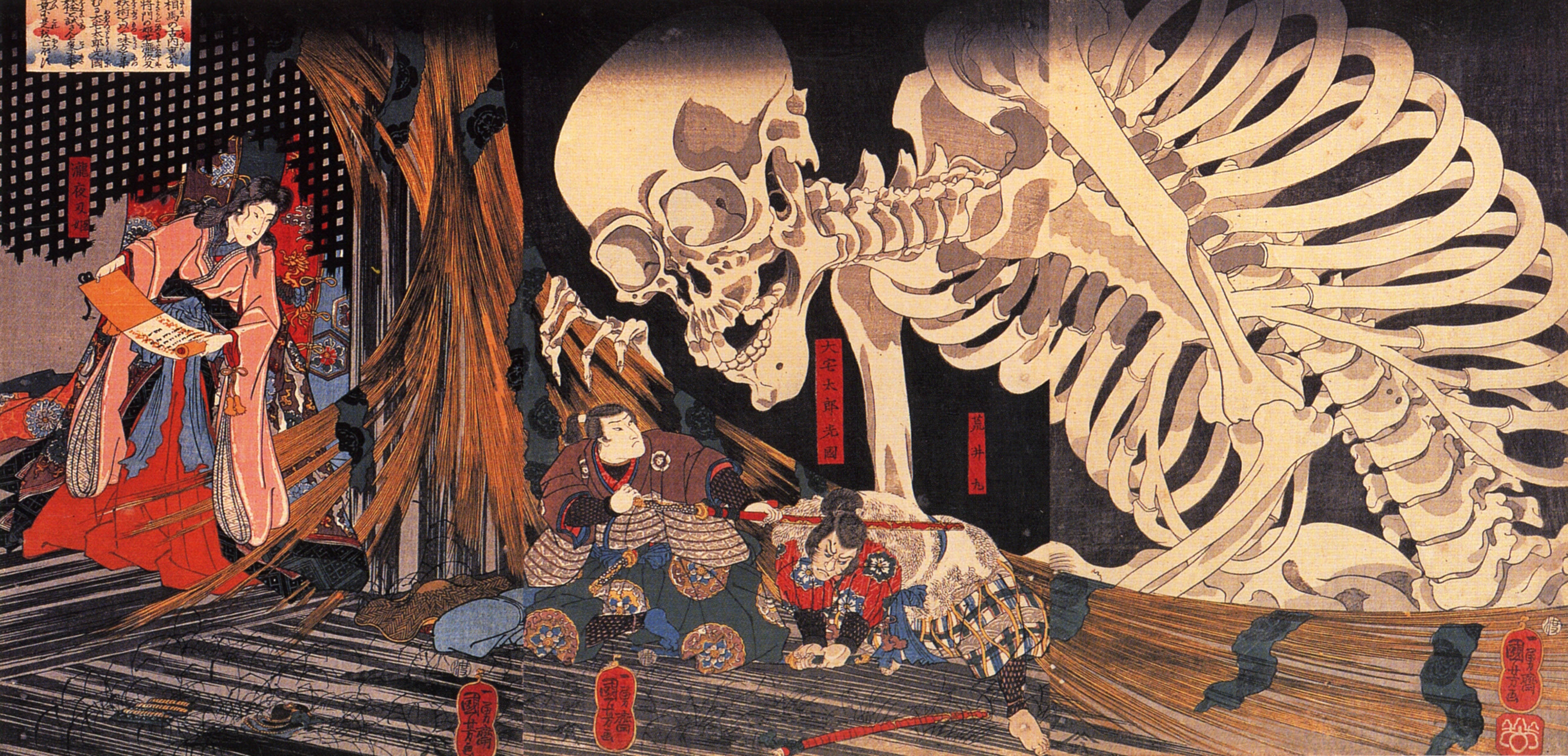
歌川国芳「相馬の古内裏」
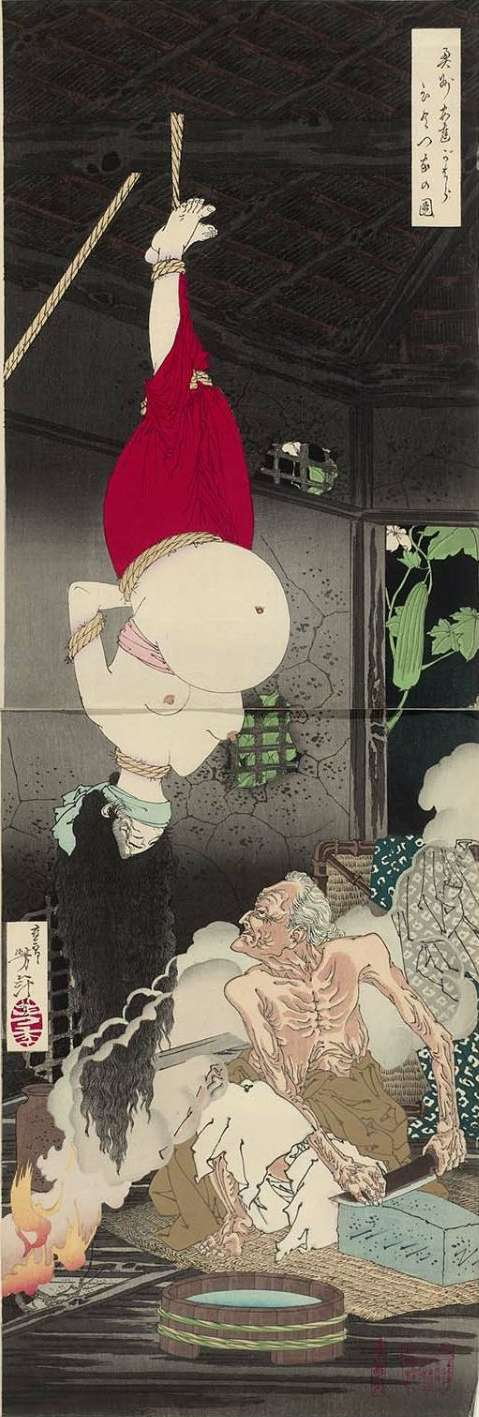
月岡芳年「奥州安達がはらひとつ家の図」
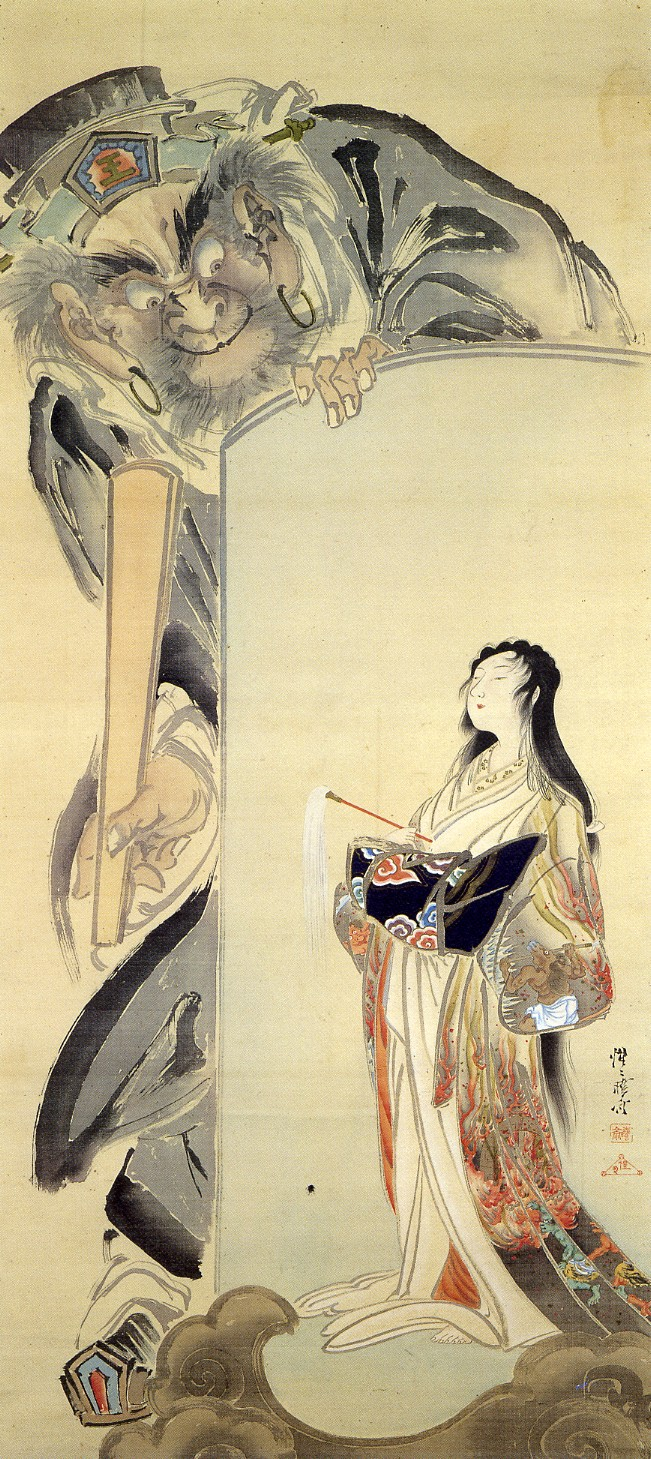
河鍋暁斎「閻魔と地獄太夫」
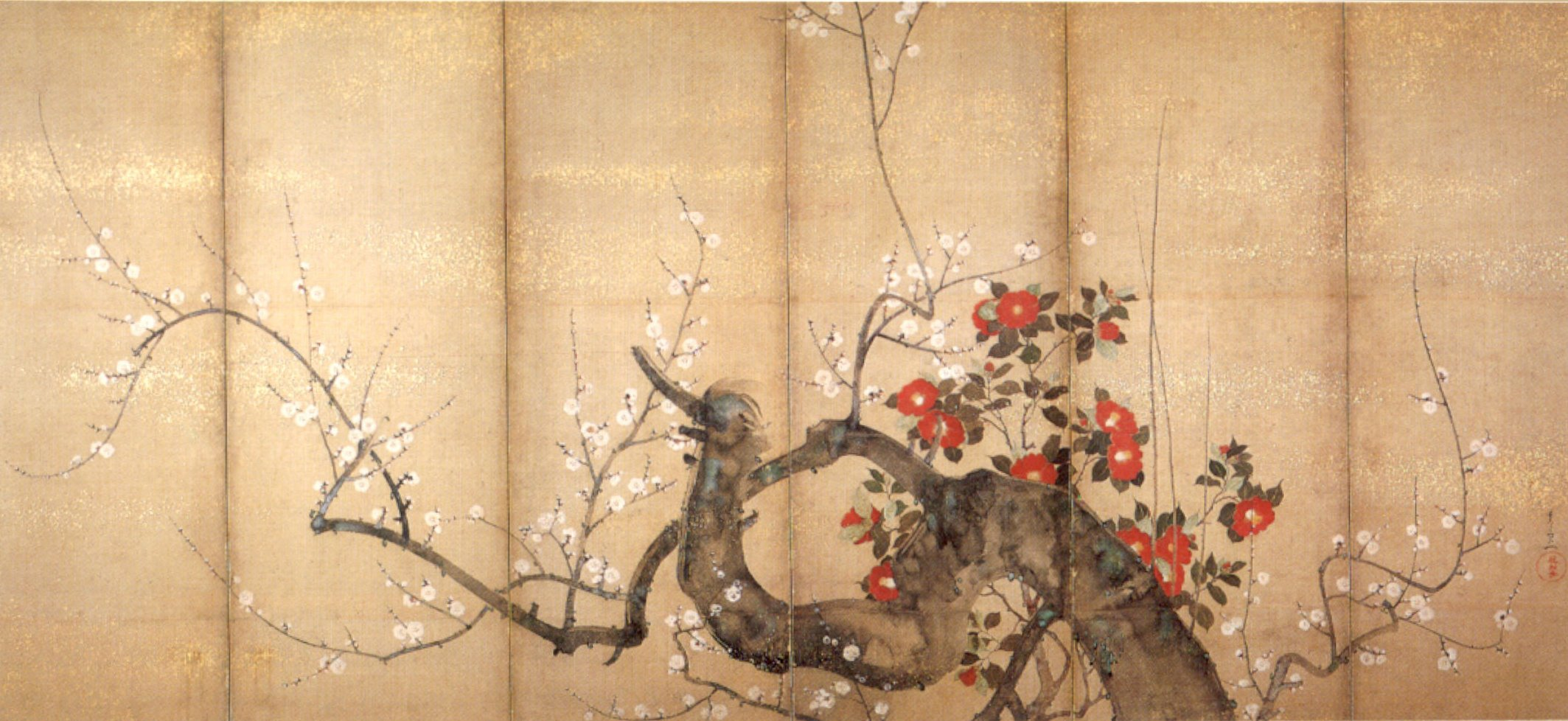
鈴木其一「梅椿図屏風」
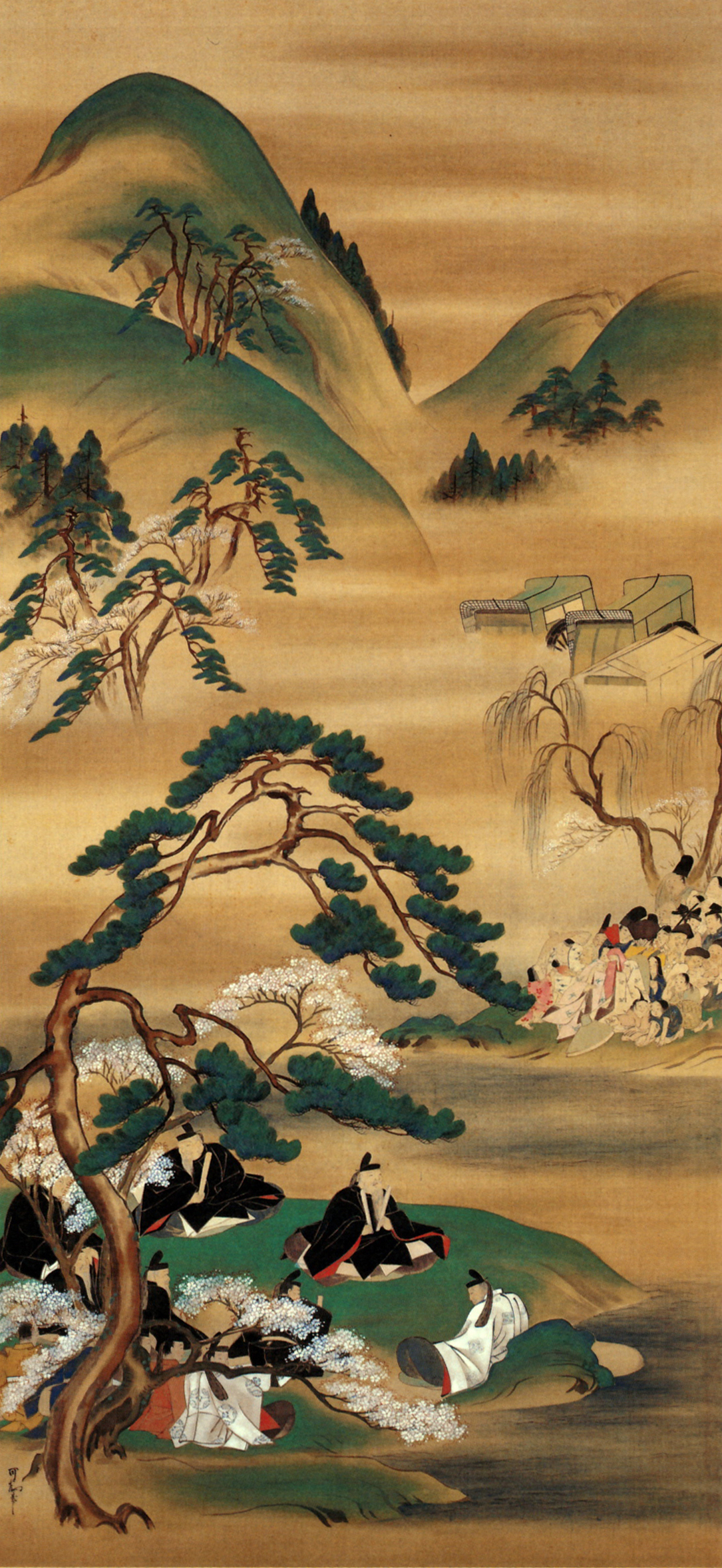
浮田一蕙「白川尚歯会之図」
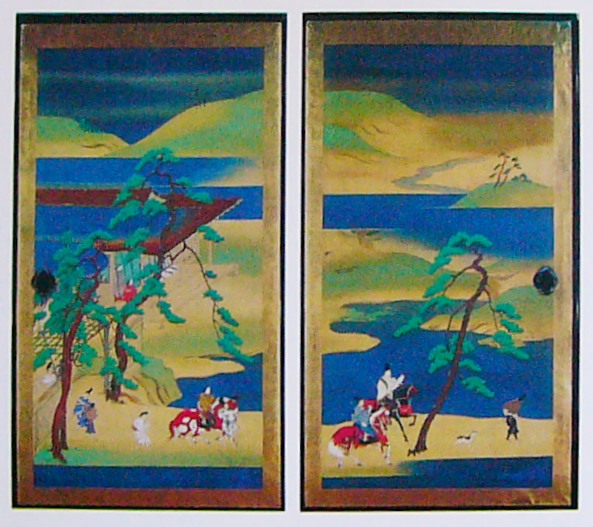
岡田為恭「鷹狩・曲水宴図襖絵」（京都御所、宮内庁）
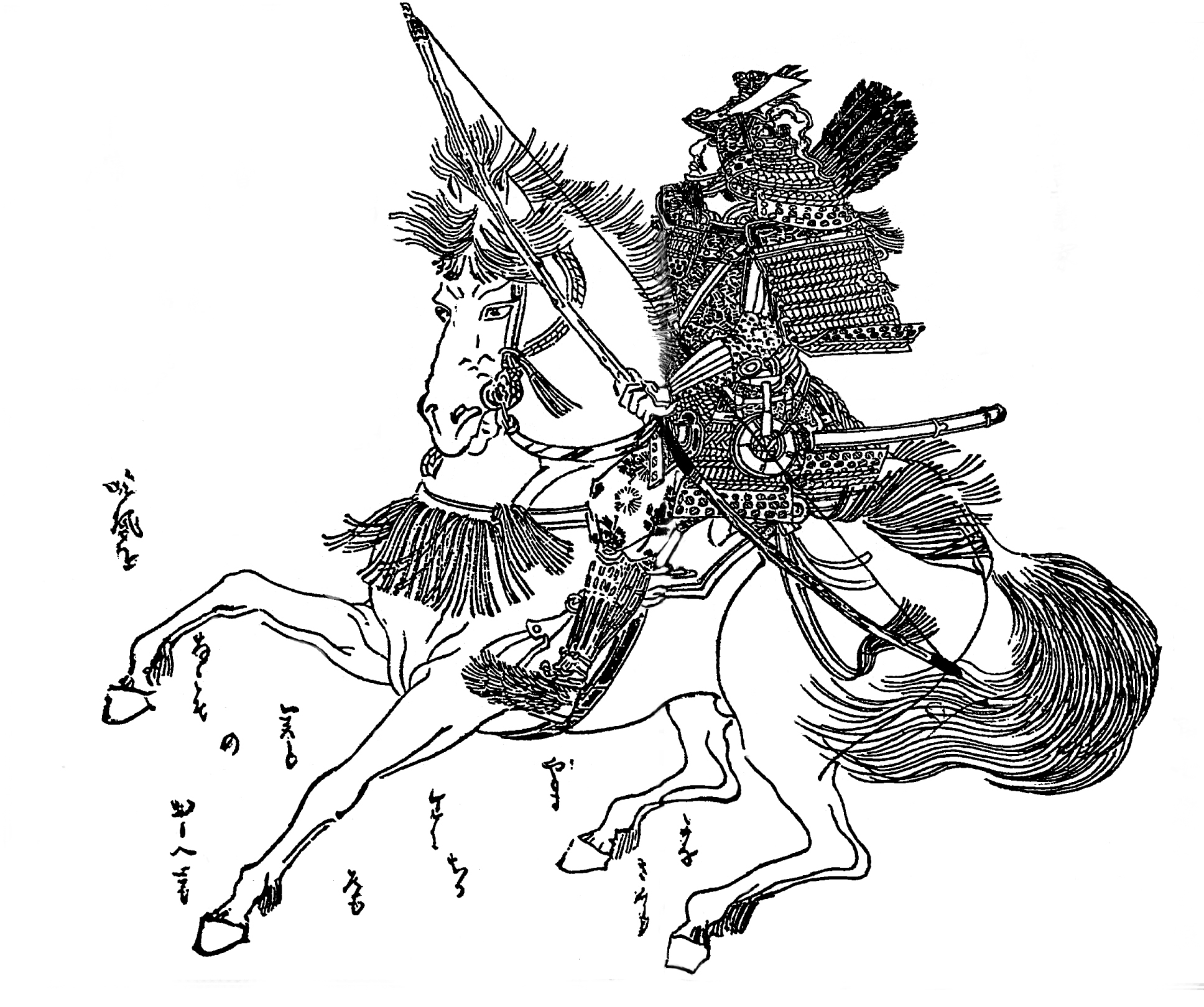
菊池容斎「源義家」
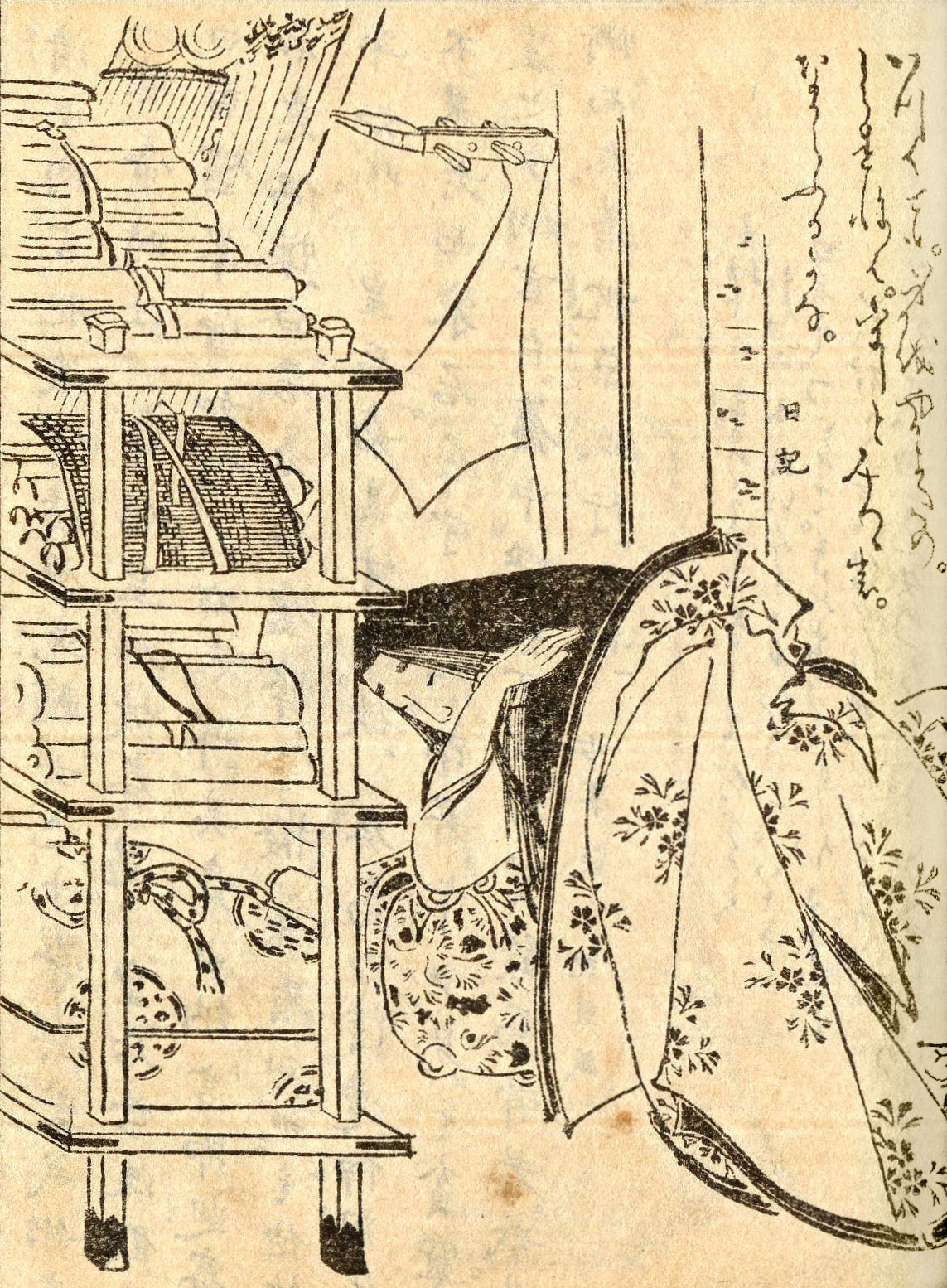
菊池容斎「紫式部」
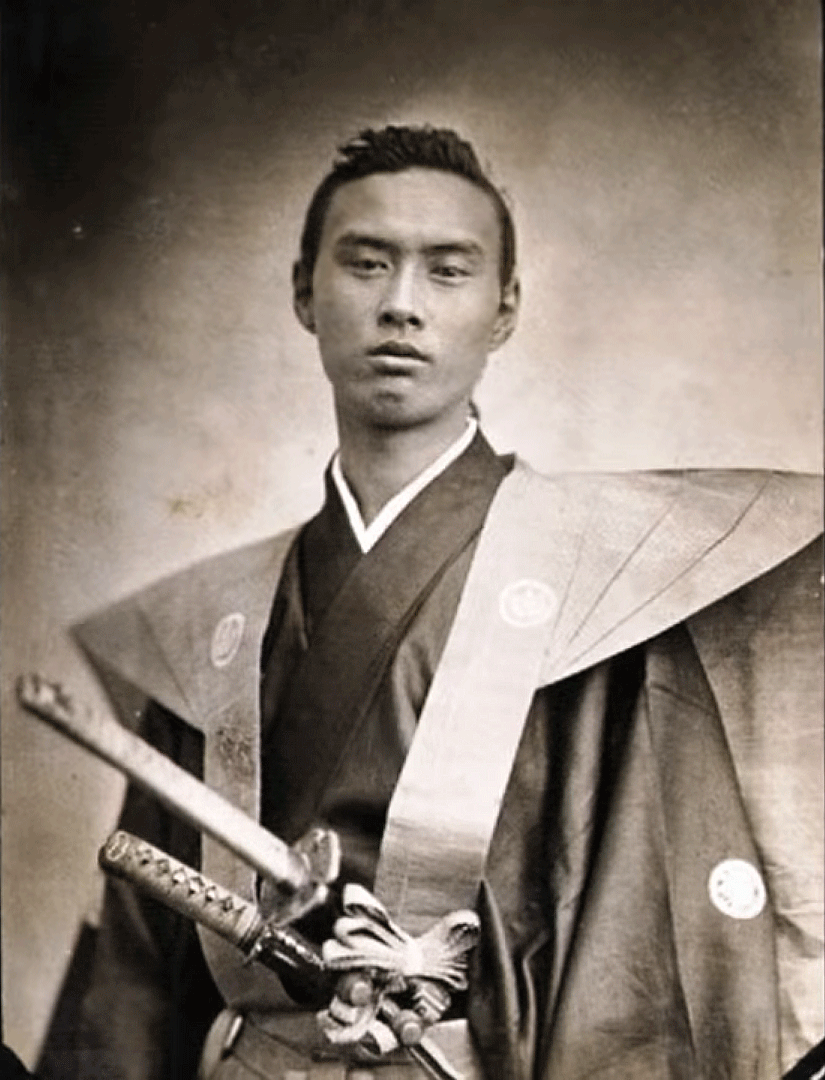
池田長発（1864年）
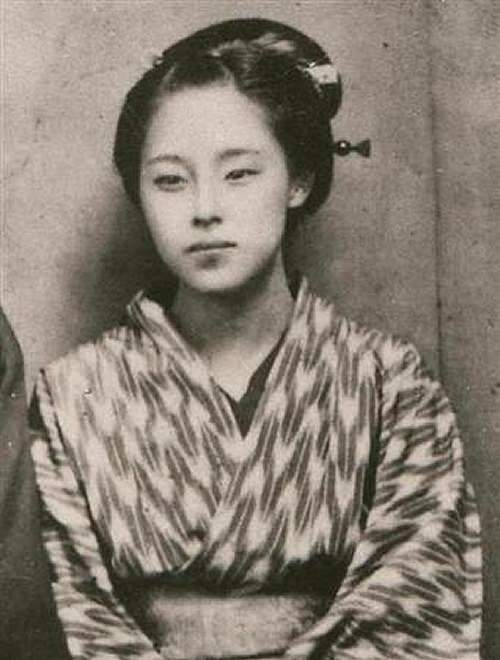
楠本高子（1872年）
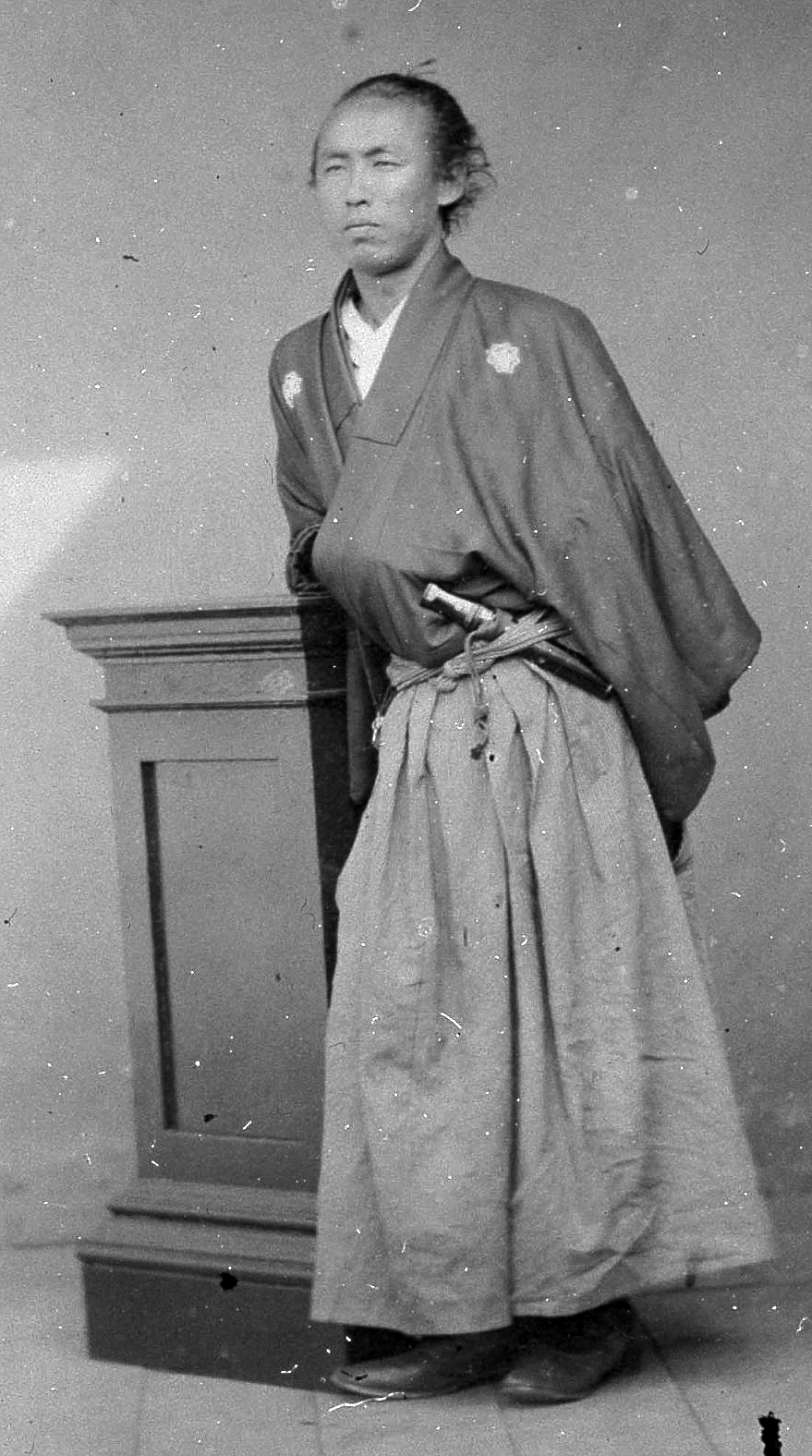
坂本龍馬（1866-67年、上野覚馬写真館[注釈 16]）
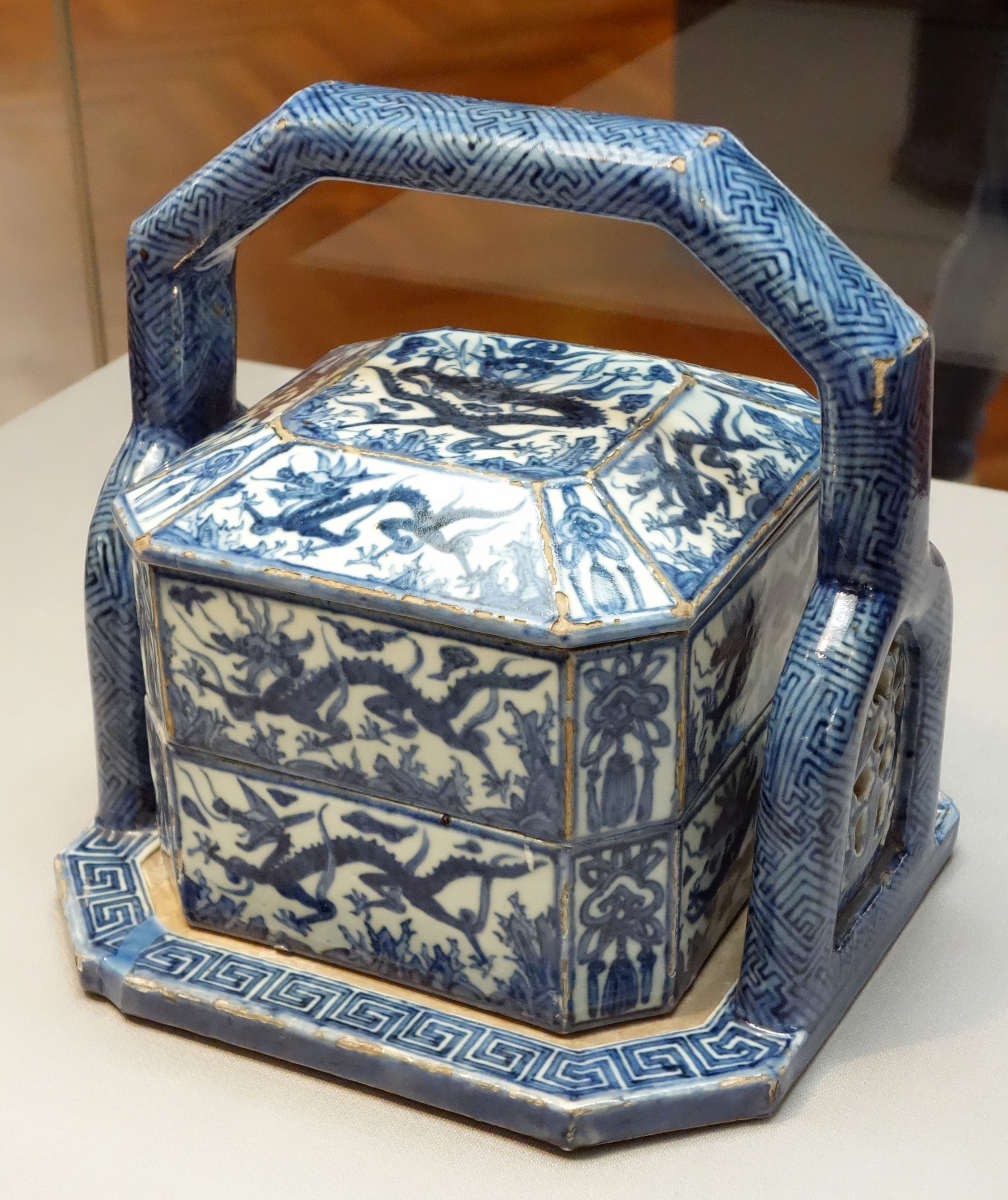
青木木米「染付龍濤図提重」（東京国立博物館、重要文化財）
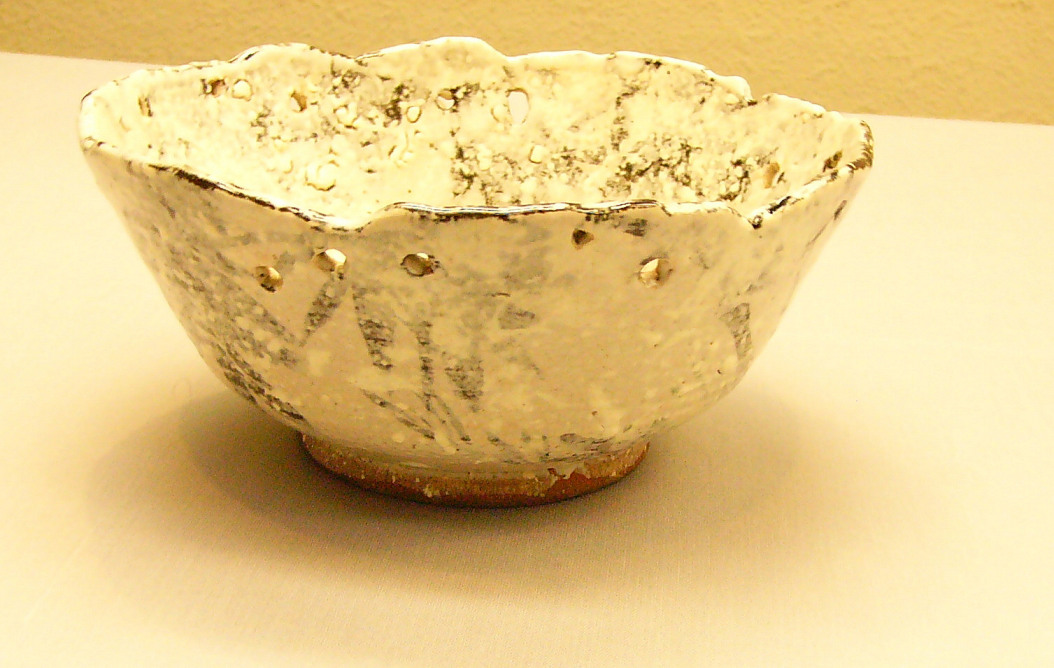
仁阿弥道八「茶碗」（東京国立博物館）
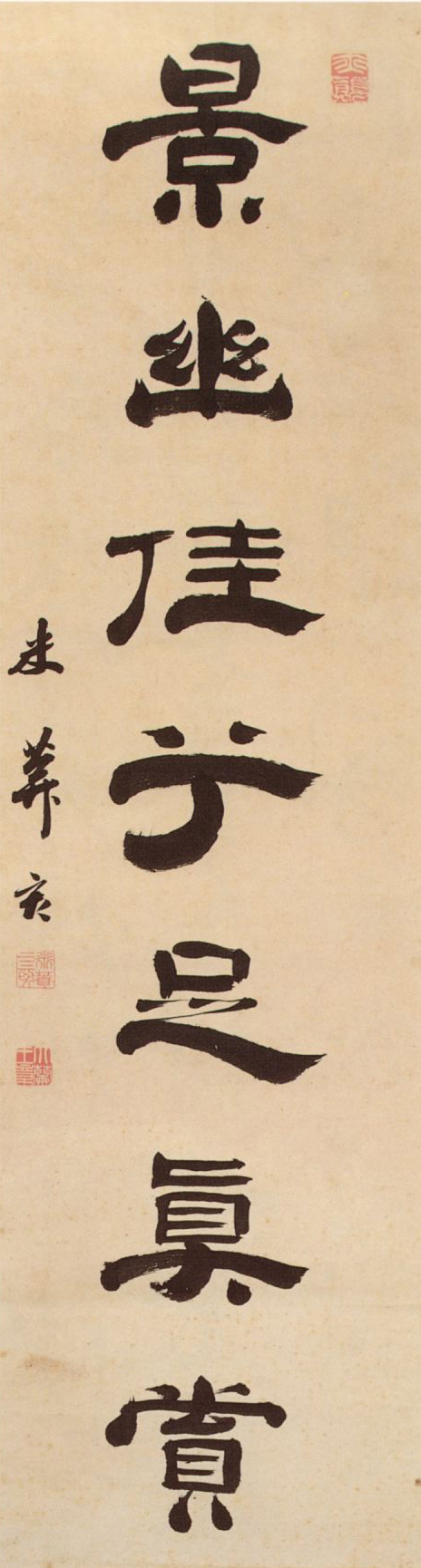
市河米庵：一行隷書「景幽佳兮足真賞」
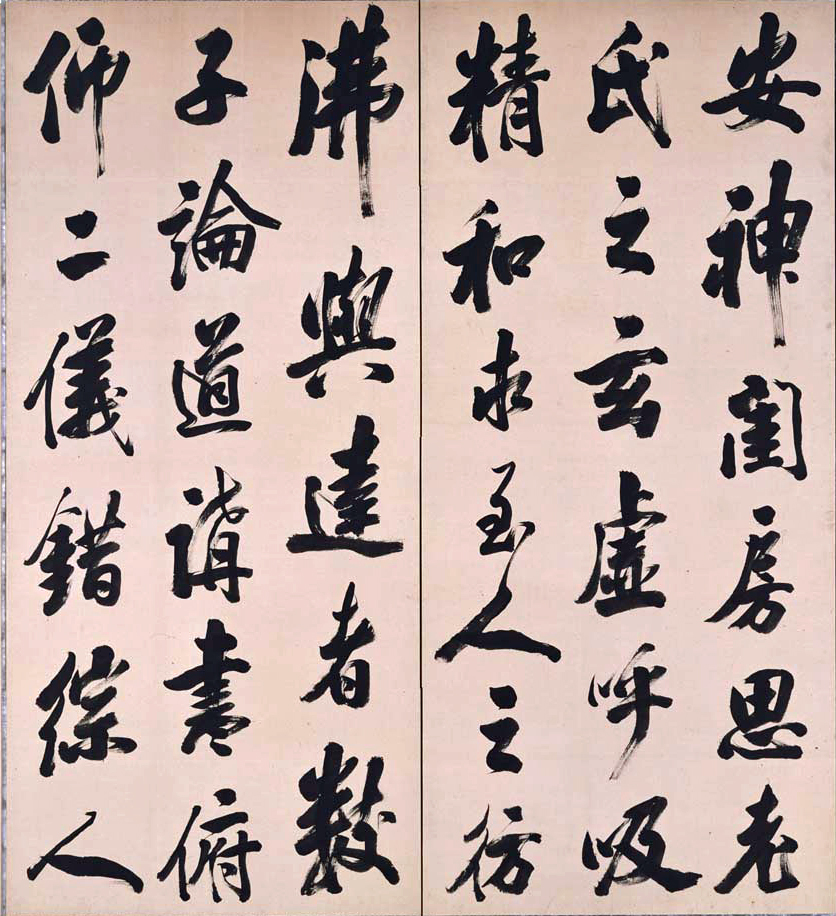
市河米庵「楽志論屏風」
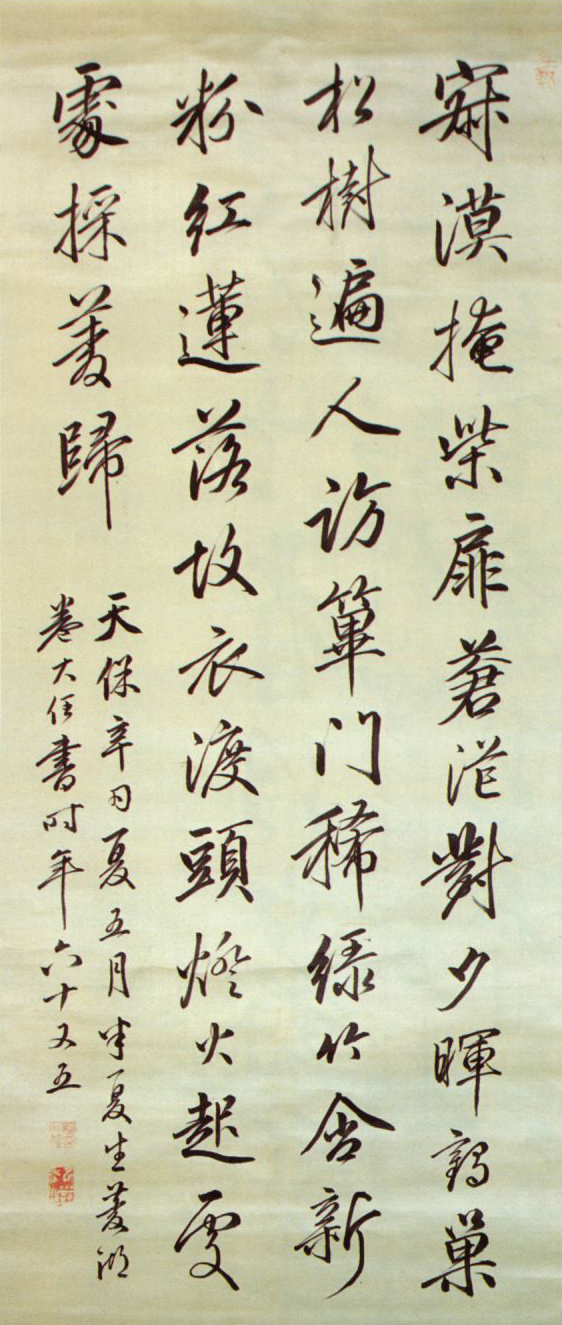
巻菱湖「五仙騎五羊」（五言律詩行書双幅、左）
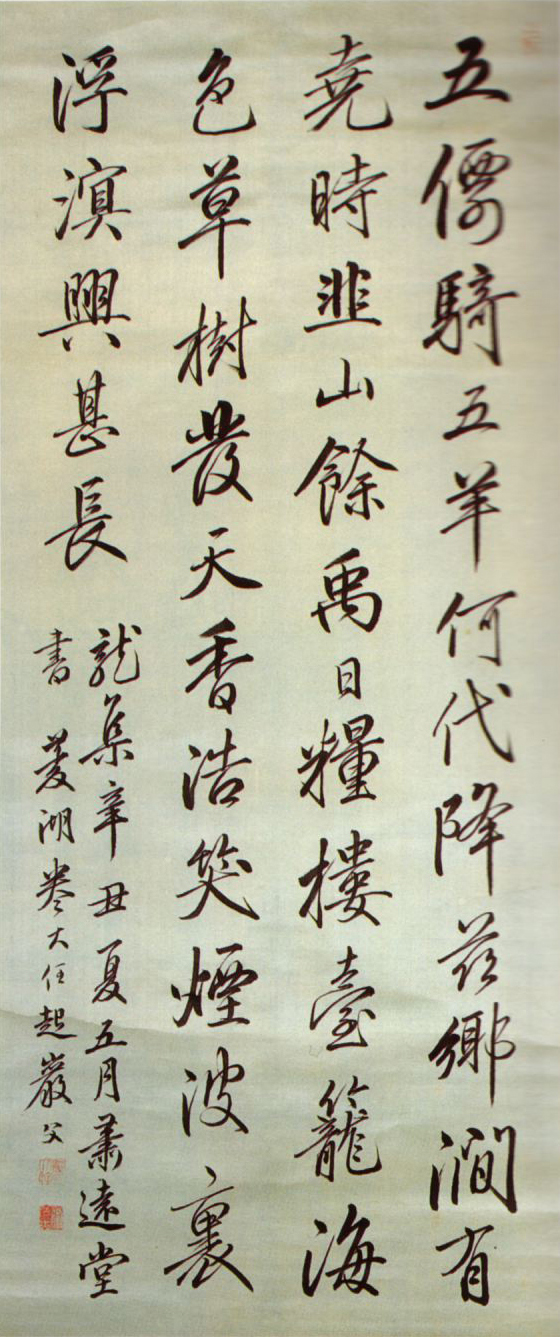
巻菱湖「五仙騎五羊」（五言律詩行書双幅、右）
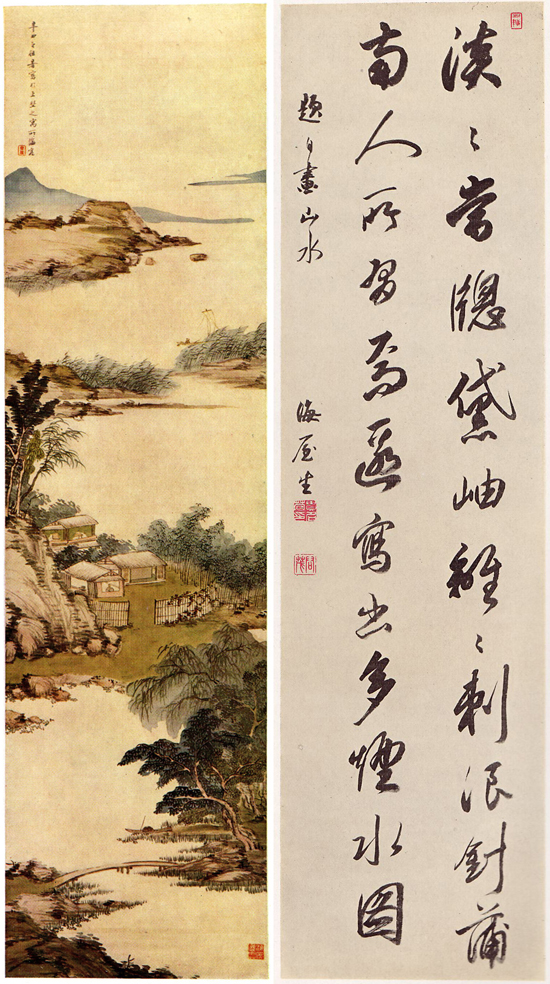
貫名菘翁「山水詩画双幅」

## 学問と思想

### 儒学と国学
儒学と国学は江戸時代における二大学問であり、二大思想であった。儒学のなかでも朱子学はきわめて世俗的な倫理観をもち、上下の身分秩序を重んじて礼節を尊び、封建制に適した教義を備えていたため幕府に保護され、その主知主義的な側面は本草学など諸学問の発展をもたらした。一方で朱子学は、徳川公儀体制の危機を強く意識し、世を治め人民を救うこと、すなわち経世済民の具体策を講じて為政者の覚醒を促す経世論を生みだした。経世家の唱える政策は政治・経済・農業・国防など多岐にわたったが、そのなかには幕政批判におよんで処罰されたケースもあった。また、知行合一を説く陽明学は、現実を国難であると考えた当時の武士たちに行動主義を訴えたものであり、多数の「幕末の志士」を生みだす母体となった。

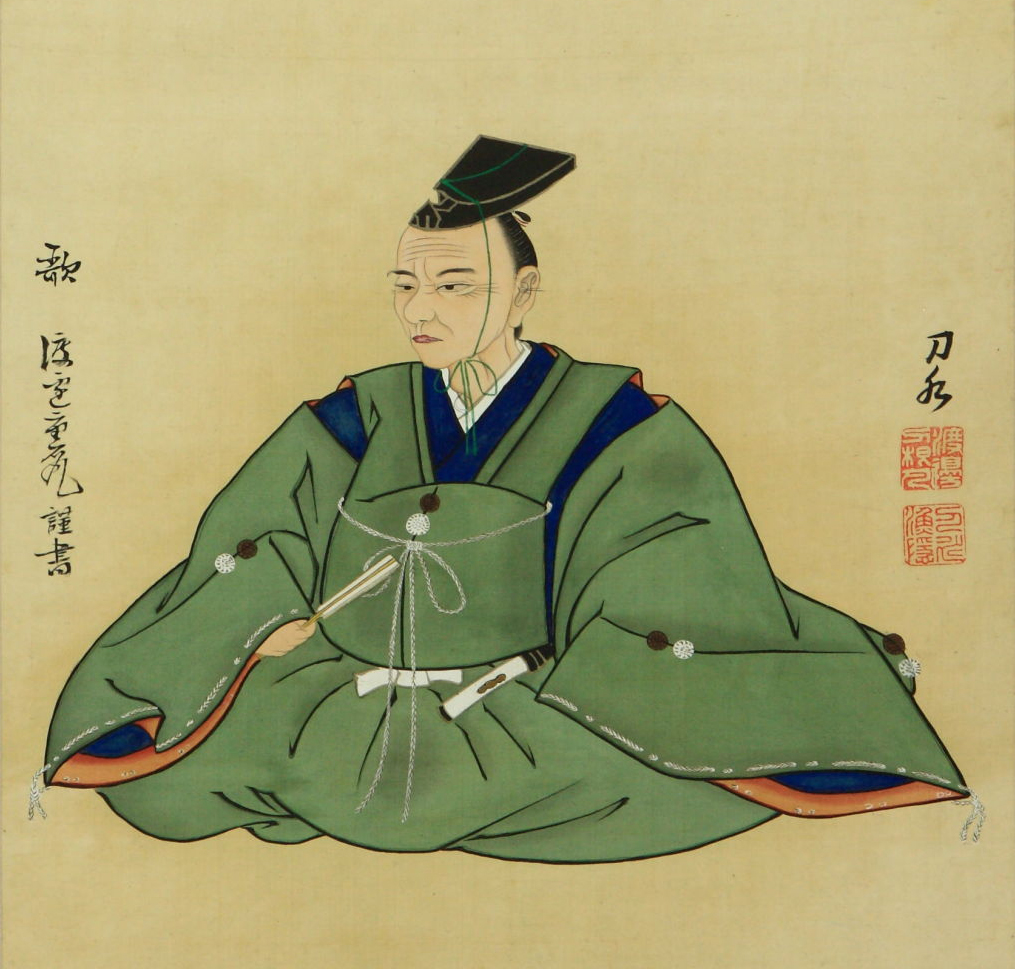
平田篤胤

国学は、元禄文化期の和歌・古典研究に端を発し、日本人の精神世界を日本の古典や古代史のなかに見いだす学問として発展した。シナの中華思想はもとより、仏教・儒教などを外来思想・外来宗教として排除することが説かれ、万世一系の天皇の存在自体を日本の優越性の根拠とする傾向を有し、幕府よりは朝廷が重んじられた。国学は、尊王論や攘夷論を派生させたのである。荷田春満・賀茂真淵・本居宣長・平田篤胤を「国学四大人」と称するが、なかでも平田篤胤は儒教や仏教と習合した神道を批判し、天皇がおこなう政治の道の発揚を唱えた。篤胤は儒教・仏教・蘭学・キリスト教まで援用して平田国学を確立し、そのなかで外来思想に影響されない日本古来の純粋な信仰、すなわち古道を尊重する復古神道を大成させた。篤胤によって国学は復古主義的・国粋主義の立場を強め、民間から生まれた「草莽の国学」として幕末の尊王攘夷運動・倒幕運動に大きな影響をおよぼした。「草莽」には、島崎藤村の小説『夜明け前』冒頭にみられる売り込み商などのような人びとも含まれていた。吉田松陰もまた一君万民論・草莽崛起論を唱えたが、そこには平田国学の影響がみられる。
幕末期にあって、「草莽」は実に無数にみられた。たとえば、坂下門外の変ののち小河一敏、平野国臣、真木和泉ら在野の志士たちは藩を超えて島津久光の出兵・上京に参加しようと同志を集めたが、これは「草莽」と呼ばれる人びとの広汎なひろがりを前提している。久留米水天宮の祠官で久留米藩士でもあった真木和泉は志士たちの領袖として信望を集めており『経緯愚説』によって尊王攘夷運動の理論的な綱領を示しており、『義拳三策』はまた王政復古のための組織論であった。また、このとき松陰の弟子の久坂玄瑞は、土佐勤王党の武市瑞山にあてて藩や身分を超えた草莽崛起論を唱えているが、「草莽」は、この書簡を届けた坂本龍馬はじめ脱藩した武士、牢人、豪商、豪農など多種多様であり、その背景には広範な地域的ネットワークと旺盛な経済活動の集積があり、結果としてこれらが日本独立の大きな礎になったといえる。

### 後期水戸学
水戸学は過去の日本の歴史を朱子学的な大義名分論から明らかにすることから興ってきた学で、2代藩主徳川光圀を中心に『大日本史』編纂に力を傾注した前期水戸学、9代藩主徳川斉昭によって政治的諸課題の解決にも目を向けた後期水戸学に分けられる。後期水戸学の舞台となったのが斉昭の創立した藩校弘道館であった。水戸学が他藩の武士から注目されるようになったのは天保年間からであり、藤田幽谷、その門人会沢正志斎、幽谷の実子であり門人でもある藤田東湖という系譜をもつ。
後期水戸学は、江戸期における従来の諸思想・諸学問を整理統合したところに大きな特色を有する。朱子学をベースに上下の身分秩序を重んじて礼節を尊ぶ精神を継承し、経世論を取り入れて諸問題を論じ、特に国防論を重視して鎖国論を堅持して攘夷を主張、さらに平田国学を受け入れて東アジア的華夷思想の中心に天皇を据え、尊王論の勃興を促した。

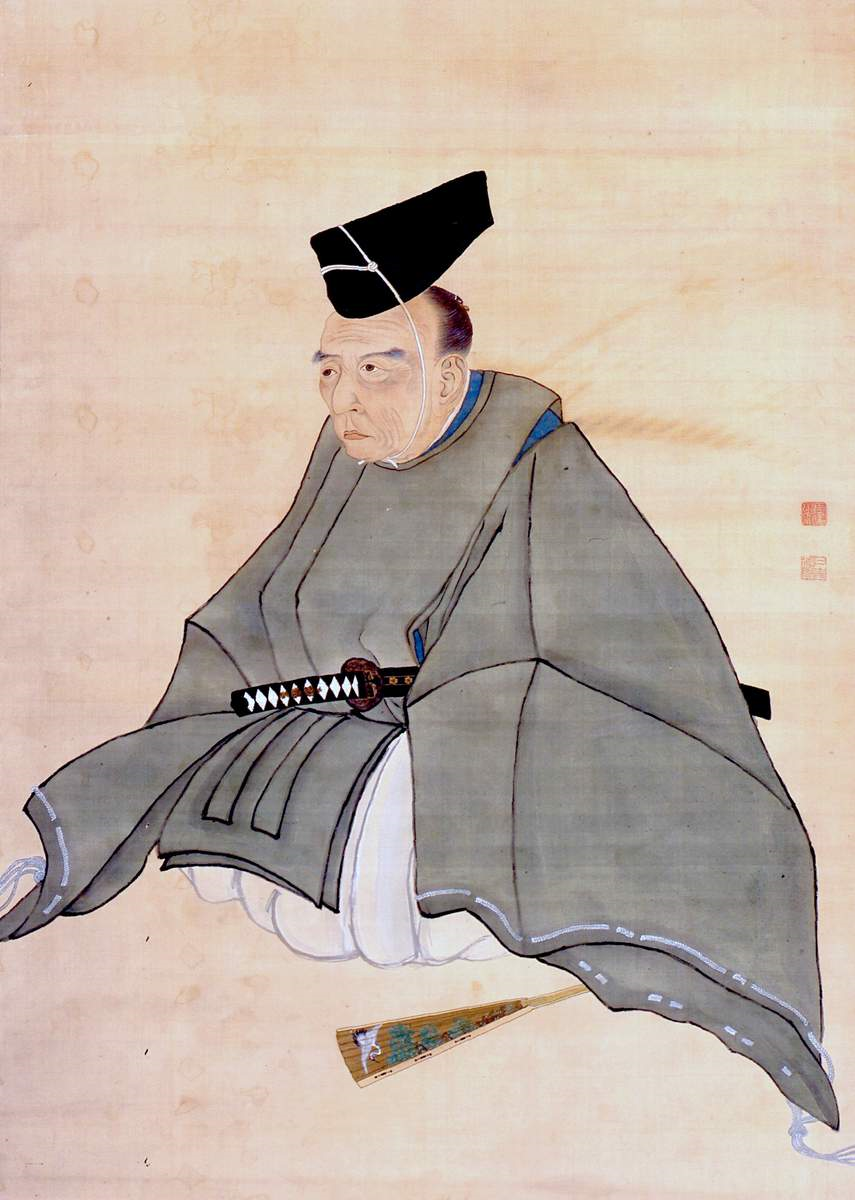
会沢正志斎

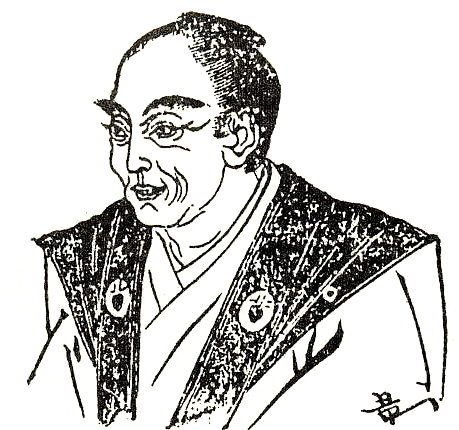
藤田東湖

会沢正志斎は、尊王を唱えて大政委任論を補強した藤田幽谷の思想を受け継ぎ、その内容を包括的・体系的に表現して後期水戸学を広く世に知らしめ、また自らの思想を様々な詩や文章にして社会に喧伝した。正志斎は、文政7年（1824年）の大津浜事件・宝島事件と翌年の無二念打払令発布の事実を踏まえ『新論』を著した。本来は藩主徳川斉昭に献上された著で日本という国家が採るべき戦略論であったが、尊王論・攘夷論を訴えたその内容はきわめて情熱的で、日本中の若年武士に感嘆をもって受け入れられ、深く浸透した。『新論』の述作は文政8年（1825年）のことであるが、江戸玉山堂から整版本で公刊されたのは安政4年（1857年）であり、たちまちにして幕末最大のベストセラーとなった。『新論』には幕政批判が随所にみられる。会沢はいたずらに幕府を批判したのではなく、むしろ幕府を鼓舞し、挙国一致で外圧に対抗することを企図しているが、結果的に幕府廃止論に与することとなったといわれる。一方では、すでに国民的統一を成し遂げた国家としての日本という見地から書かれ、幕藩体制がすでに克服されたという立場から書かれた稀有な書との評価もある。「利を見て義を忘る」「国に廉恥なければ、即ち天下に生気なくして弱形あらわる」など道徳の問題も取り上げられている。
藤田東湖は斉昭の側用人として政治家としても活躍し、水戸学を単なる学問で終わらせずに政治の世界で実践した。「尊王攘夷」の語を初めて用いたのが東湖であり、かれの自叙伝的詩文『回天詩史』は幕末志士たちに大いに朗吟され、深い感銘を与え続けた。『弘道館記』は、東湖の執筆（漢文体）を斉昭が承認し、佐藤一斎・青山延手・会沢正志斎らの意見が加わって修正を施されたものと考えられており、全491字という短い文章であるが、東湖自身の注釈による『弘道館記述義』はそれに比してきわめて長文であり、本文がいかに硬質で密度の高いものであるかを示している。国体の尊厳を発揮するのも「道」に因るとの文言を有し、ここに『教育勅語』の思想の淵源をみようとする見解がある。また、「国体」の語が使用されたのも『弘道館記』が初めてであり、この語は終戦に至るまで戦前の日本で重要視されつづけたのであった。やがて水戸学では、日本に固有な伝統が法制度的・社会的に発現したかたちを「国体」と呼び、その固有性を成立せしめている理念を「道」と呼ぶようになった。ナショナリズムの全国への浸透は正志斎・東湖の後期水戸学によってもたらされたのである。
尊王攘夷運動の中心人物として活躍した東湖であったが、安政地震で轢死したことで水戸学は指導者を失い、幕府の権威が失墜したことで敬幕的志向をも併せ持っていた水戸学は取り残されてしまった。しかし、後期水戸学の有していたナショナリズムは明治時代になっても尊重され、太平洋戦争まで生き続けた。そして、この時代、欧米文明国にあっても国民主義のイデオロギーが国文学史の研究等を通じて、保守主義や文化相対主義とは別のかたちで勃興しており、イデオロギーとしての水戸学は欧米・日本相互の同時代性としても把握でき、その観点から近代的な性質を有することも指摘されている。

### 洋学
洋学者としては、緒方洪庵が天保9年（1838年）に大坂瓦町にひらいた適塾から長与専斎、大鳥圭介、福澤諭吉、佐野常民、橋本左内、大村益次郎らが輩出した。また、フィリップ・フランツ・フォン・シーボルトが文政7年（1824年）に長崎郊外にひらいた鳴滝塾からは伊東玄朴や戸塚静海があらわれ、牛種痘法に成功した。大村益次郎は鳴滝塾の門下ではなかったが、門下の二宮敬作やシーボルトの娘で二宮に養育された楠本イネと親交があった。

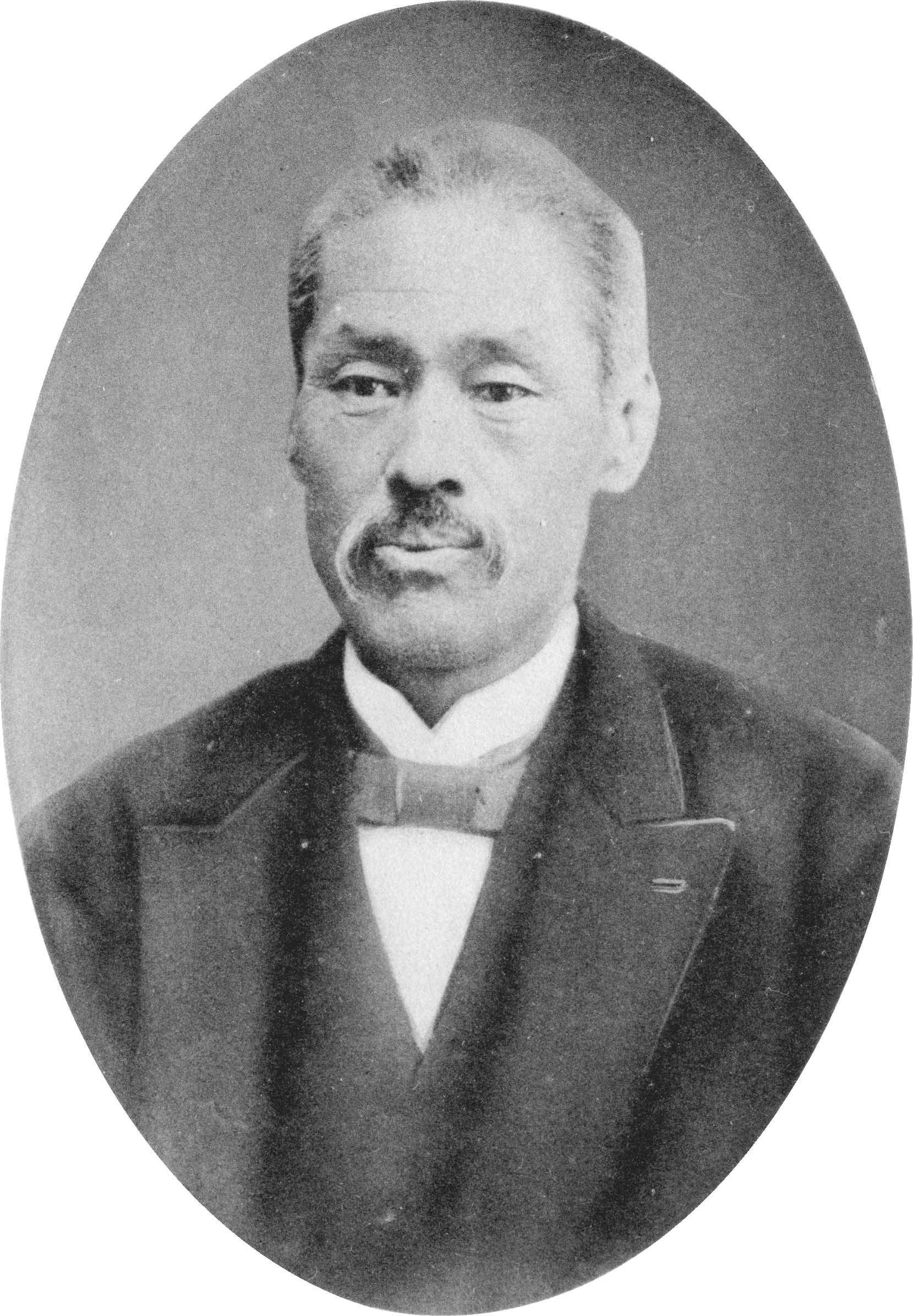
加藤弘之

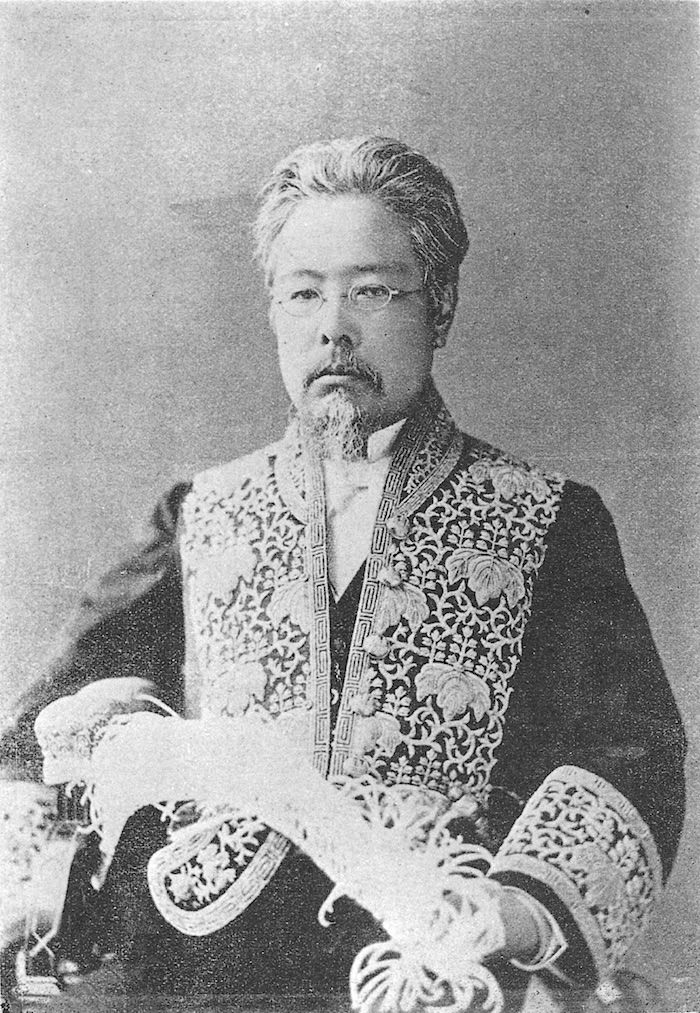
中村正直

洋学は従来蘭学に限られ、その習得も書籍を通した間接的なものであったが、上述したように、外交使節や留学生として直接欧米を見聞した人々によって、また幕府による洋学教育機関の創設によって、その内容も性格も大きく変貌した。
佐久間象山に兵学を学び、幕臣として蕃書調所教官となった加藤弘之は、いち早くドイツ語を学んだ一人であったが、文久元年（1861年）という時期にはやくも『鄰草』（となりぐさ）を著して欧米の立憲思想を紹介している（ただし印刷・公表されたのは明治32年（1889年））。
西洋文化の消化もみられた。上述の西周は、philosophy（ギリシャ語の「知を愛する」が語源）の翻訳語として「希哲学」（現在の「哲学」）を創った。このほか、「藝術（芸術）」「理性」「科學（科学）」「技術」「心理学」「意識」「知識」「概念」「帰納」「演繹」「定義」「命題」「分解」など多くの科学用語・哲学用語は西によって考案された和製漢語であり、現代でも日本のみならず中国などでも使用されている。
幕臣の中村正直は、朱子学・陽明学を学び、若くして母校昌平坂学問所の筆頭教授となった秀才であったが、蘭学もひそかに学び、のちに勝海舟から英英辞典を借りて英語も学んだ。かれは、従来の蘭学者が、医学や軍事など西洋文明における技術分野にもっぱら注目していたのに対し、いちはやく西洋文明の形而上的な側面に関心を寄せ、ロンドンへの第1回留学生派遣の際には志願して取締役の名目で渡英した。かれは願書に「天地人に通ずるを儒と謂ふ」と定義したうえで「天の覆ふところシナ一邦には限り申すまじく」と学問の対象を西洋にも押し広げ、自分は儒者として西洋文明の形而上的側面を探究したいと訴えた。渡英後は、デモクラシーの価値に着目して民選の代議政体こそ産業大国イギリスを支えているものであり、その因って来たる力の源泉は人びとの自助の精神にあると考えた。中村が訳出したサミュエル・スマイルズ原著の『西国立志篇』は別名「自助論」とも呼ばれ、明治を通じて大ベストセラーになったのみならず、日本の修身・国語の教科書、発明発見物語などの少年少女向けの読み物、さらには幸田露伴など明治文学にも大きな影響をあたえた。
福澤諭吉もまた、『西洋事情』や『西洋旅案内』で一般に国際情報を伝えると同時に、独立自尊の精神を唱えた。明治初年の出版された『学問のすゝめ』の冒頭「天は人の上に人を造らず、人の下に人を造らずと云へり」は天賦人権・封建制批判の主張であると同時に学問に励み独立自尊の精神を身につけているかどうかで人の上下が決まるという考え方を述べたものであった。
加藤弘之・中村正直・福澤諭吉らは、のちに明六社を結成し、演説会や討論会の実施、雑誌の発行など活発に活動して明治初期の日本社会に大きな影響をあたえた。

### 幕末の思想家

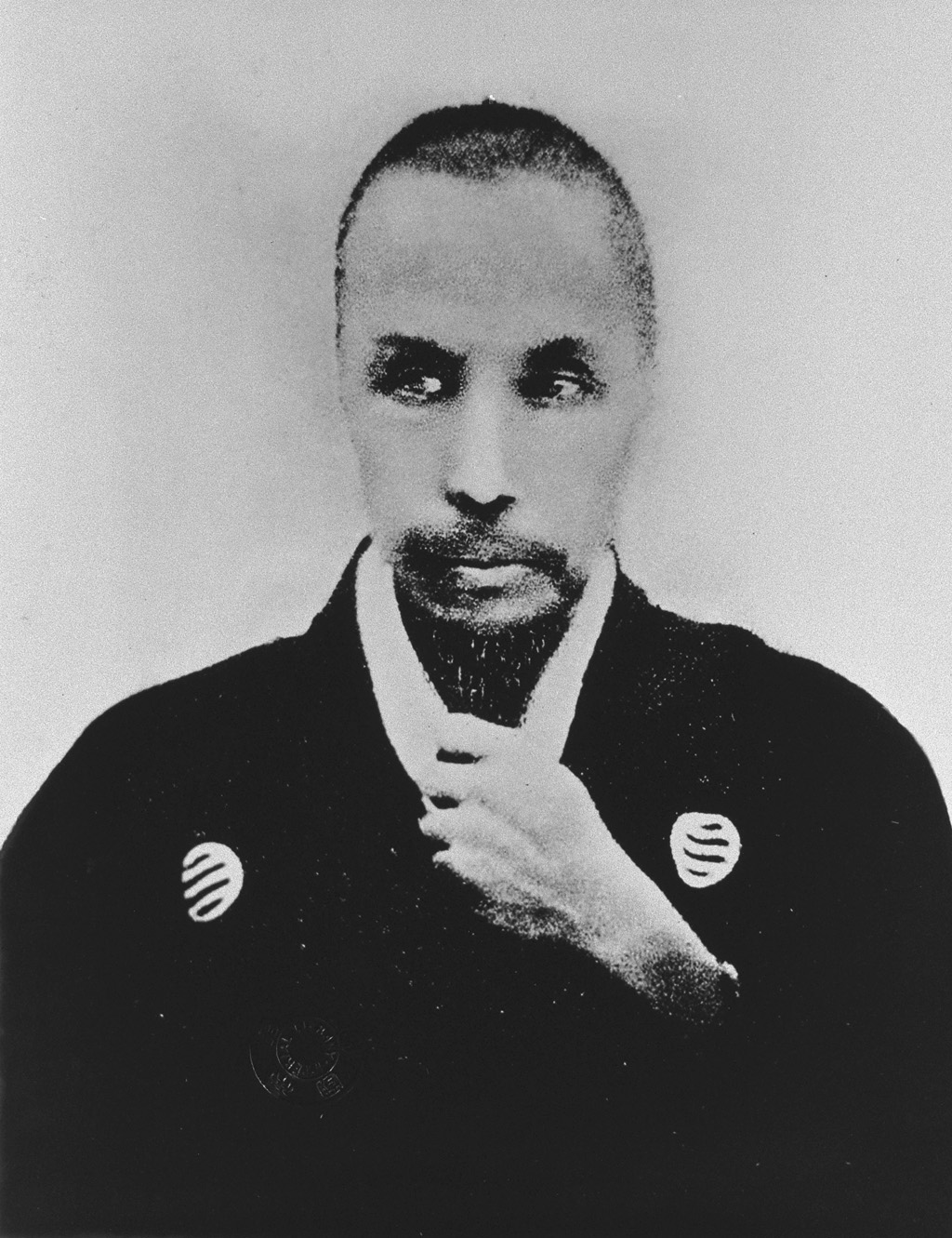
佐久間象山

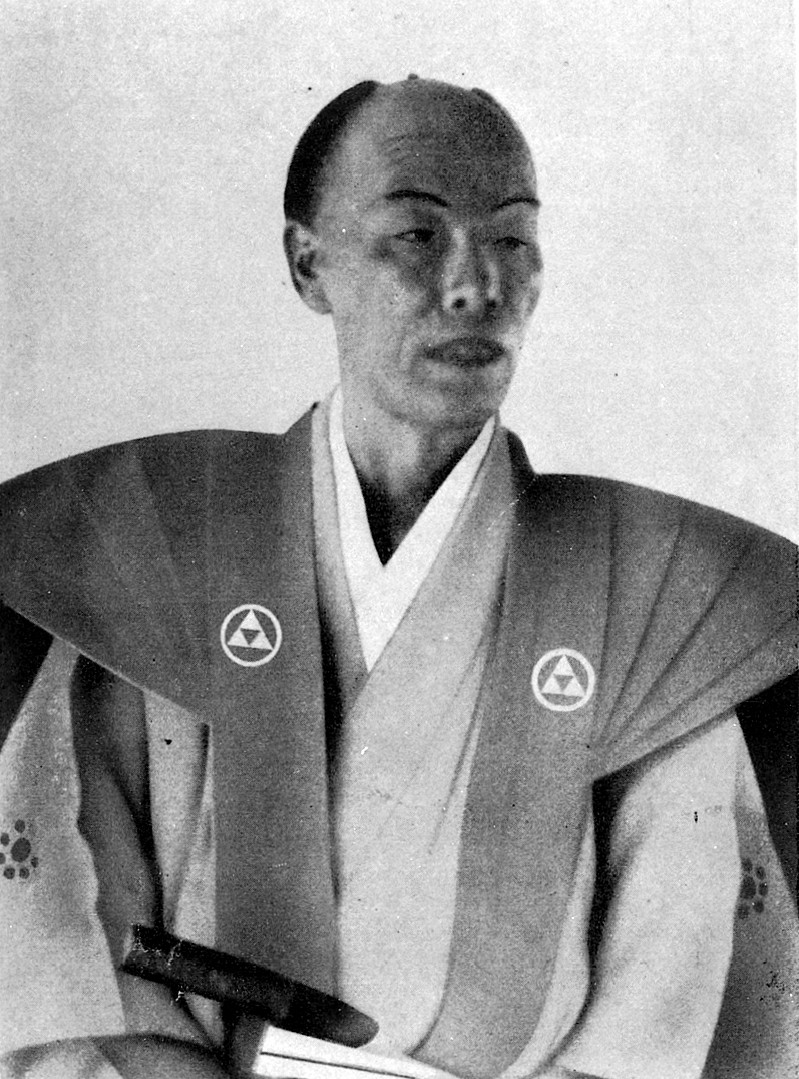
横井小楠

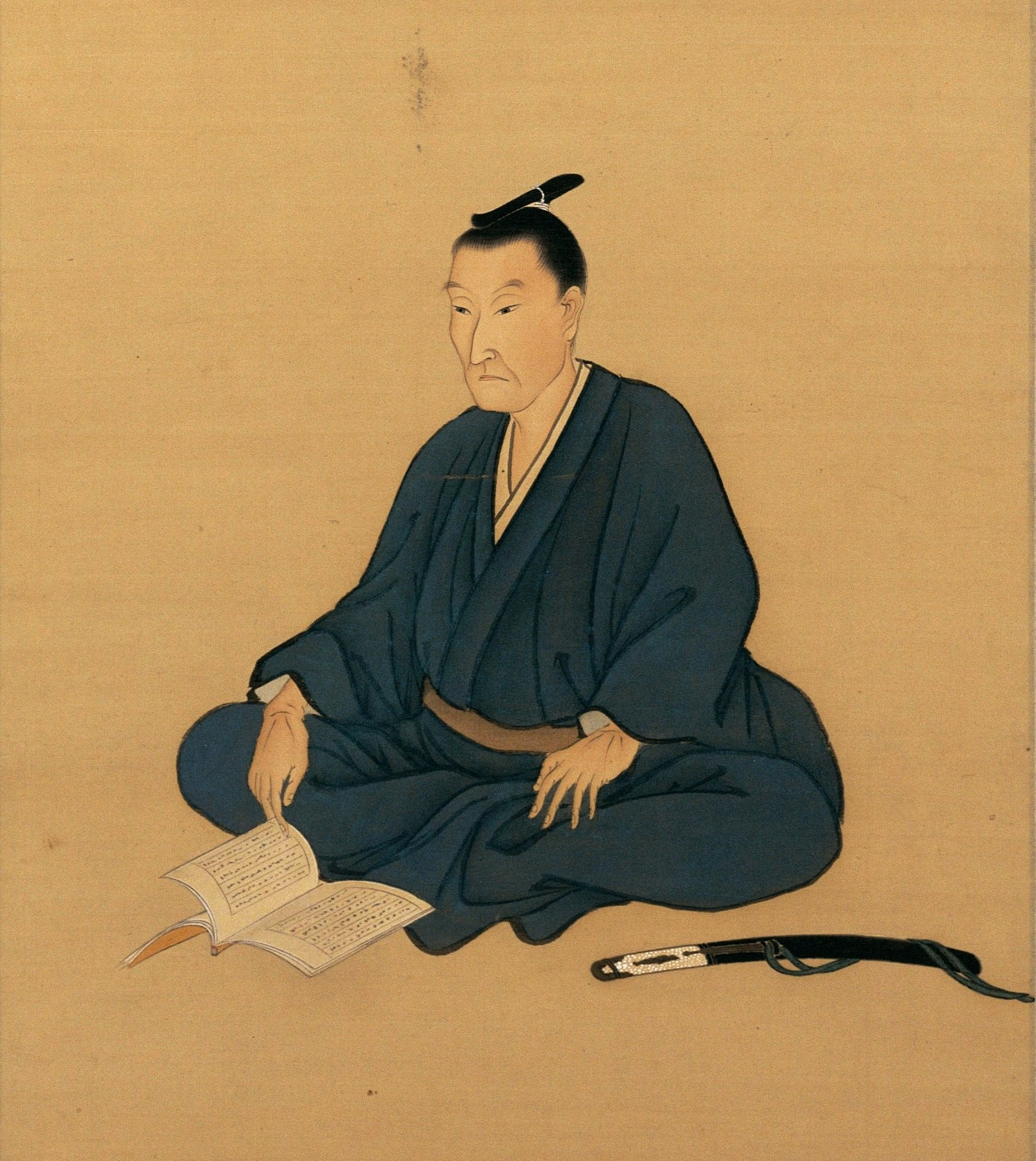
吉田松陰

幕末の思想家として注目されるのが、佐久間象山・横井小楠・橋本左内・吉田松陰の4人である。その影響はかれらの生きた時代のみならず、後世におよんだ。
信濃国松代藩出身の佐久間象山は江戸で兵学塾をひらき、砲術や兵学を吉田松陰・勝海舟・加藤弘之らに教え、また、坂本龍馬・西村茂樹らにも影響をあたえた。象山は「東洋の道徳、西洋の芸術（技術）」と説いて開国論と公武合体論を唱えた。日本人自身が砲も艦もつくるべきであると考えたのが政治家では島津斉彬であり、思想家では象山であった。象山は、朱子学の「窮理」のうちのひとつとして西洋の学問を位置づけ、朱子学の理の観念と自然科学における法則とを同一化し、『孫子』と『司馬法』によって西洋の軍事技術を学ぶことを唱えた。主著は『省諐録』である。象山の開国論は、きわめて現実的な国際感覚にもとづく大攘夷論（未来攘夷論）ともいえるが、将来的な攘夷の実行に対しても懐疑的であった。日本の国力が西洋列強のそれにはるかに及ばないことを熟知しており、仮に近づいても追い越すことがいかに至難であるかについて冷徹に分析していたのである。元治元年（1864年）、幕府命令で京都へ赴き、公卿に対し開国と公武合体を説いていたが、攘夷派によって暗殺された。
横井小楠は、肥後国熊本藩出身で、江戸では幕臣川路聖謨や水戸藩士藤田東湖らと親交を結び、そののち松平慶永に招かれて福井藩の富国強兵策を推進し、藩の政治方針として『国是三論』を著して藩政改革を指導した。当初は鎖国政策を高く評価していたエンゲルベルト・ケンペルの『鎖国論』を読んで鎖国主義を奉じていたが、魏源『海国図志』によって開国論に転じ、政治的には公武合体論を展開した。全国規模の近代海軍を作り、その過程で身分制度を否定して能力主義にもとづく政治制度を採用すべきことを訴え、『海国図志』「アメリカ篇」からは共和制の考えを学んで、そのなかの「公共の政」の理念に共感、アメリカ合衆国初代大統領のジョージ・ワシントンを「堯舜の治」を体現する人物ととらえた。彼は、「公共の道」を以て国を開き、交易する以外に日本の現状を打破することはできず、また、交易の相互依存体系を世界経済のなかに実現することで「四海兄弟」の理想が実現できるとした。小楠は明治2年（1869年）、彼が開国を進めて日本をキリスト教化しようとしていると誤解した人びとに襲撃され、暗殺された。
福井藩の橋本左内は、幕藩体制は維持した上で西欧の先進技術の導入を構想した。象山とは異なり、最初から貿易・生産の問題に深い関心を寄せ、藩政府が藩内の産業育成をはかるべきとし、商業道徳の向上を説いた点で、のちの渋沢栄一・福澤諭吉らの「士魂商才」の先駆をなした。交易論のなかで左内は「品物之交易のみならず智恵之交易肝要」と述べており、有能な人材の育成・登用を主張、英米の選挙制度を実施する一方で外交面ではロシアとの軍事的提携を提唱した。左内は、安政の大獄により江戸伝馬町牢屋敷に収監され、安政6年（1859年）頼三樹三郎・飯泉喜内らとともに26歳の若さで斬刑に処せられた。
長州藩士であった吉田松陰は、思想家というよりも行動の人であったが、松下村塾において幕末から明治維新にかけて活躍した数多くの門人を育てた教育者でもあった。その門人に高杉晋作、久坂玄瑞、吉田稔麿、伊藤博文、山縣有朋、品川弥二郎、前原一誠、入江九一、山田顕義らがいる。松陰はまた必ずしも確固たる思想体系を持ち合わせておらず、どちらかといえば相手の意見に感化されやすく、その意味では柔軟な思考の持ち主であった。松陰の行動の原動力は尊王攘夷論であり、平田国学・後期水戸学の影響を受けた松陰は、日本史を学ぶなかで日本独自の国のあり方を意識するようになった。きわめて強い皇国思想と、それを裏打ちする陽明学に根ざした行動主義、直情的な信義が松陰を貫いていた。松陰の夷狄に対する敵愾心は相当に強く、攘夷主義という点では疑問の余地がなかったが、日本人の海外渡航や西洋文物の摂取に関しては師の佐久間象山の見解に賛同し、将来の攘夷のための開国・交易論（未来攘夷、大攘夷）と孝明天皇の意志にもとづく行動的攘夷論（即時攘夷、小攘夷）を行き来した。そしてまた、松陰の尊王攘夷論は、当初必ずしも幕藩体制を否定したものではなかったが、幕府外交のあり方に失望し、やがて一君万民論を展開し、幕府を倒して万民が直接天皇に忠誠を尽くすために立ち上げれという「草莽崛起」を主張して明治維新の原動力となった。松陰は、自身の行動指針として「誠」「至誠」を掲げており、彼もまた安政の大獄において斬刑に処せられた。なお、松陰は幽囚中に大量の書籍を読破し、その抄録を作成したことはよく知られている。

## 宗教の動向
この時代は、以下に述べるように今日教派神道と呼ばれる諸派を生んだが、仏教においては安政4年（1857年）、長松日扇が本門法華宗の内部に本門佛立講を開いた。これは、今日の本門佛立宗の前身にあたる。

### 教派神道と復古神道
この時期、備前国の神主黒住宗忠が文化11年（1814年）にひらいた黒住教が幕末期から明治初年にかけて大幅に教勢を伸ばした。

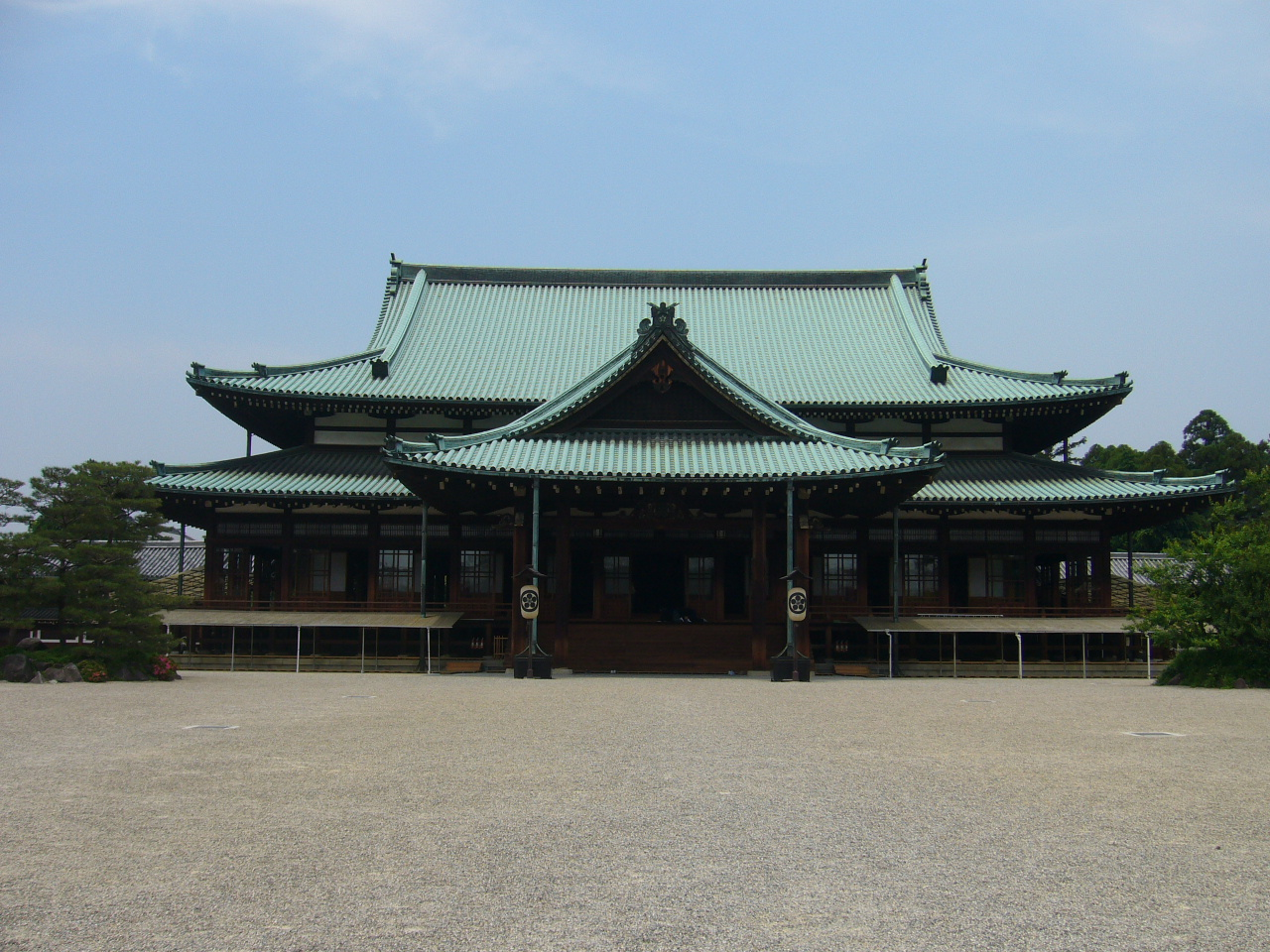
天理教教祖殿

大和国山辺郡の地主の妻中山みきは天理教を開教した。彼女は病身の長男の治病のために修験者の加持台をつとめているうちに神がかりを経験し、嘉永6年（1853年）前後にはそのシャーマン的呪術は病気治しの神、出産の神として周囲から信仰されるようになっていた。みきの神がかりには、天保の大飢饉や大塩平八郎の乱など激動する社会情勢とともに、文政の御蔭参りなどにみられるような社会不安からくる信心の高揚があった。夫の死去や家の破産が続き、経済的困窮のなかで彼女はしだいに「てんりおうのみこと」を唯一神とする教説をかため、中山家の屋敷地こそ天地創造の地で、来たるべき世の聖地「お地場」であるとし、親神を信じて「陽気ぐらし」につとめれば民衆は救われ、「世なおり」で「このよのごくらく」の世界が到来すると説いた。彼女は、自身を含む貧しき民衆を「谷底」とよび、権力者や有力者を「高山」とよんで反感をかくさず、唯一神のまえの万人平等を説いた。天理教の信者たちが講社のかたちをとりはじめたのは元治元年（1864年）からであり、慶応年間には西日本の広い範囲に広がり、教義歌としての「みかぐらうた」がつくられたのが慶応3年（1867年）、「おふでさき」も明治2年から書かれた。
金光教は、安政6年（1859年）に備中国の貧農であった川手文治郎が神がかりして始まった信仰である。彼もまた、3人の子や飼牛を失い、みずからも重病に冒されたが修験者に脅されながら信心深い生活を送ってきた人物である。従来「艮（うしとら）の金神」と称され、祟り神とされてきた金神を、文治郎もまた周囲同様におそれ、勤労にはげんでいたが、ある日、おそるべき金神から文治郎を氏子として信頼する、そして、ひたすら帰依すれば医者も修験の徒も要らぬというお告げを受けたのである。文治郎はそれ以来新しい宗教を創始して、日本の総氏神として慈悲深い天地金乃神として尊信すべきこと、天地金乃神と信者の関係は親子のようなもので、真心を持って接すれば人はみな神徳を受け、平和な生活を送ることができると説き、人間の平等感・連帯感を強調した。そして、従来の俗信がいかに虐げられてきた人びとの心をとらえてきたかを訴え、民衆救済を高らかに掲げたのである。
これらの宗教は平等主義的傾向を有するとともに現世的な性格をもち、幕末の変動期にあって、不安な民衆の心をとらえて急速に発展し、のちに登場する丸山教や大本教も含めて教派神道と呼ばれた。
これに対し、平田国学のなかから生まれた復古神道（詳細上述）は神秘的な要素をもち、神仏習合を排したところから明治初年の神仏分離令、さらに廃仏毀釈の運動につながった。

### ええじゃないか

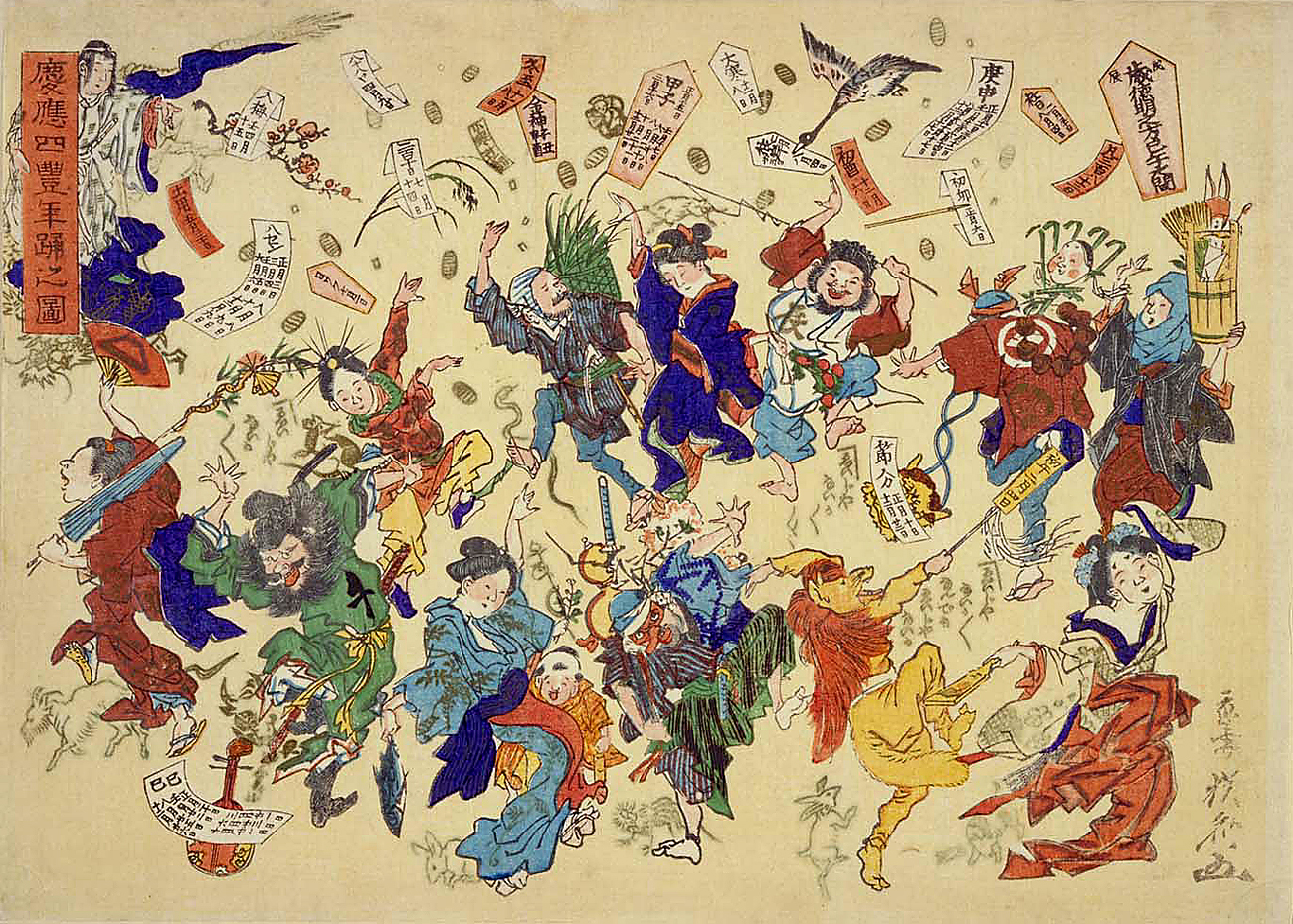
「ええじゃないか」騒動に興じる人々

慶応3年（1867年）秋から冬にかけて、お札降り（神符の降下）の噂などをきっかけに東海・近畿地方でおこった民衆乱舞が「ええじゃないか」である。これは東海道吉田宿（愛知県豊橋市）から始まったとされ、東は関東地方南部、西は中国・四国地方にまで広がった。
神札降下を瑞祥として狂喜し、酒類をふるまう家などもあり、掛け合う言葉は多くの場合即興で、ときには卑猥な囃子ことばなども入ったといわれる。
江戸時代に何度か流行したお陰参りの変形と考えられており、社会の混迷を示す現象であるといえるが、いっぽうでこの現象は討幕運動の本格化と時期を同じくしている。

### 浦上信徒の発見
元治2年（1865年）、肥前浦上（長崎市）の住民十数名が大浦天主堂を訪れ、そのうち初老の女性がひとり、祭壇の前で祈っていたパリ外国宣教会の神父ベルナール・プティジャンに近づき、「私共は神父様と同じ心であります」（宗旨が同じです）とささやき、自分たちがカトリック信者である事実を告白した。信者たちは、天主堂に聖母像があること、神父が独身であることから間違いなくカトリック教会であることを確認し、自分たちが迫害に耐えながらキリスト教信仰を200年以上にわたって守り続けてきたいわゆる「隠れキリシタン」であることを話し、プティジャン神父を驚かせた。その後、プティジャンは密かに浦上や五島列島など肥前各地に信者発見を兼ねた布教の旅をおこない、多くのカトリック教徒が秘密裏に信仰を守り続けていたことがわかった。この「信徒発見」のニュースはやがて当時のローマ教皇ピオ9世のもとにもたらされたが、教皇は感激し、これを「東洋の奇蹟」と呼んだといわれている。

### 梵暦運動
近世後期から維新期にかけての危機意識の表現としては、上述した国学や後期水戸学とともに梵暦運動が挙げられる。
山片蟠桃や司馬江漢らによって地動説が普及することによって、仏教観に基づく天文観・世界観が疑念をもたれ、否定されることに危機感を抱いた仏僧が、思想運動を始めた。
文化7年(1810年)に普門円通は『仏国暦象編』を刊行し、自身の「仏教天文学」の学的組織を体系化した。その成果は「梵暦」ないし「仏暦」と呼ばれ、古今東西の天文学の知識をもとに仏典の天文に関する記述を渉猟し、最大公約数的な仏教天文学を体系化したものである。円通は天保5年(1834年)に没したが、その薫陶を受けた人々は「梵暦社」というネットワークをつくり、朝廷と密接な関係をもちながらも仏教各宗派を超えた思想運動を展開した。これが梵暦運動であり、幕末期には浄土真宗本願寺派の僧霊遊が伊勢国などで精力的に活動し、堺近郊では聖意が中心となって活動した。維新後は佐田介石が運動を主導した。